# Réseau de bus RATP
Le réseau de bus RATP couvre essentiellement le territoire de la métropole du Grand Paris (l'ensemble du territoire de la ville de Paris et la partie centrale de l'unité urbaine de Paris). Organisé et financé par Île-de-France Mobilités, il constitue un réseau dense de transports en commun complémentaire des réseaux ferrés.
Les lignes de bus de Paris et de la proche banlieue sont exploitées pour l'essentiel par la Régie autonome des transports parisiens (RATP). Un premier réseau apparaît dès 1662 avec les carrosses à cinq sols expérimentés par Blaise Pascal. Mais ce n'est qu'en 1828 que des lignes régulières d'omnibus refont leur apparition et rencontrent un vif succès. Les premiers autobus sont mis en service en 1906 et remplacent rapidement les omnibus hippomobiles, qui disparaissent en 1913, puis supplantent les tramways qui disparaissent en 1938. Après une phase de déclin après la Seconde Guerre mondiale consécutive au développement des transports individuels, le trafic est en augmentation continue depuis les années 1970.
En 2021, le réseau RATP est constitué de 354 lignes et transporte plus d'un milliard de voyageurs par an. Le 1er novembre 2025, la scission du réseau en plusieurs lots dans le cadre de l'ouverture à la concurrence débutera.

## Histoire

### Omnibus

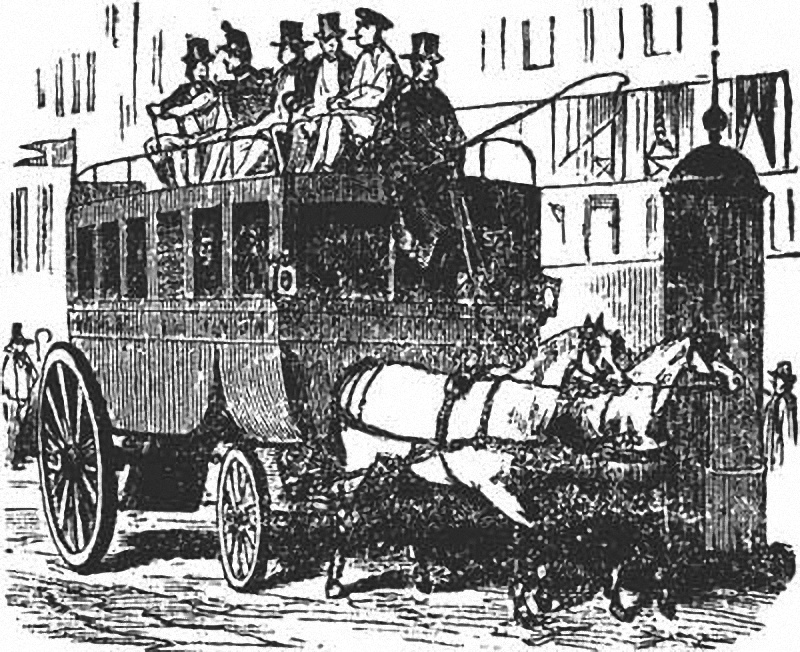
Un omnibus, probablement à Paris.

Blaise Pascal expérimente à Paris les premiers transports en commun à partir de 1662. Il obtient en effet du roi Louis XIV le privilège de fonder une entreprise de carrosses publics qui exploite cinq routes, les « carrosses à cinq sols ». Une première ligne est ouverte le 18 mars entre le Luxembourg et la porte Saint-Antoine avec sept véhicules. Cinq autres lignes sont ouvertes entre avril et juillet 1662, mais ne disposent chacune que de trois voitures dotées de huit places. Mais, en raison des hausses des tarifs et des restrictions imposées par le parlement de Paris qui interdit aux gens de bras (portefaix et autres travailleurs des rues en exercice) et aux gens d'armes (hommes armés) de les emprunter, l'expérience cesse au bout de seulement quinze ans, et il faut attendre environ un siècle et demi pour revoir un système de transports en commun réapparaître dans la capitale.
Les premiers omnibus font leur apparition en 1828, sur dix lignes régulières, qui connaissent un succès immédiat avec deux millions et demi de voyageurs en six mois. Dès 1830, dix compagnies exploitent une centaine de voitures sur une quarantaine de lignes avec des noms très imagés : Omnibus, Dames réunies, Favorites, Béarnaises, Citadines, Gazelles, Excellentes, Hirondelles Parisiennes, Tricycles, Constantines et Batignollaises. Mais la volonté de pouvoir de certains dirigeants amène le Préfet de la Seine à mettre fin à ce régime devant la Commission municipale. Un décret impérial crée le 22 février 1855 la Compagnie générale des omnibus, qui obtient le monopole pour faire circuler des voitures de voyageurs dans Paris, Vincennes et Courbevoie pour une durée de trente ans,.
En 1902, Paris dispose d'un réseau métropolitain naissant, et en surface, de nombreuses lignes de tramway, et de 42 lignes d'omnibus à chevaux, formant un réseau de 280 kilomètres. Le parc compte 11 572 chevaux et 684 voitures, remisés dans 25 dépôts. Les omnibus comptent un cocher et un conducteur par véhicule, à qui les voyageurs paient le prix de leur voyage. Un bulletin de transport n'est émis qu'en cas de correspondance. 130 millions de voyageurs empruntent les omnibus, et 600 millions les tramways.

### Premiers autobus

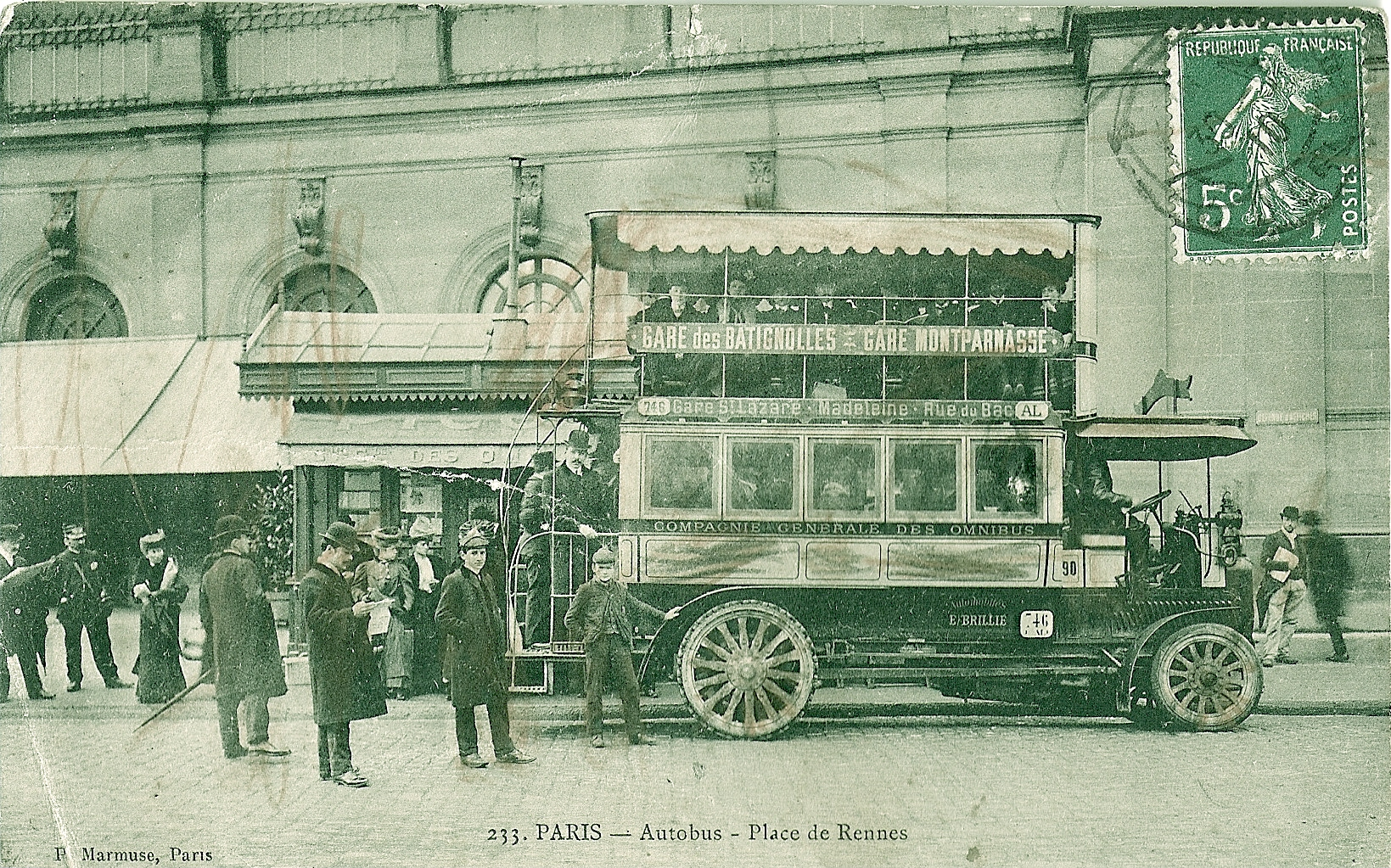
Autobus Brillié-Schneider P2 de la Compagnie générale des omnibus.

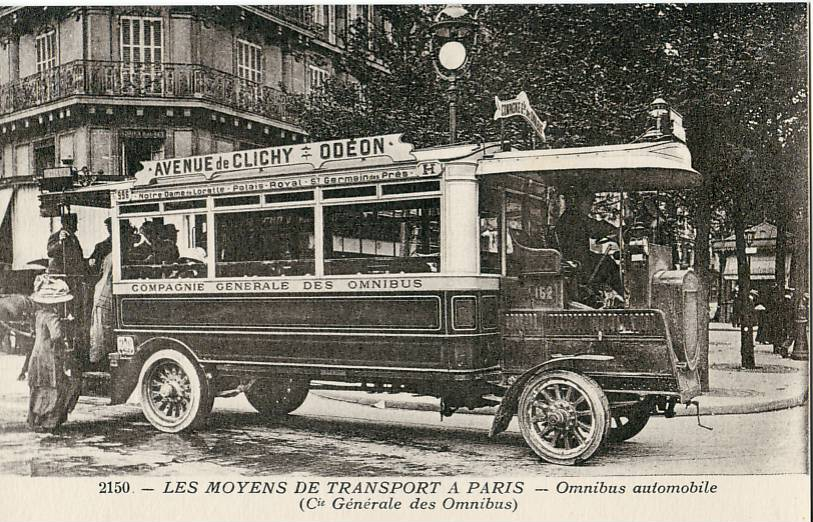
Bus prototype Schneider sur la ligne H.

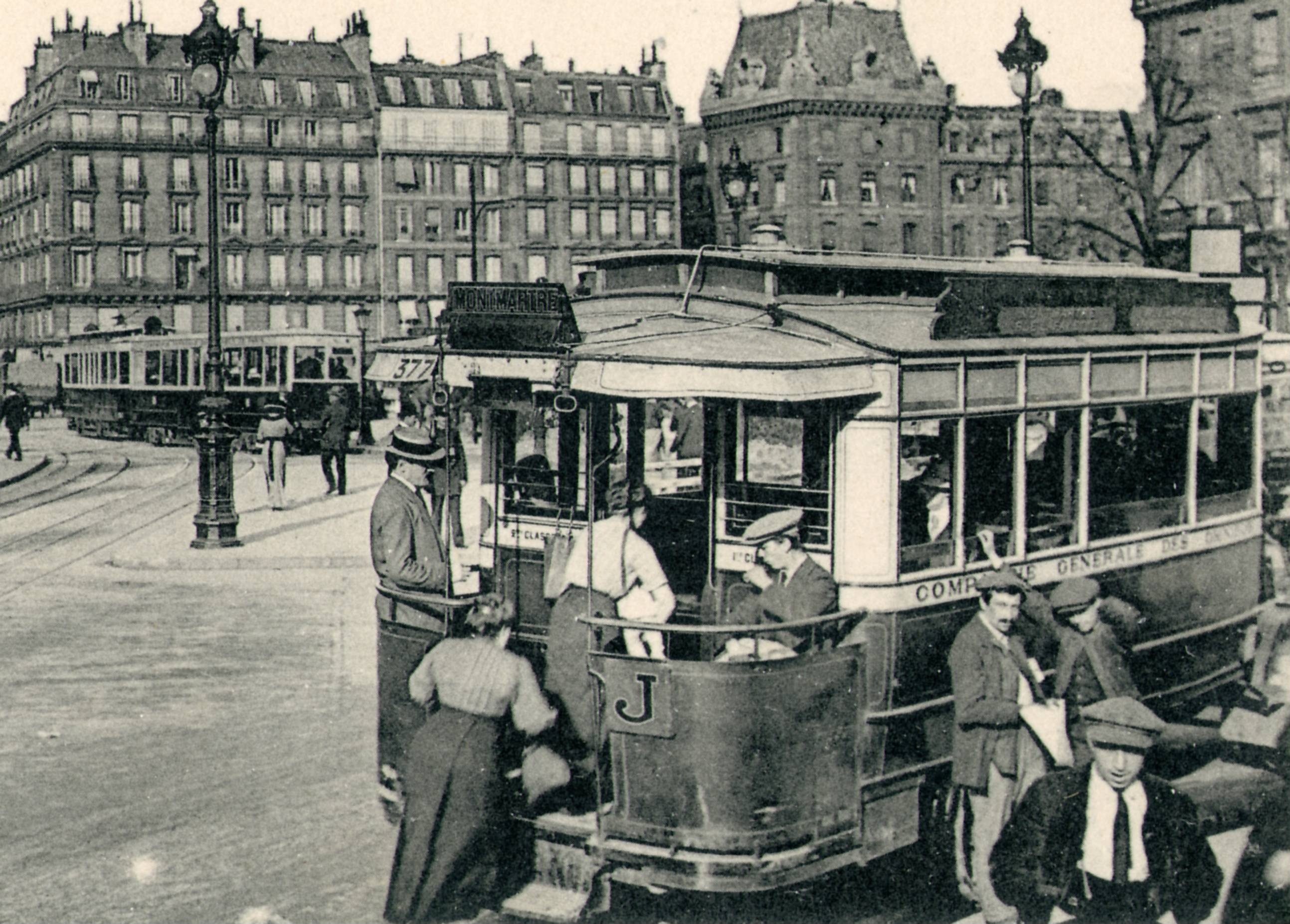
Un bus ligne J à la place Saint-Michel. À l'arrière, un tramway de la CGO.

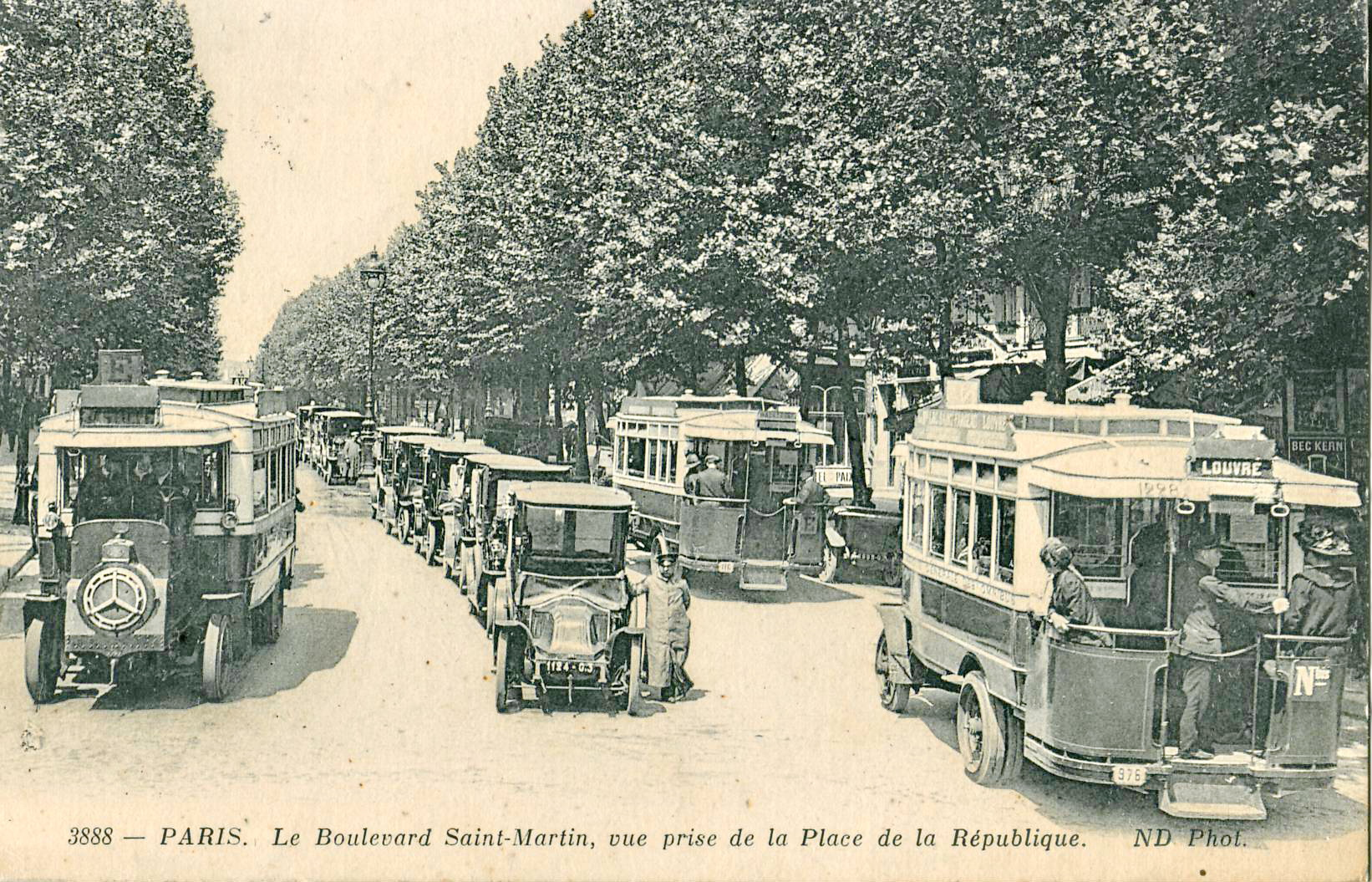
Bus (de la ligne E) et taxis sont les seuls véhicules circulant, sur ce cliché pris avant la Première Guerre mondiale, sur le boulevard Saint-Martin.

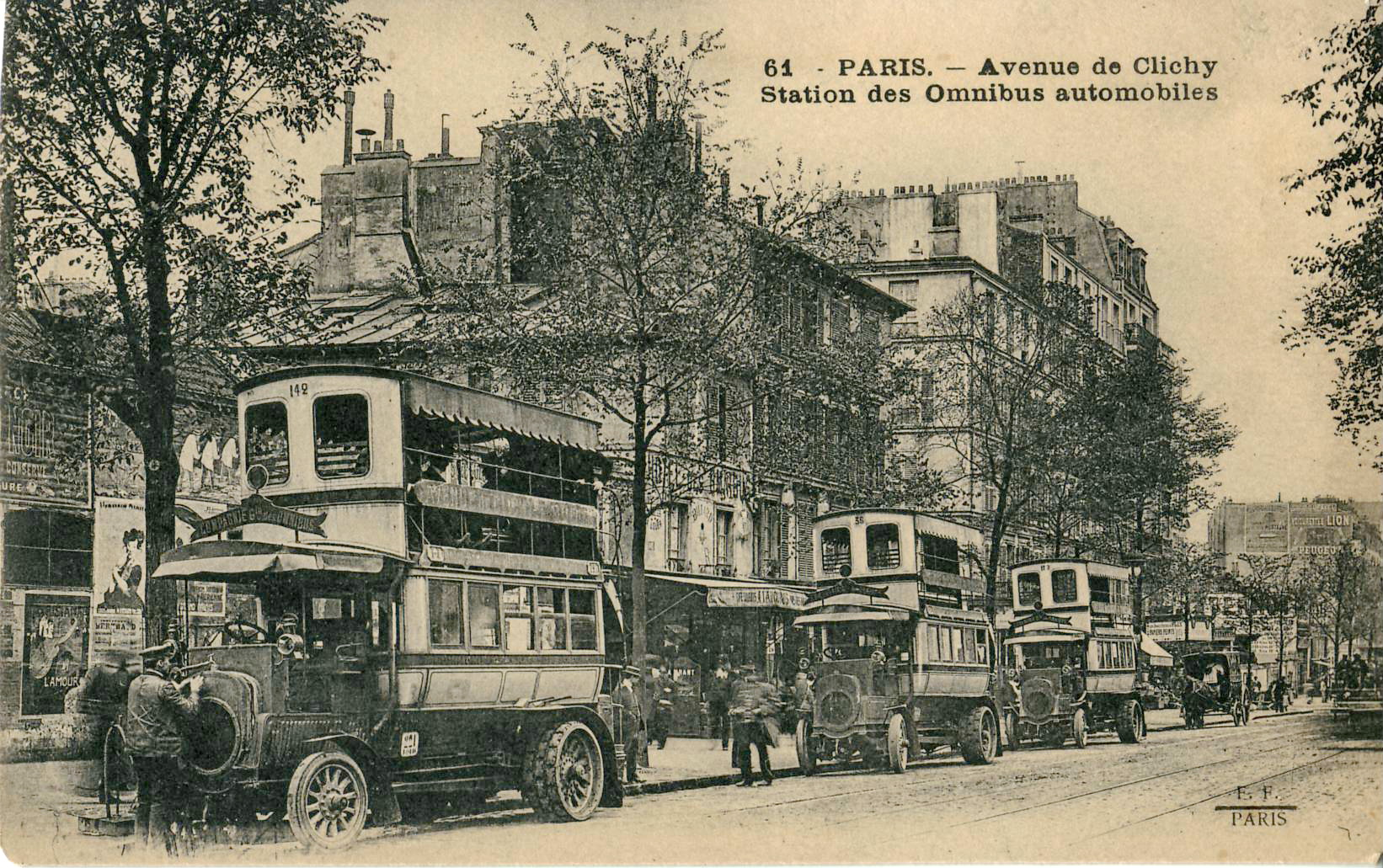
Bus Brillié P2, avant la Première Guerre mondiale.

Le salon de l'automobile de Paris en 1905 présente au public un nouveau véhicule : l'autobus.
La première ligne complète de bus parisienne est inaugurée le 11 juin 1906 et relie Montmartre à Saint-Germain-des-Prés (ligne AM), sur un parcours de 5,8 kilomètres. Le bus choisi par la Compagnie générale des omnibus (CGO) est le Schneider Brillié P2, à la suite d'un concours et d'une présentation de neuf modèles lors du premier salon de l'automobile de 1905, qui se déroule au Grand Palais. Ce bus d'une hauteur de 4,25 mètres par 6,24 mètres peut accueillir 32 personnes (16 assises sur l'impériale et 14 assises à l'intérieur) et est de couleur jaune crème. Il dispose d'une impériale qui par la suite est recouverte d'un toit pour protéger les passagers. L'impériale est retirée dans la version P3, qui remplace l'ancienne version progressivement à partir de 1910, pour disparaître totalement en 1912.
Ces bus à essence remplacent ainsi les omnibus hippomobiles, tractés par des chevaux et mis en service en 1889.
Cette première ligne est rapidement suivie de plusieurs autres :
- ligne C reliant Neuilly-sur-Seine à l'Hôtel de ville le 20 août ;
- ligne J reliant Montmartre à la place Saint-Michel le 1er novembre ;
- ligne I reliant Pigalle à La Halle aux vins le 20 janvier 1907 ;
- ligne AL reliant la Porte d'Asnières à Montparnasse le 24 mars ;
- ligne H reliant l'Avenue de Clichy à Odéon ;
- ligne A allant des Gobelins à Notre-Dame-de-Lorette le 30 juin.

Pour la petite histoire, l'autobus S des Exercices de style de Raymond Queneau est à peu de chose près l'actuelle ligne 84.
Les omnibus automobiles rencontrent un succès immédiat. Leur vitesse et leur confort sont salués, même si les premières critiques pointent déjà les mauvaises odeurs des gaz d'échappement. En quelques années, les autobus connaissent plusieurs vagues de modernisation, avec l'éclairage, le chauffage et la vitesse qui augmente et atteint près de 20 km/h. La traction animale est dès lors condamnée à court terme. Le 11 janvier 1913, le dernier omnibus à cheval circule sur la ligne L entre La Villette et Saint-Sulpice.
En 1910, les concessions accordées aux différentes compagnies arrivent à expiration. Afin de clarifier l'organisation du réseau, une nouvelle concession est accordée à la seule compagnie semblant suffisamment solide, la compagnie générale des omnibus. Un décret du 31 mai 1910 lui accorde la concession du réseau municipal de tramways et d'autobus. En banlieue, le réseau est organisé autour de six principales compagnies, auxquelles s'ajoutent le Chemin de fer du bois de Boulogne, et l'Arpajonnais. De 1910 à 1914, les compagnies procèdent à une importante modernisation de leurs réseaux. La tarification est réformée avec la suppression des billets de correspondance et la création de section, avec un tarif par section de 10 centimes en seconde classe, et de 15 centimes en première classe. La CGO crée également des dessertes nocturnes et des services spéciaux pour les sorties de théâtre, les courses ou encore les fêtes de la Toussaint, de Noël ou du nouvel an. Le nouveau matériel mis en circulation ne dispose alors plus d'impériale, ce qui facilite le service voyageur.
En trois ans, le trafic dans Paris augmente de 50 % et les recettes progressent de 18 %. En 1914, le réseau de la CGO comporte 923 kilomètres de lignes de tramway et 245 kilomètres de lignes d'autobus.

### Première Guerre mondiale
Dès le 1er août 1914, l'autorité militaire réquisitionne la totalité des autobus, dont 120 sont immédiatement expédiés au front. Certains participent au côté des taxis à la bataille de la Marne, puis à la bataille de la Somme et à l'offensive de Verdun. Toutefois, les transports à Paris deviennent particulièrement difficiles, plusieurs quartiers n'étant plus du tout desservis. Les lignes les plus indispensables sont remises en exploitation sur autorisation du ministre de la Guerre. En juin 1916, le Madeleine - Bastille est remis en service avec du personnel féminin, puis le Saint-Lazare - Place Saint-Michel en août.

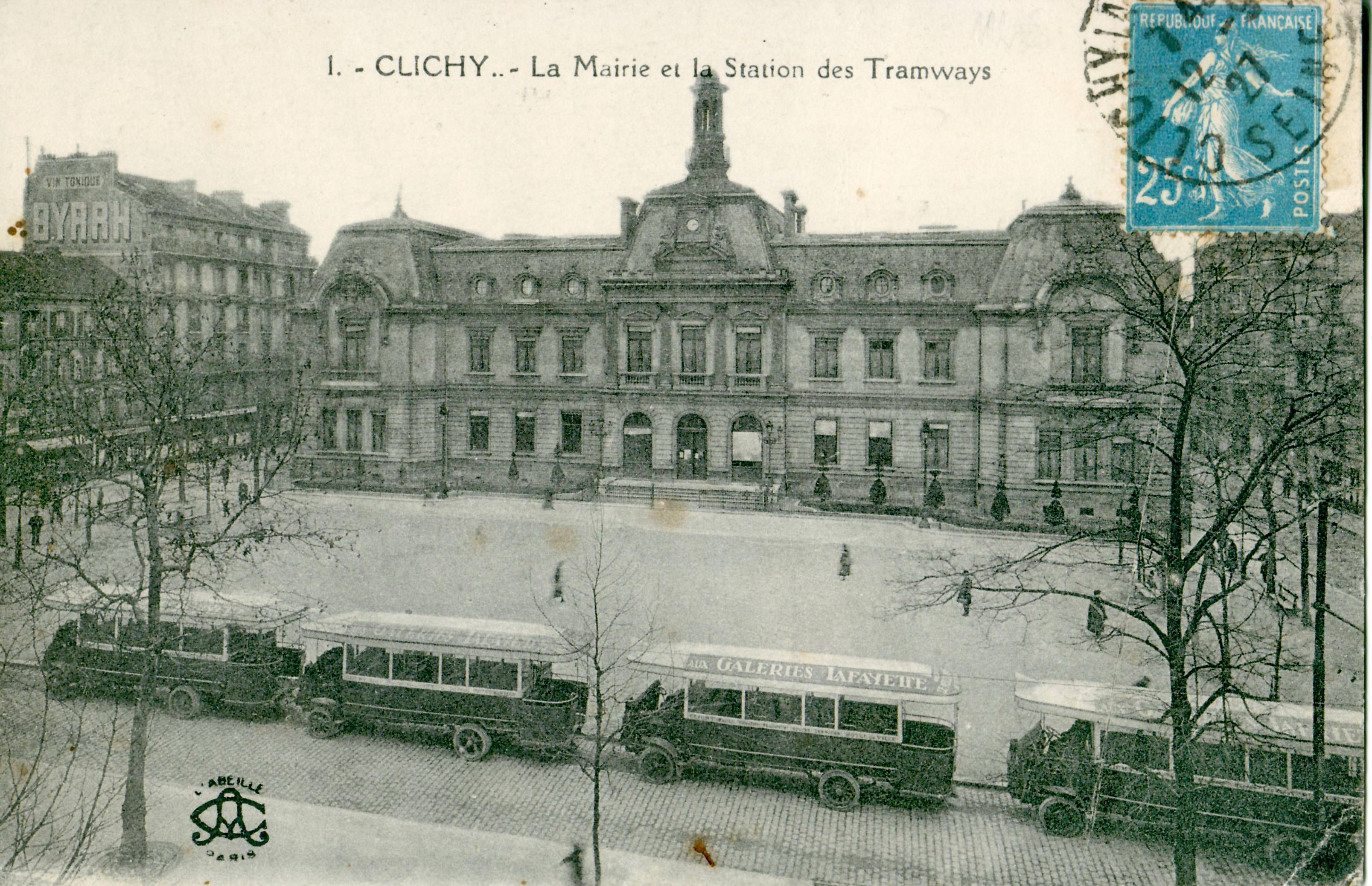
Bus au terminus de la mairie de Clichy. Ils viennent de remplacer les tramways, et la carte postale mentionne encore la station des tramways.

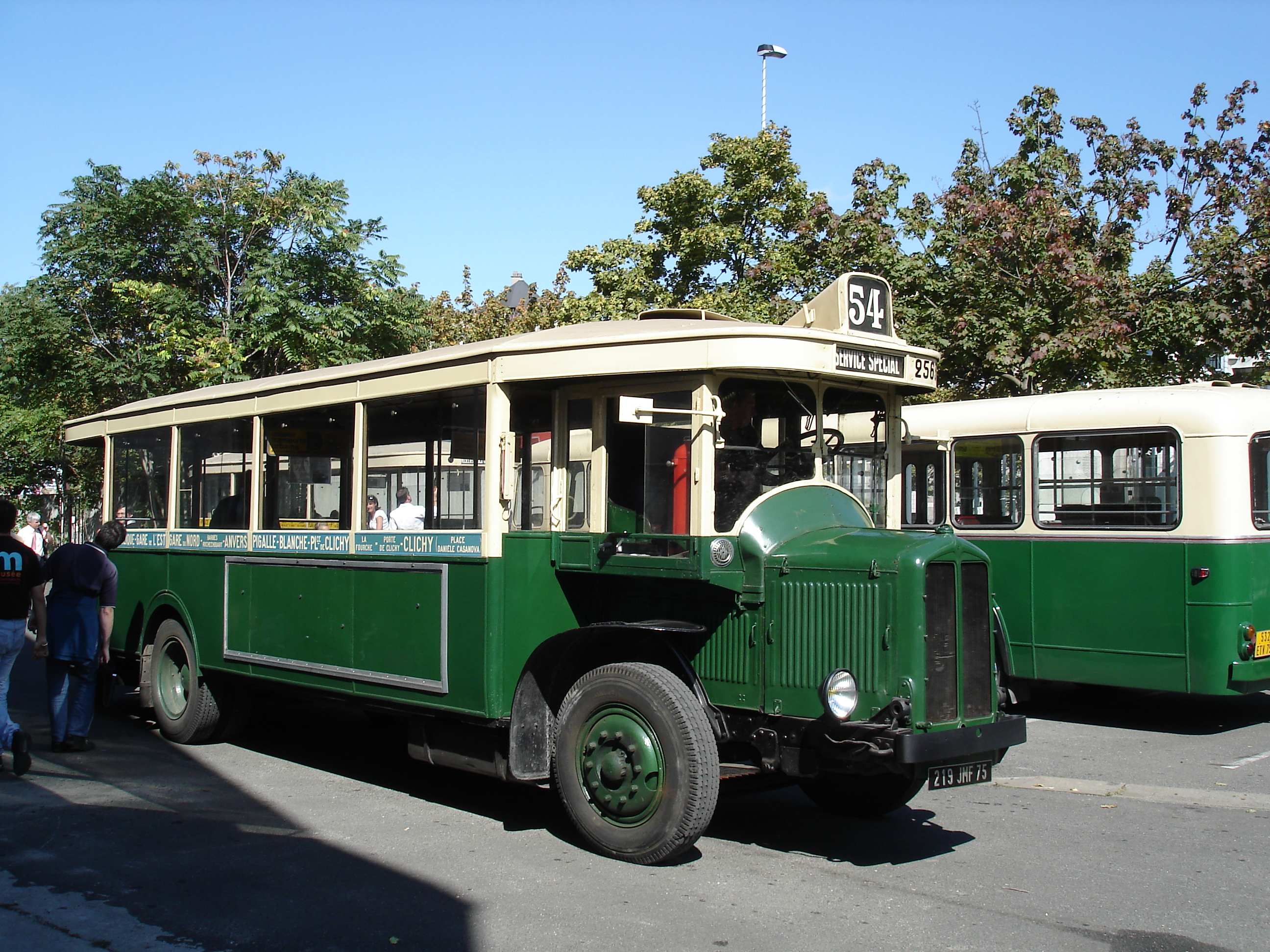
L'autobus type TN 6 fut l'un des bus emblématiques du réseau de la STCRP puis de la RATP.

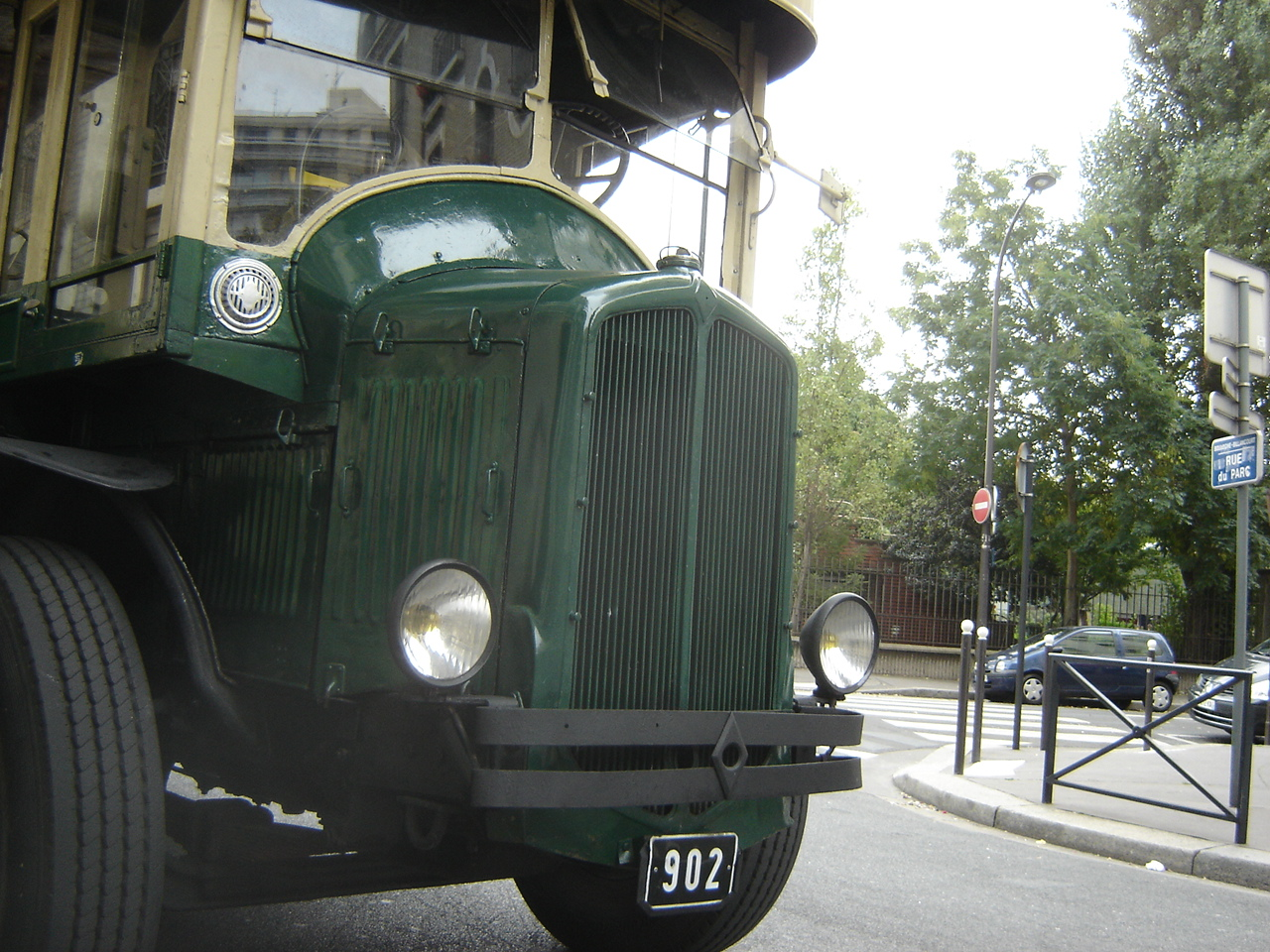
Calandre d'un autobus type TN4.

En 1918, il ne reste plus qu'un parc de cent autobus disponibles. En 1919, sur les 43 lignes d'avant-guerre, 25 sont encore en exploitation. La livraison de nouveaux autobus Schneider H permet néanmoins une remise en service progressive des lignes. Mais la hausse continue des prix, et le plafonnement des tarifs au niveau de ceux de 1913 entraîne une situation financière de plus en plus critique des compagnies. Alors que les autorités commencent à aborder ce problème, une grève générale éclate réclamant une hausse des salaires. Les compagnies accordent cette hausse, ce qui aggrave encore leur santé financière. Face à cette situation, le Préfet de la Seine accorde une augmentation des tarifs en 1919, puis de nouveau en 1920. Le système des concessions fait néanmoins face à une contestation grandissante.

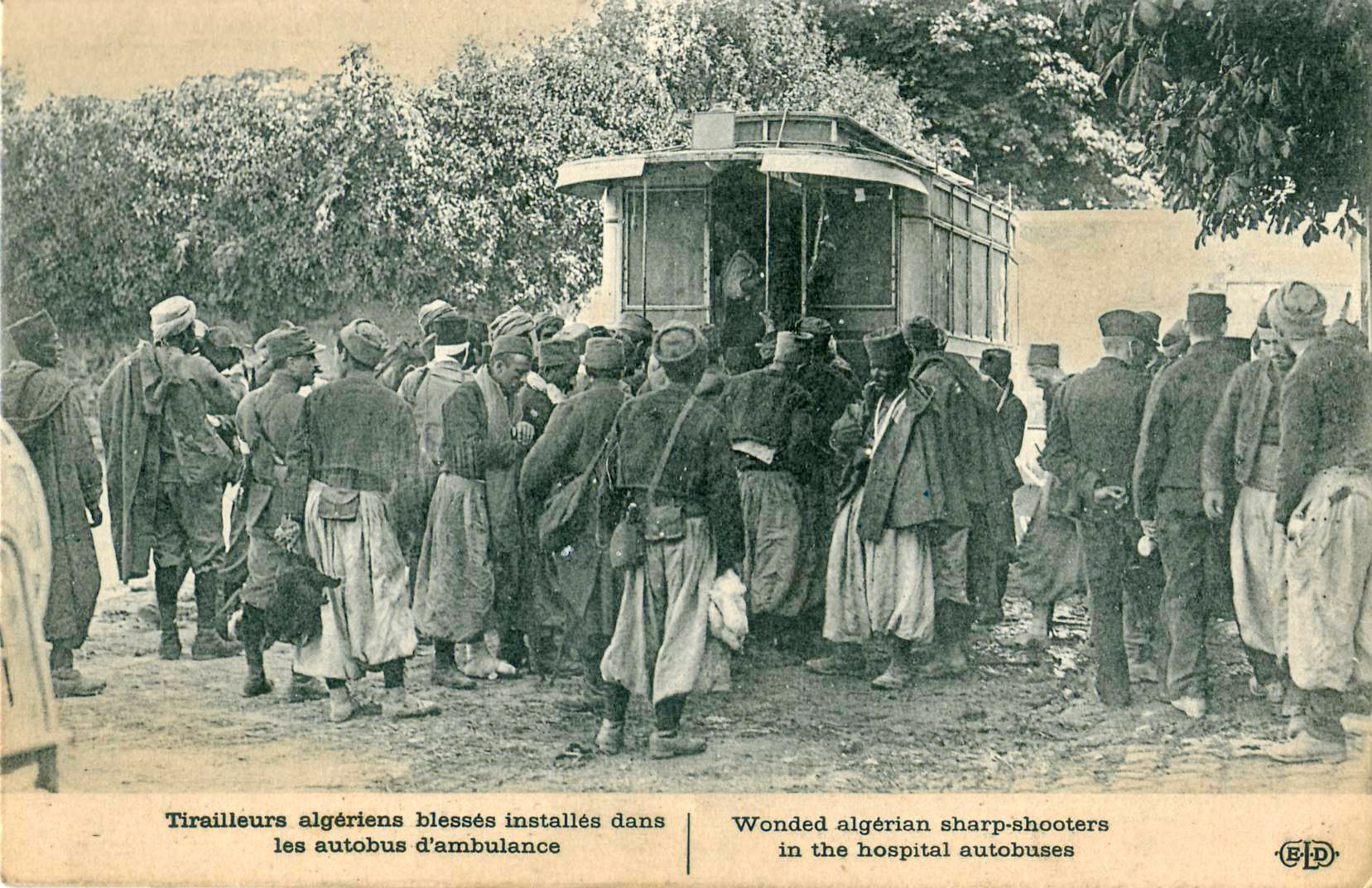
Autobus transformé en ambulance, pendant la Première Guerre mondiale.

### Société des transports en commun de la région parisienne

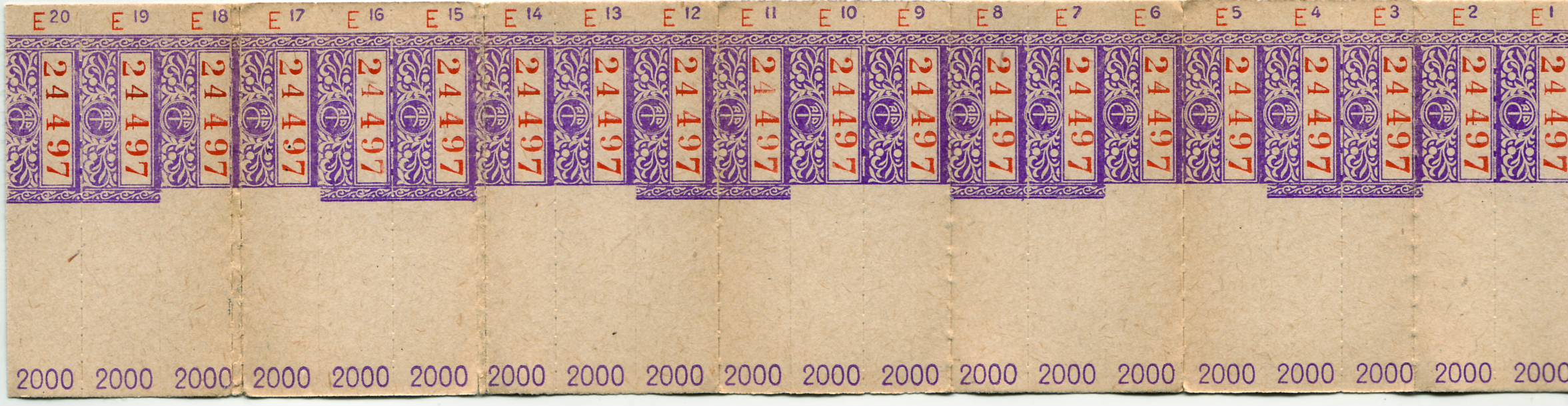
Carnet de tickets de bus de la STCRP.

Le mécontentement des voyageurs et du personnel face aux compagnies rend indispensable la création d'un gestionnaire unique des transports urbains de surface à Paris. Celui-ci est placé sous l'autorité de tutelle du département de la Seine. Un décret approuve la convention du 25 décembre 1920, qui accorde l'exclusivité dans Paris de l'exploitation des omnibus pour une période s'étendant du 1er janvier 1921 au 31 décembre 1950. La convention prévoit le rachat par le Département des concessions de la Compagnie générale des omnibus (CGO) et de toutes les autres compagnies, telles que la Compagnie des chemins de fer nogentais ou les Tramways de Paris et du département de la Seine  (TPDS).
L'exploitation du réseau est confiée à la Société des transports en commun de la région parisienne (STCRP). Elle entame une rapide modernisation du parc. En 1923, un nouveau matériel de plus grande capacité et disposant de l'éclairage électrique (Schneider H6) est mis en service sur la ligne E Madeleine - Bastille. Puis en 1929, la STCRP décide d'équiper tous les autobus de pneumatiques, face à la concurrence du métropolitain. Ceci constitue un important progrès, améliorant considérablement le confort de roulement sur les pavés. En 1925, la compagnie transporte 345 millions de voyageurs à bord de ses bus.
Au milieu des années 1920, le développement de la circulation automobile, et la puissance des lobbys pétrolier et industriel automobile entraîne une attaque virulente contre le tramway, considéré comme archaïque et gênant. À partir de 1930, sous l'effet de cette pression politique, la STCRP supprime rapidement les lignes de tramway et les remplace par des lignes d'autobus. En 1930, on compte 1700 bus pour 3700 tramways, en 1934, on compte 1600 tramways pour 2900 autobus. Enfin en 1936, on ne compte plus que 348 tramways pour 3600 autobus. En 1937, circule le dernier tramway parisien, puis il disparaît à son tour en banlieue dès 1938, à l'exception du réseau Versaillais qui subsistera jusqu'en 1957. Les dépôts de tramway sont progressivement reconvertis en dépôts d'autobus : le dépôt Mozart en 1930, le dépôt de Montrouge en 1936.
Outre les lignes de tramway, la ligne ferroviaire de Petite Ceinture, aux fréquences trop peu attractives et désertée par la clientèle, est fermée. Sur décision du Conseil général de la Seine, un service d'autobus de remplacement est créé dès 1934, la ligne PC qui connaît immédiatement un important succès.

### Seconde Guerre mondiale

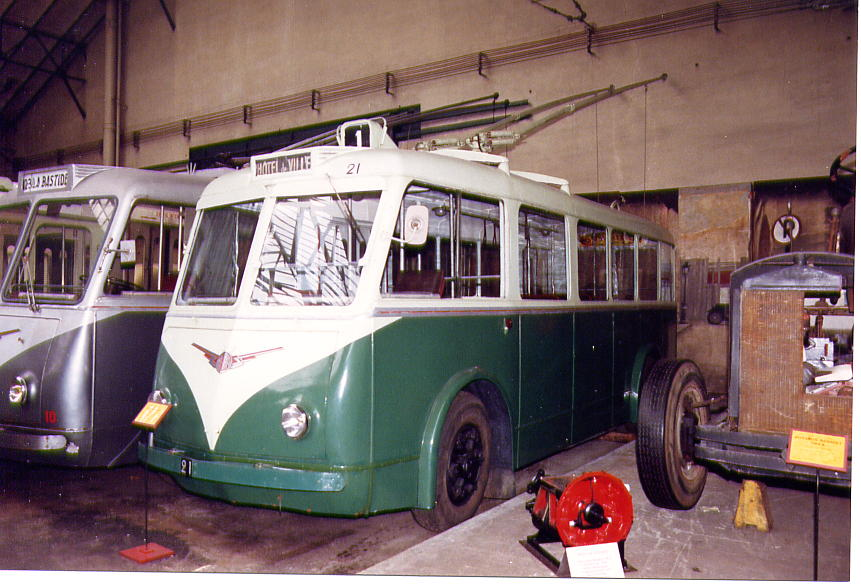
Le trolleybus Vetra pour faire face à la pénurie de carburant.

Le 23 août 1939, la STCRP reçoit un ordre de réquisition d'une large part de son parc d'autobus pour assurer le transport de troupes, ce qui perturbe gravement l'exploitation du réseau. Toutefois un service réduit reste assuré jusqu'à l'ordre de mobilisation générale : 106 puis 111 lignes fonctionnent jusqu'en mai 1940.
L'exploitation s'arrête complètement à l'approche des troupes allemandes, le 12 juin 1940, mais les bus réapparaissent dès le mois d'août. Le 1er décembre, 44 lignes sont de nouveau en service, mais la STCRP doit jouer d'ingéniosité pour alimenter son parc en situation de pénurie d'essence. Les véhicules sont bricolés et roulent au gaz de ville, à l'alcool, ou encore au gaz de charbon de bois, les « gazogènes ». Mais la pénurie de charbon puis de pneumatiques réduit encore le service, qui n'est plus assuré que par un parc réduit de 511 autobus au début de 1942.
À cette période, le gouvernement de Vichy impose la fusion du réseau de surface et du réseau métropolitain. Une convention confie dorénavant l'exploitation du réseau d'autobus à la CMP à compter du 1er janvier 1942. Dans les faits, chaque compagnie continue de gérer son réseau avec le peu de moyens disponibles ; seule est mise en œuvre une harmonisation des tarifs entre le réseau d'autobus, le métro et les lignes ferroviaires de banlieue, le 4 août 1941, avec la création du module U.
La pénurie de carburant fait privilégier l'électricité par les autorités et apparaître un nouveau mode de traction en région parisienne : le trolleybus. Dès 1943, deux lignes sont équipées : le 63 (Rd Pt du Petit Colombes - Porte de Champerret) et le 64 (Colombes Place Galilée - Porte de Champerret). Deux autres lignes (183 Porte de Choisy - Choisy le Roi et 185 Porte d'Italie - Cimetière de Thiais ou Asile de Villejuif) seront par la suite exploitées en trolleybus de 1950 et 1953 respectivement jusqu'en mars 1966. Dans les jours précédant la Libération de Paris, le trafic est totalement interrompu. Il reprend progressivement avec un parc limité à 500 autobus encore en état de marche sur les 1 150 restants, contre près de 4 000 en 1939. Un plan de conversion en trolleybus avait été établi durant l'Occupation et intégré au Plan Monnet de reconstruction, mais sur la trentaine de lignes du projet, seules deux sont concrétisées outre les deux lignes expérimentales de la porte de Champerret. Le parc de trolleybus de la RATP atteint un maximum de 98 véhicules dérisoire à l'échelle de son réseau

### Renaissance du réseau

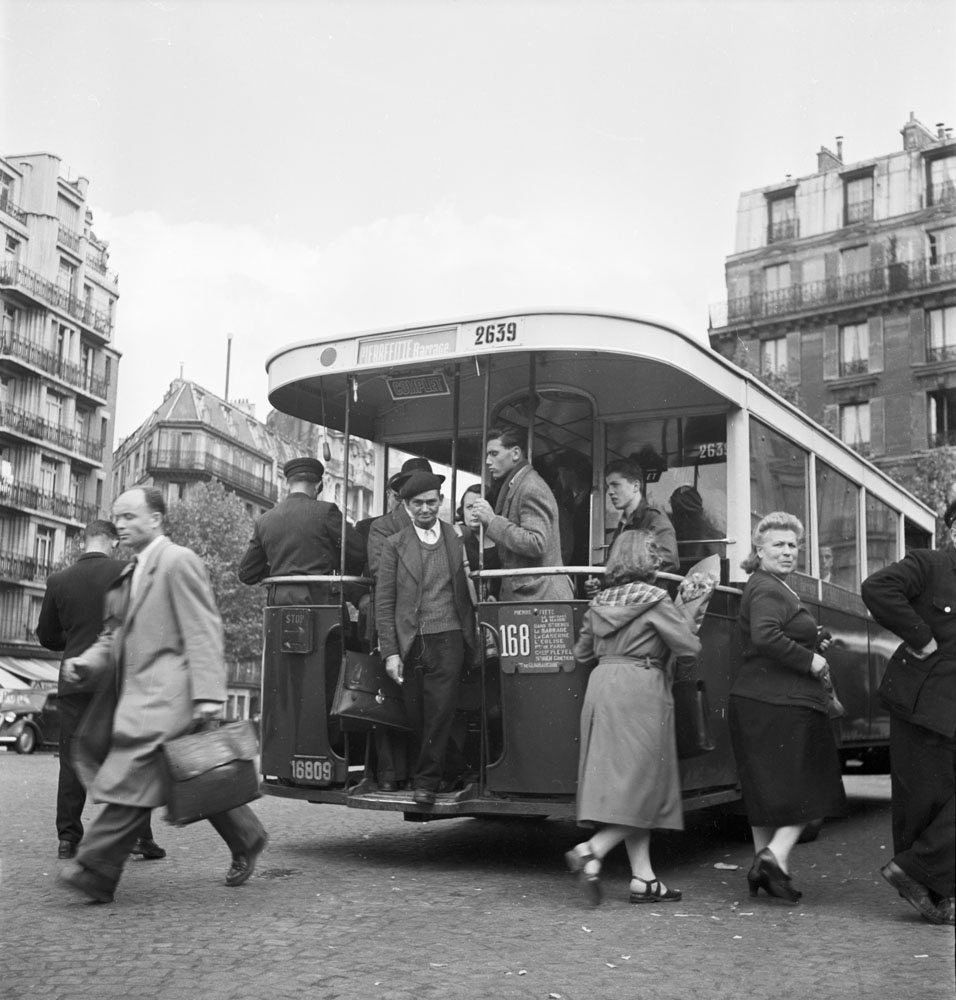
Un bus de la ligne 168 à la porte de Clignancourt, en 1950. Des Renault TN, avec accès par la plate-forme arrière, circuleront encore sur le réseau jusqu'en 1969.

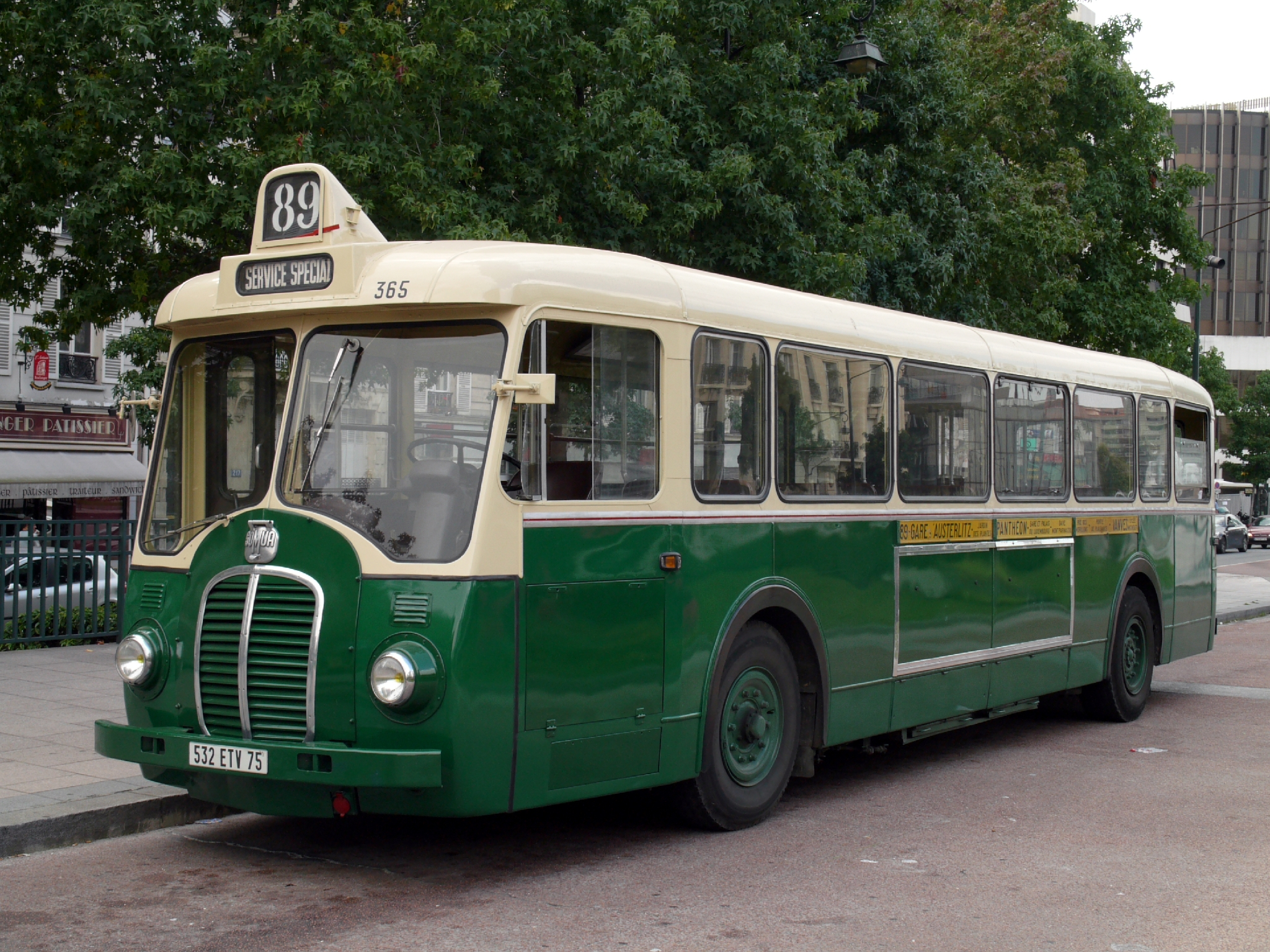
Le Somua OP5, le bus de l'après-guerre mondiale.

Le 3 janvier 1945, René Mayer, ministre des Travaux publics, nomme un administrateur provisoire chargé des transports parisiens. Il a pour mission, avec l'assistance d'une commission consultative, d'assurer le fonctionnement des réseaux dans l'attente de la création d'un nouveau régime juridique des transports en commun. Le travail est titanesque, le réseau est en effet complètement désorganisé par cinq années de guerre, l'essentiel du matériel a disparu ou est hors-service, les ateliers sont partiellement détruits, et les difficultés d'approvisionnement en carburant et pneumatiques sont considérables.
La première mission consiste à retrouver le parc d'autobus partout en France mais aussi à l'étranger. En quatre ans, un peu plus de 1200 sont retrouvés, dont 500 encore en état de marche. L'atelier central, gravement endommagé par les bombardements de 1944, est reconstruit. Au début de 1946, un parc de 1000 autobus est disponible pour exploiter 11 lignes parisiennes et 55 en banlieue. Ils sont 1500 à la fin de la même année qui permet l'exploitation de 30 lignes à Paris et 67 en banlieue, puis 2000 fin 1948 avec 38 lignes à Paris et 75 en banlieue, constituant un réseau de 964 kilomètres.
De 1950 à 1962, la toute nouvelle RATP met en service 1700 véhicules neufs malgré le contexte économique difficile d'après guerre. Néanmoins, la modernisation du réseau ne parvient pas à enrayer une chute constante du trafic : il passe de 852 millions de voyageurs en 1960 à 501 en 1973. La principale cause est l'augmentation exponentielle du trafic automobile qui paralyse les bus dans les encombrements et fait chuter la vitesse commerciale et par conséquent, l'attractivité du réseau.
En parallèle, une nouvelle organisation est mise en œuvre, avec la création de deux zones distinctes : une pour la ville de Paris et une pour la banlieue. Dans la zone centrale, les lignes ont pour objectif de compléter la desserte du métro, d'assurer l'accès aux principaux sites touristiques, d'assurer des liaisons dans les quartiers mal irrigués par le métro, et de soulager ce dernier sur ces tronçons les plus chargés. En banlieue, les lignes radiales constituent le prolongement des lignes de métro. En grande banlieue, les lignes assurent un rabattement vers les gares ferroviaires. ces lignes sont complétées par des rocades reliant plusieurs communes entre elles. La numérotation des lignes de Paris est également modifiée afin de mieux les situer géographiquement par leur indice. Le chiffre des dizaines fixe le terminus dans Paris, les unités fixent l'autre terminus.
Grâce à ces différentes mesures, le trafic passe de 600 millions de voyageurs en 1946 à 900 en 1948. L'administration passe alors commande de nouveaux matériels à l'industrie automobile en pleine renaissance. 50 autobus diesel sont commandés pour la banlieue, 50 trolleybus et surtout, 300 autobus du nouveau modèle Somua OP 5.

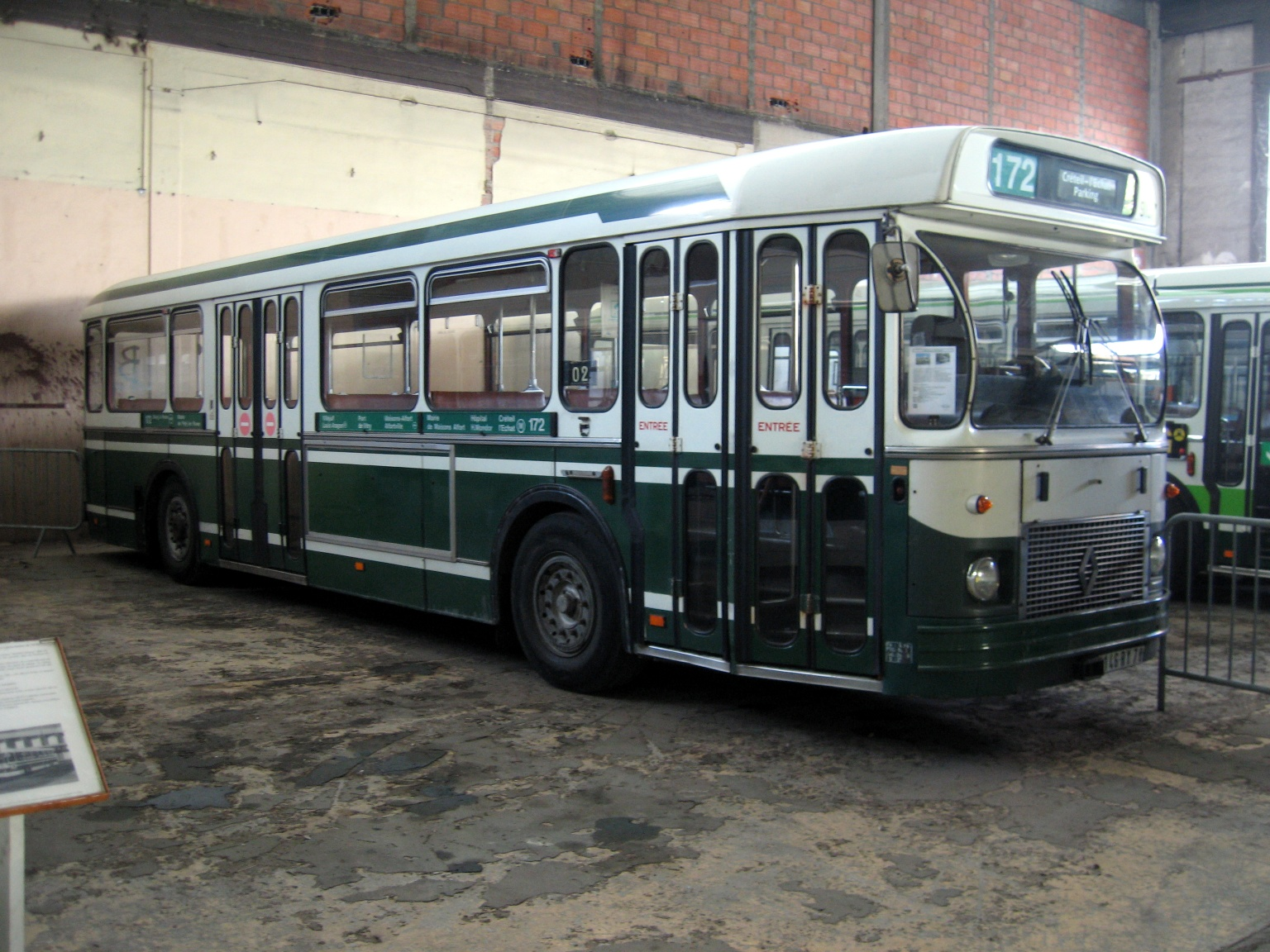
Le SAVIEM/Renault SC 10, matériel symbole des bus RATP, construit à grande échelle de 1965 à 1988.

Le 1er janvier 1949, la toute nouvelle RATP prend livraison du nouveau parc et tente d'investir autant que possible dans un contexte économique difficile d'après guerre, sous l'étroite surveillance de l'office des transports parisiens, créé en même temps qu'elle. De 1950 à 1962, 1700 véhicules neufs Somua, Chausson ou Berliet sont commandés afin de renouveler le parc. En 1965, le bus standard devient le modèle emblématique du réseau. En septembre 1959, une nouvelle autorité organisatrice des transports de la région est créée : le syndicat des transports parisiens. À partir de 1965, le SC 10 est mis en service : il deviendra le matériel roulant caractéristique du réseau de bus RATP.
Malgré tout, le trafic connaît un déclin progressif consécutif au développement des transports individuels. De 1960 à 1973, le trafic chute de 852 millions à 501 de voyageurs annuels. La congestion due à l'automobile entraine des retards de plus en plus fréquents, et fait baisser la vitesse commerciale de 20 % : elle tombe à 14 km/h à Paris et 10 km/h en banlieue. L'attractivité ainsi encore diminuée du réseau contribue à sa lente agonie.
Pourtant, le réseau de surface reste indispensable pour assurer une desserte fine en complément du métro et plus encore la desserte de la banlieue. La régie choisit alors de mettre en œuvre une politique de modernisation du réseau d'autobus. Les premiers couloirs bus sont aménagés, le 15 janvier 1964, le premier, d'une longueur de 1 000 mètres, fait son apparition sur les quais du Louvre et de la Mégisserie. Les premiers résultats sont encourageants, les retards chroniques se réduisent et la vitesse moyenne augmente. Mais la réticence des commerçants parisiens ne permet pas une progression rapide des voies aménagées : seuls 410 mètres sont réalisés en 1966 et 220 mètres en 1967. Toutefois la volonté politique permet une franche accélération les années suivantes, avec 6,5 kilomètres en 1968 et 26 kilomètres en 1971.
Parallèlement, les véhicules sont équipés de la radiotéléphonie à partir de mai 1972 ; en 1979, tous les bus en sont équipés. Les femmes accèdent à la conduite des bus en 1963, vingt ans avant le réseau ferré. Cette politique dynamique porte ses fruits, puisque le trafic augmente en 1974, avec 526 millions de voyageurs, après des années de chute.

### Innovation

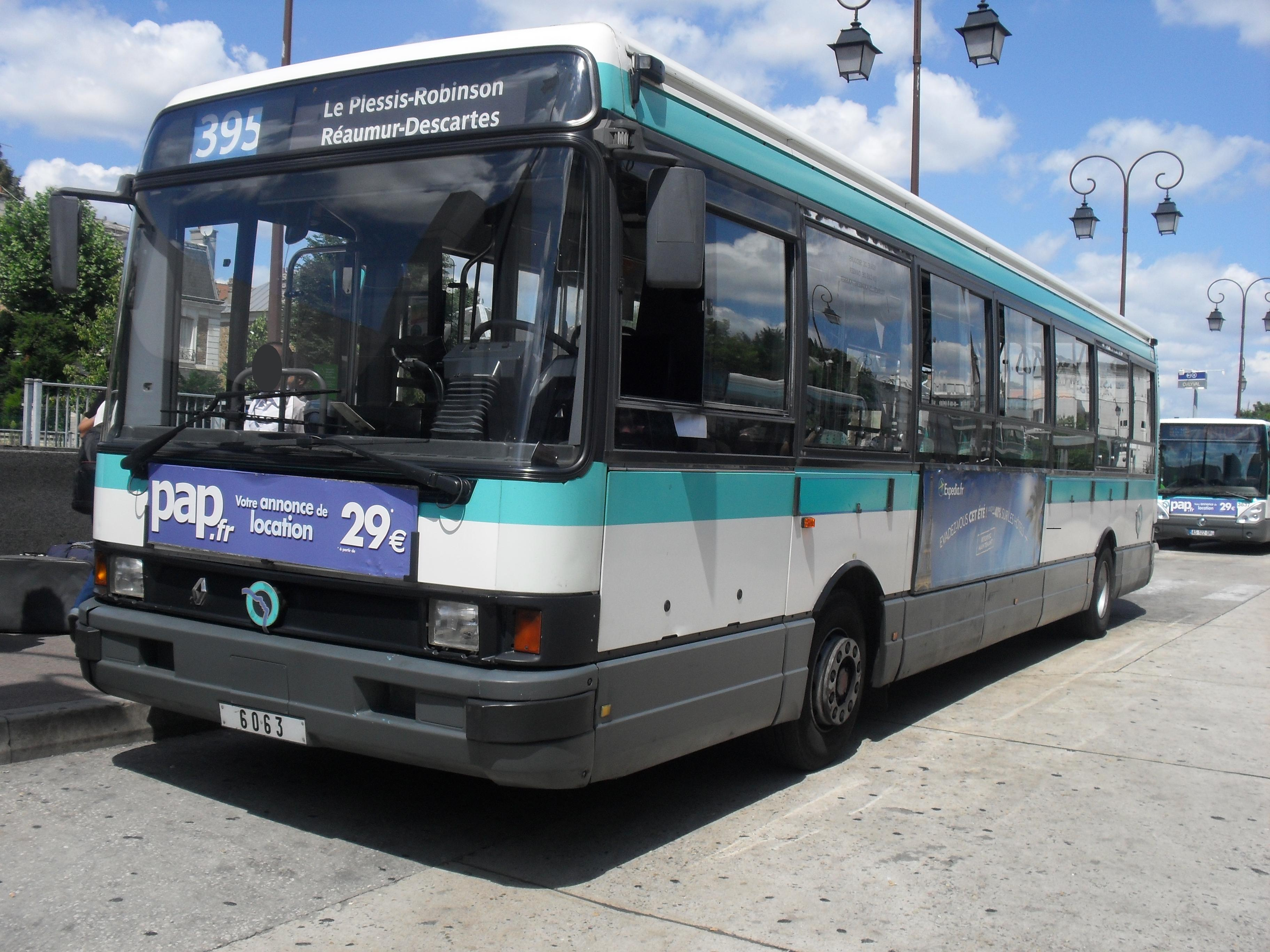
Le Renault R312, successeur direct du SC 10.

Ancien logo du réseau de bus de la RATP, dont l'usage est progressivement abandonné au profit de celui d'Île-de-France Mobilités.

À partir de 1975, la création de la carte orange permet une hausse spectaculaire de la fréquentation. Ainsi, en 1976, le trafic augmente de 31 %, atteignant près de 680 millions de voyageurs. Pourtant, dès la fin des années 1970, le trafic réamorce une rechute.
Au début des années 1980, le SC 10, alors le matériel le plus représenté sur le réseau, donne toute satisfaction à la RATP qui décide par conséquent d'en commander une nouvelle série dont la face avant est entièrement modifiée et modernisée. Mais à partir de 1988, le SC 10 n'est plus produit. Il faudra attendre seulement 2002 pour voir le dernier SC 10 tirer sa révérence.
À partir de 1982, le bus profite de l'effet RER et voit sa fréquentation augmenter de nouveau, au point de devoir faire appel à du matériel à grande capacité. Dans un premier temps, en février 1983, la RATP retire définitivement les derniers autobus à gabarit réduit, avant de mettre en service les bus articulés. Longtemps boudés par les pouvoirs publics parisiens, les bus Renault PR 180 font leur entrée dans le réseau, le 1er mai 1983, sur les lignes 91 et 183. Leur arrivée permet désormais de faire face à l'importante fréquentation de certaines lignes. Disposant de près de 150 places, ils permettent une nette amélioration du service sur les lignes à fort trafic. Les caractéristiques des bus articulés encouragent la RATP à mettre en place le système du libre-service pour accéder à ces véhicules : les usagers peuvent monter et descendre des voitures par toutes les portes, facilitant ainsi l'utilisation du bus.
Le 21 janvier 1983, à la suite d'un protocole d'accord tripartite passé entre la RATP, Transdev TRA et le département de la Seine-Saint-Denis, le réseau de bus TRA est désormais exploité en association par les trois partenaires. En conséquence, les lignes du réseau sont désormais identifiées par des indices de la série 600.
À la fin des années 1980, pour faire face à la complexification des lignes issue de plusieurs décennies d'extensions, la RATP décide de mettre fin à la numérotation des lignes qui faisait appel à une combinaison de chiffres et de lettres (exemple: 113A, 113B, 113C, etc.) et qui ne facilitait pas l’usage du réseau, et de modifier certaines lignes afin de mieux répondre au trafic : certaines voient leur itinéraire modifié, raccourci ou prolongé, d'autres sont créées pendant que certaines sont supprimées. En pratique, cette opération nommée « Autrement Bus » est effectuée par secteur géographique – la banlieue compte une quinzaine de secteurs autour de Paris – afin d’améliorer la compréhension et l’utilisation du réseau ainsi que les conditions d’accueil des usagers. Par la même occasion, les installations fixes - arrêts et terminus - sont entièrement reconstruites selon un nouveau modèle et la numérotation des lignes est par conséquent simplifiée à la suite de la suppression des indices mixtes.
Ainsi, en janvier 1989, la première opération est lancée dans les Hauts-de-Seine sud couvrant les communes de Bagneux, Châtillon, Clamart, etc. Par exemple, le 13 mars 1995, le secteur Bords de Marne est restructuré à l'occasion du programme « Autrement Bus Boucles de la Marne », permettant la création de la ligne 210, la simplification de la ligne 120AB en 120 et la suppression des lignes 313A et 313B, reprises respectivement par les lignes 114 et 210,.
Toujours, à la fin des années 1980, la RATP, avec Renault, réfléchit à la succession du SC 10 en mettant au point un nouveau véhicule dont le plancher est abaissé, même s'il demeure encore un emmarchement. Il s'agit du R312, dont la première voiture est mise en service sur la ligne 38 en juin 1988. Il est totalement différent du SC 10, car il dispose d'un moteur à l'arrière situé verticalement, permettant de maintenir un plancher plat sur toute la longueur du véhicule.
D'abord livrés en version trois portes, les R312 ont alors une configuration qui permet l'accélération importante des mouvements des voyageurs. Il est alors envisagé de généraliser le libre-service sur toutes ces voitures et une série est équipée de boutons d'ouverture, pour les lignes 28 et 38, mais la forte augmentation de la fraude pousse la RATP à abandonner ce système et à revenir à l'autobus à deux portes. Ainsi, les autobus articulés des lignes 143, 187 et 258, qui apportaient une nette amélioration du service, sont remplacés par des autobus à deux portes en 1995 ; ce retour en arrière constitue un cas unique en Europe, bien que quelques années plus tard ces mêmes lignes ont repris des bus articulés à cause de leur fréquentation élevée.
Après des expériences limitées en la matière, le site réservé aux autobus se développe notamment à partir des années 1980 avec la mise en site propre d'une partie des lignes 178 (La Défense - Gare Saint-Denis) et 183 (Porte de Choisy - Orly), et surtout à partir de la fin de l'année 1993, avec la mise en service du Trans-Val-de-Marne (TVM), la première ligne en site propre, entre Saint-Maur et Rungis, permettant une augmentation significative de la vitesse commerciale des autobus articulés. Le trafic de cette ligne augmente à son tour très fortement, à tel point que les autobus sont parfois complets.

### Accessibilité, écologie et performance

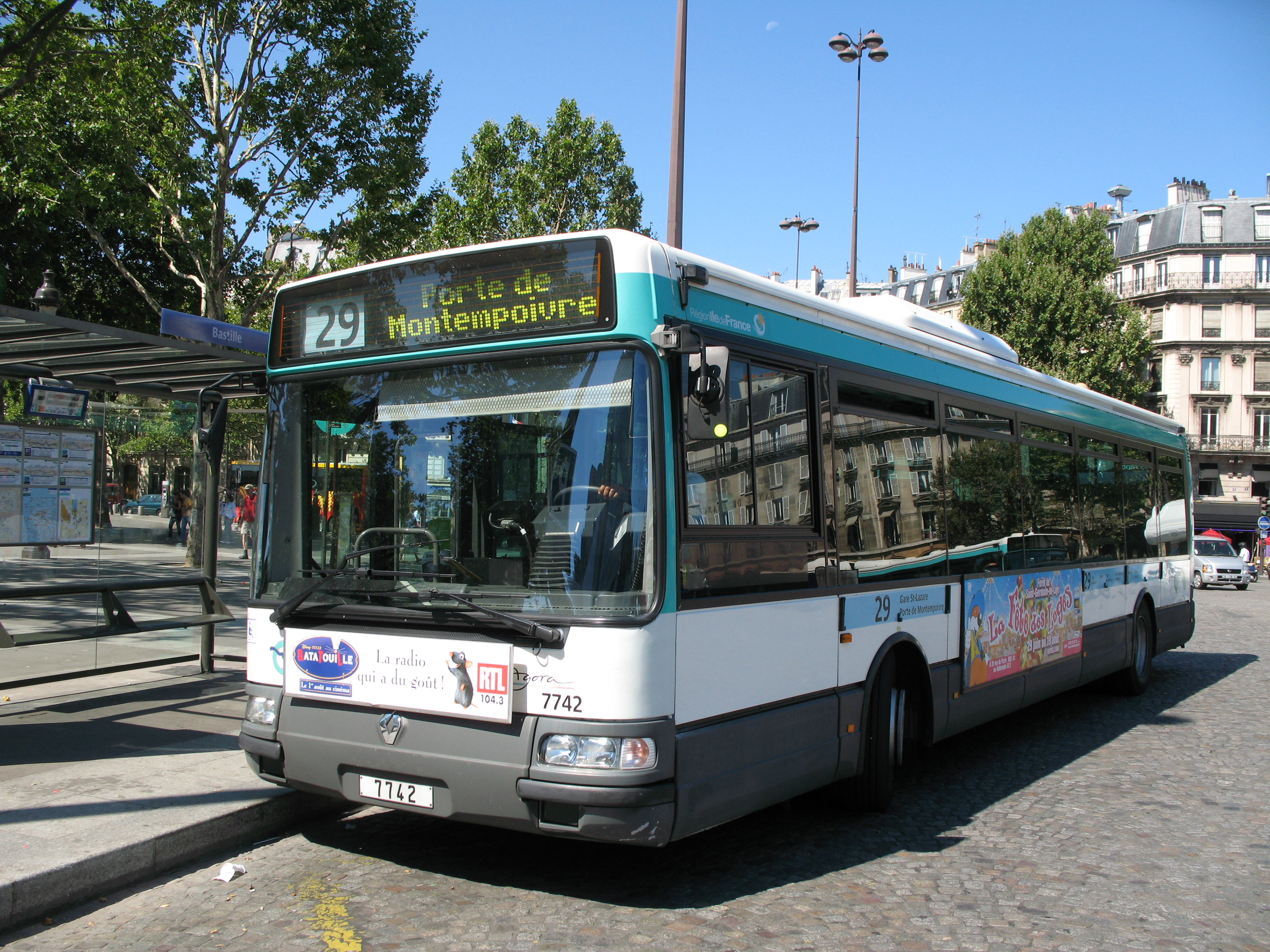
Le Renault/Irisbus Agora, construit à grande échelle de 1996 à 2006. fut le matériel le plus présent sur le réseau RATP jusqu'en 2013-2014.

En 1996, Renault, qui ne produit plus de R312, met en construction un nouvel autobus à plancher surbaissé, permettant de supprimer l'emmarchement intermédiaire, facilitant ainsi l'accès au véhicule des personnes âgées et handicapées. Nommés Agora, ces nouveaux autobus sont livrées en version standard à partir de 1997 sur la ligne 141 jusqu'à atteindre un effectif de près de 2 000 véhicules en février 2002, ainsi qu'en version articulée, sous le nom Agora L, à partir de l'an 2000, permettant dans un premier temps, le remplacement des plus anciens PR180. La RATP reçoit aussi près de 200 Heuliez Bus GX 317 dit Citybus, complétant ainsi les Agora.
Le 12 mars 2002, les derniers SC 10 sont retirés définitivement du service. À la suite de ce retrait, la RATP poursuit alors la modernisation du parc avec la livraison des autobus Agora Line complétés par quelques MAN de type NL 223 et des Mercedes O530 alias Citaro. Puis, à la fin de l'année 2006, l'Agora est remplacé par le Citelis Line d'Irisbus, issu directement de son prédécesseur. De plus, depuis 2007, les Scania Omnicity sont livrés. La livraison des Citelis et des Omnicity permet la réforme progressive des R312 à deux et trois portes.
Ces nouveaux véhicules sont désormais respectueux de l’environnement. Certains sont dotés de filtre à particules, équipement qui réduit, à la limite du mesurable, les rejets de carbone et d’hydrocarbure dans l’atmosphère, d'autres sont équipés en Gaz Naturel de Ville ou au Gaz de Pétrole Liquide. Une expérience a par ailleurs été réalisée avec des bus 100 % électriques construits par Power Vehicle Innovation (PVI) sur le Montmartrobus (devenu la ligne 40) dès 1996.

### Évolutions depuis 2000

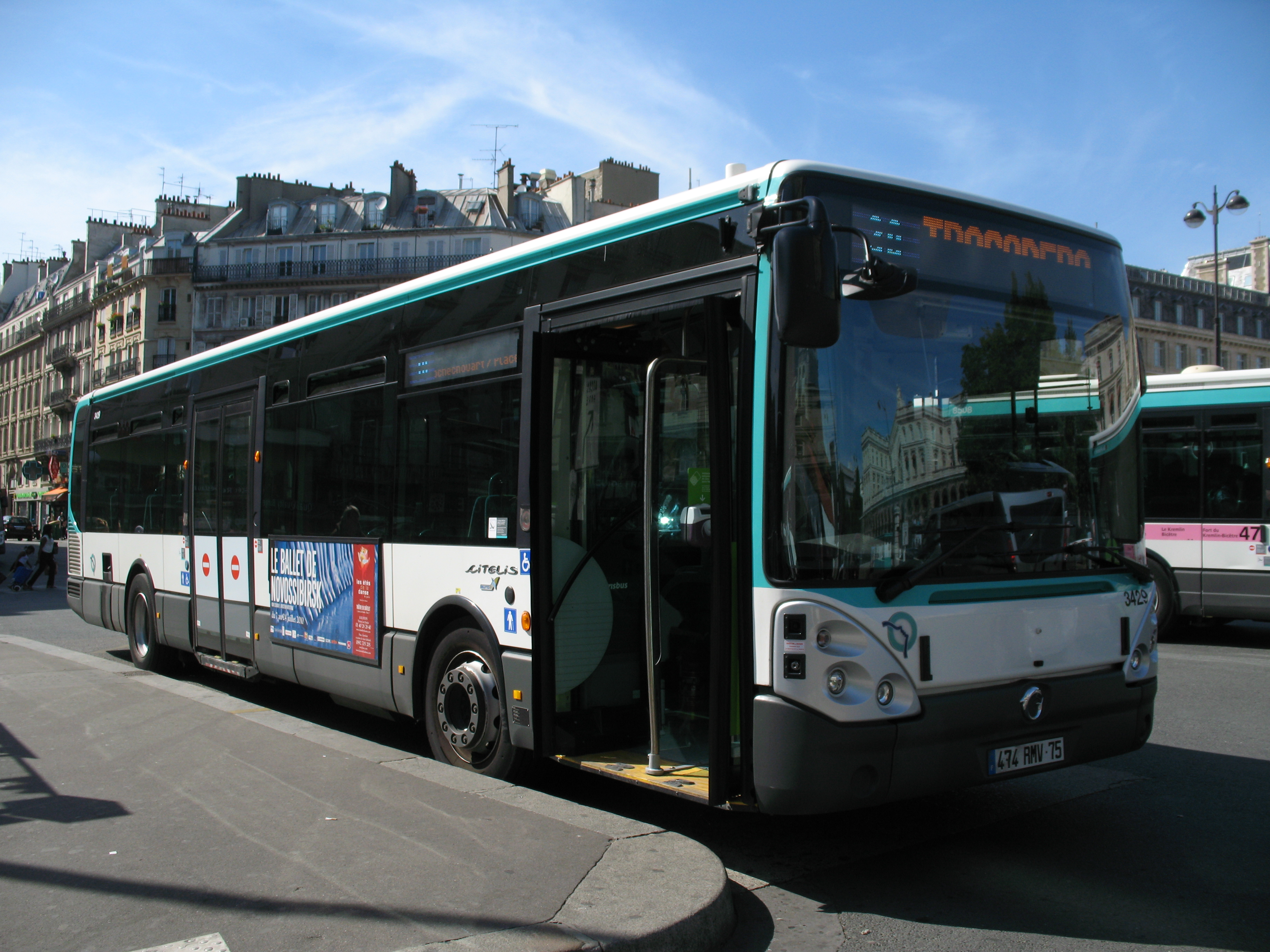
Grâce aux autobus de type Irisbus Citelis, la ligne 30 est désormais accessible aux personnes à mobilité réduite. Depuis 2014, c’est le matériel le plus présent sur le réseau.

La prise de conscience du réchauffement climatique au début des années 2000 pousse les pouvoirs publics à engager des actions afin de limiter les émissions de gaz à effet de serre, à travers la livraison de ces véhicules.
Pour favoriser le développement durable, les autorités décident de favoriser le développement des transports urbains afin de réduire d'une façon importante l'usage de l'automobile. Ainsi à Paris, la nouvelle municipalité, mise en place depuis 2001, aménage des protections des couloirs pour autobus, rendant l'intrusion des automobilistes dans les couloirs plus difficiles, situation qui améliorait nettement la fluidité de circulation des autobus.
Après que le bus a remplacé le tramway, le 16 décembre 2006, c'est le tramway qui remplaça le bus. En effet, depuis cette date, une ligne de tramway intra-muros a remplacé le PC1 entre le Pont du Garigliano et la Porte d'Ivry.
Ensuite, en collaboration avec le Syndicat des transports d'Île-de-France (STIF), la RATP et la Ville de Paris améliorent progressivement les fréquences sur les lignes les plus importantes à travers le projet Mobilien. De plus, il est décidé de renforcer fortement les fréquences les dimanches et jours fériés où le réseau était devenu très insuffisant, depuis les restrictions de 1966 et 1969. Ainsi, en décembre 2012, seules les lignes 32, 56, 73, 84 et 93, ne circulent pas les dimanches et fêtes, les autres lignes fonctionnant dorénavant partiellement ou en totalité. La tendance est similaire sur les lignes de banlieue.
Le 31 décembre 2008, l'association avec Veolia Transport pour l'exploitation des lignes numérotées de 600 à 699, prend fin. La part de la RATP dans l'exploitation de ce réseau est reprise par Veolia Transport, qui exploite désormais la totalité des lignes 600 au sein du réseau de bus TRA, à l'exception de la ligne 652 (Castor).
Le 28 janvier 2010, le Syndicat des transports d'Île-de-France (STIF), la région Île-de-France, la RATP et la ville de Paris ont inauguré la mise en accessibilité de la soixantaine de lignes de bus de Paris intra-muros aux usagers en fauteuil roulant, première étape avant la mise en accessibilité de toutes les lignes de bus d’Île-de-France exploitées par la RATP.
Le 22 mai 2012, dans le cadre du projet Osmose, la RATP a expérimenté pendant 5 mois une station de bus pilote, préfigurant les arrêts de bus du futur. Cette station, située à l'arrêt Gare de Lyon - Diderot, sur le boulevard Diderot dans le 12e arrondissement de Paris, était équipée, entre autres, de multiples panneaux d'information (du simple affichage statique à l'écran tactile interactif), d'un automate de vente dernière génération, de facilités destinées aux personnes à mobilité réduite, d'une « bibliothèque libre-service », d'un accès Internet Wi-Fi et d'un défibrillateur automatique externe. Cette expérimentation entrait dans le cadre du projet européen EBSF (European Bus System of the Future) coordonné par l'Union internationale des transports publics.
Le 1er janvier 2014, le réseau de bus Traverciel est supprimé, mais les lignes qui le composaient ont été soit transférées à la RATP, soit à Transdev. Issu d'un partenariat entre les communautés d'agglomération Cœur de Seine, Grand Paris Seine Ouest, les communes de La Celle-Saint-Cloud, Marnes-la-Coquette et Rueil-Malmaison, le Conseil général des Hauts-de-Seine et les transporteurs, ce réseau était composé de huit lignes qui desservaient au total onze communes : Bougival, Boulogne-Billancourt, Garches, La Celle Saint-Cloud, Marnes-la-Coquette, Rueil-Malmaison, Saint-Cloud, Sèvres, Vaucresson, Versailles et Ville-d’Avray.

### Transition énergétique

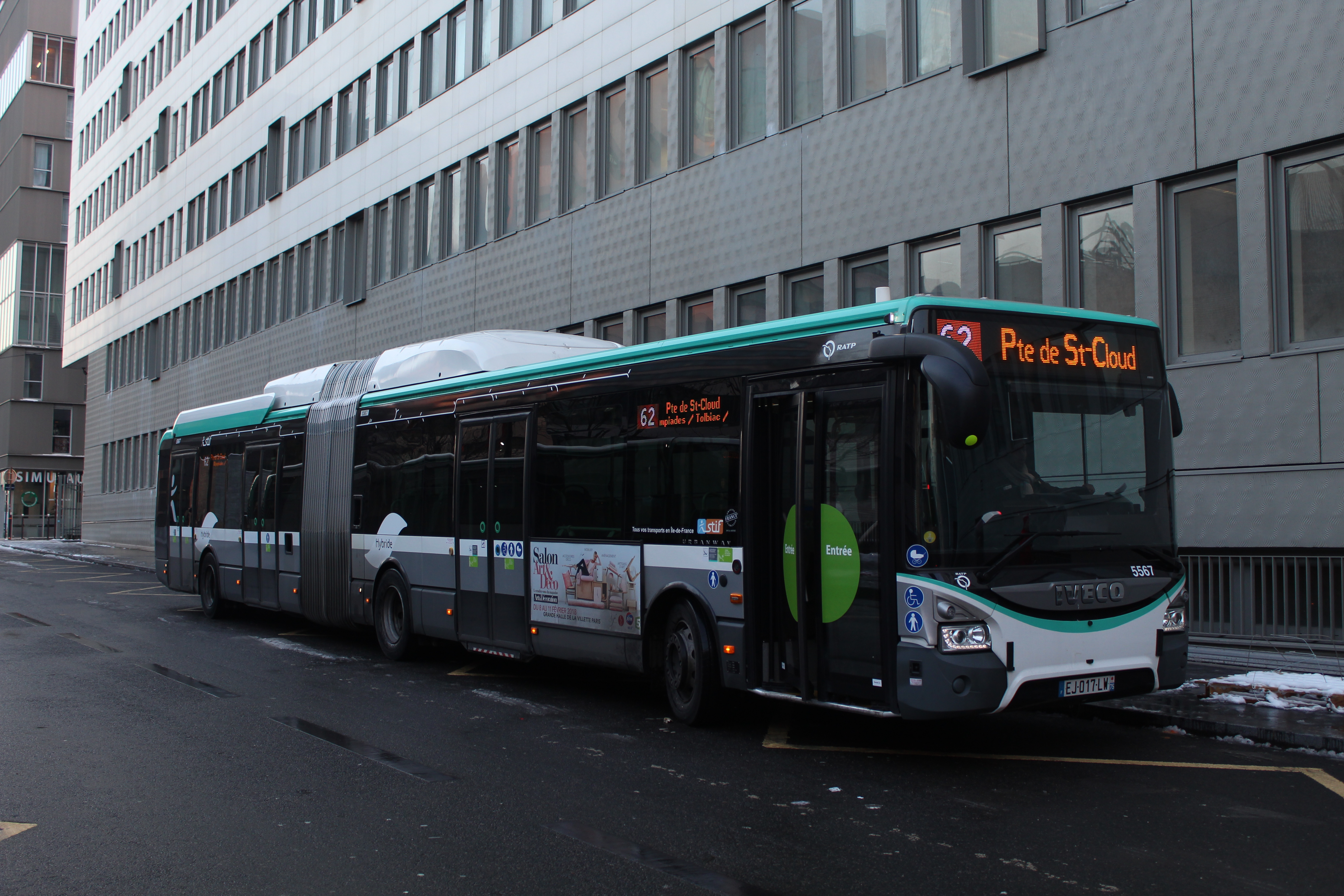
Iveco Urbanway 18 Hybride sur la ligne 62.

Dans le cadre de la réduction de la pollution de l'air, notamment par les particules en suspension, la RATP a décidé en mars 2014 l'abandon du diesel pour obtenir un parc roulant composé en 2025 de 80 % de bus électriques et de 20 % de bus au biogaz, projet baptisé « Plan Bus 2025 ». Il demeure toutefois des incertitudes techniques et de coût de revient pour atteindre cet objectif.
Dans un premier temps, la RATP favorise l'équipement en bus hybrides diesel-électriques, d'abord avec de petites séries telles que l'Irisbus Citelis hybride et le Heuliez GX 427 hybride, puis à grande échelle à partir de 2015 où ils constituent la majorité des commandes de la régie. Les modèles retenus sont l'Iveco Urbanway hybride, le Heuliez GX 337 hybride et le MAN Lion's City hybride pour les bus standards et l'Iveco Urbanway 18 hybride ainsi que le Heuliez GX 437 hybride pour les bus articulés. En mars 2017, ils composent 16 % du parc avec 785 véhicules en service.
En juin 2015, le STIF a décidé l'expérimentation d'une vingtaine de bus électriques standards sur la ligne 341 dont les premiers ont été officiellement inaugurés et mis en service en mai 2016. Ceci constitue une première en Europe,.

### Restructuration du réseau parisien en 2019
La ville de Paris annonce en juillet 2016 vouloir procéder à une restructuration profonde des lignes de bus parisiennes dont le schéma est pour l'essentiel inchangé depuis 1947.
À l'issue de la concertation publique, après ajustement et finalisation des études qui en découlaient, un nouveau schéma du réseau est présenté en janvier 2017 pour un déploiement en avril 2019. Il modifie fortement 22 lignes soit par fusion entre deux lignes (20+53, 21+81, par exemple), soit par modification importante de leur desserte (24, 28, 30, 47, 48, 61, 65, 66, 67, 69, 72, 75, 83, 85, 86, 87, 91, 92). Par ailleurs, 20 lignes sont modifiées de manière plus légère, tandis que sont également créées cinq nouvelles lignes, à savoir : la ligne 25 (Bibliothèque François-Mitterrand - Vitry-sur-Seine), la ligne 45 (Place de la Concorde - Aubervilliers), la ligne 59 (Gare de Clamart - Place d'Italie), la ligne 71 (Porte de la Villette - Bibliothèque François-Mitterrand), ainsi que la ligne 77 (Joinville-le-Pont - Gare de Lyon). En outre, le Montmartrobus perd son caractère de ligne spéciale et se trouve désormais désigné comme une ligne régulière, sous le numéro 40.
De plus, afin de renforcer les dessertes entre Paris et les communes limitrophes, certaines lignes parisiennes sont prolongées en banlieue et certaines lignes de banlieue (lignes avec un indice à trois chiffres) sont prolongées dans Paris (163 ou 215, par exemple). Toutefois, la restructuration déployée en avril 2019 se fait finalement sans construction de nouveau dépôt. Le service Noctilien n'est par ailleurs pas concerné par la restructuration.
La RATP a recruté et formé 700 nouveaux conducteurs pour assurer le renfort d'offre induit. Alors sur le déclin, des anciens autobus Agora sont également remis en circulation au nombre de 110 véhicules pour compléter l'offre. Ces anciens véhicules ont eu droit à des légères modifications techniques pour s'adapter aux nouvelles normes d'antipollution. La réorganisation du réseau représente un coût initial de 39,39 millions d’euros hors taxes en 2019 pour les frais de mise en service (études, recrutement des chauffeurs de bus, nouvelle signalétique, nouveaux plans, etc.). À partir de 2020, l’investissement supplémentaire s’élève chaque année à 39,2 millions d’euros.
Le basculement vers le nouveau réseau s'est fait sans difficulté notable en une nuit, entre le 19 et le 20 avril 2019, à l'exception de quelques rares mesures anticipées dans le cadre de la mise en service du prolongement du tramway T3b à la porte d'Asnières intervenue le 24 novembre 2018.

### Ouverture à la concurrence
Le 1er janvier 2023, à la suite de l'ouverture à la concurrence du réseau de transport en commun francilien, la ligne 349 est intégrée au nouveau réseau de bus Terres d'Envol en passant sous l'exploitation de Transdev Nord Seine-Saint-Denis jusqu'à sa suppression le 17 juillet 2023.
Depuis le 1er avril 2023 l'atelier de Championnet, site central dans la maintenance du réseau de bus RATP, n'est plus rattaché à l'établissement public à caractère industriel et commercial (EPIC) mais à l'entreprise RATP Cap Ateliers Championnet, filiale de RATP Cap Île-de-France.
À partir du 1er novembre 2025, les centres bus d'Asnières et de Pleyel (DSP n°42), ainsi que des Bords de Marne (Neuilly-Plaisance) et de Saint-Maur (DSP n°45) seront exploités par RATP Cap Île-de-France, tandis que le centre bus RATP de Bussy-Saint-Martin sera exploité par Keolis,.

## Réseau
La RATP exploite :

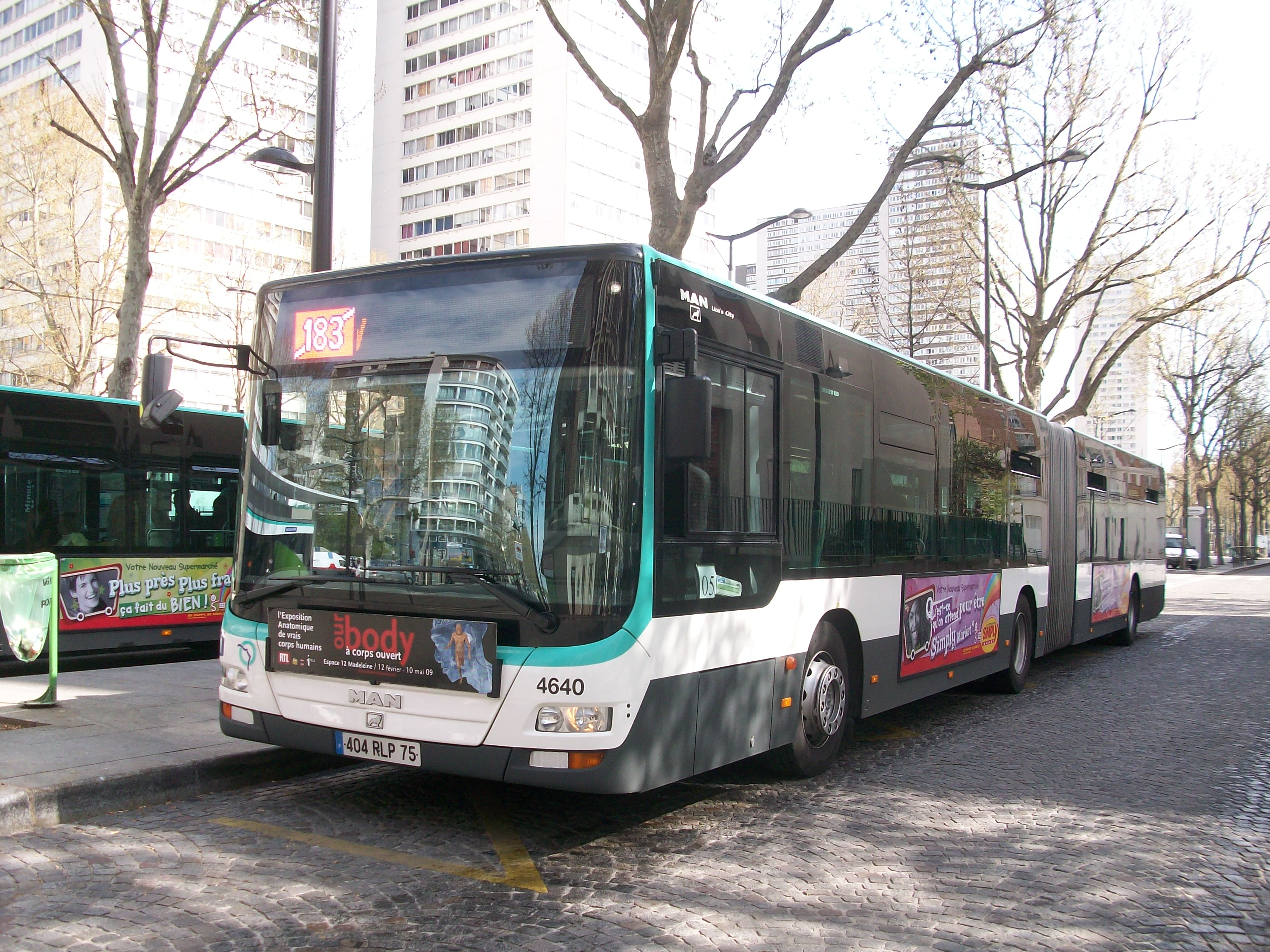
Le MAN Lion's City G, l'un des deux matériels roulants déployés pour remplacer les Agora L.

- des lignes à Paris intra-muros dont :
  - 60 sont numérotées de 20 à 96, d'une part ;
  - 5 sont identifiées de façon particulière, à savoir PC (98), Traverse Charonne (501), Traverse Bièvre-Montsouris (513), Traverse Batignolles-Bichat (518) et Traverse Ney-Flandre (519), d'autre part ;
- de nombreuses lignes de banlieue, numérotées de 101 à 597, les lignes de la série 400 étant sous-traitées ;
- des lignes « spéciales », par exemple vers les aéroports ;
- des services de lignes « urbaines », principalement dans des villes de banlieue, généralement avec une participation financière des collectivités concernées, pour la plupart numérotée dans la série 500 mais généralement désignées par un nom commercial, ainsi que les lignes Titus et Valouette ;
- des lignes de bus de nuit Noctilien.

### Lignes

#### Lignes régulières

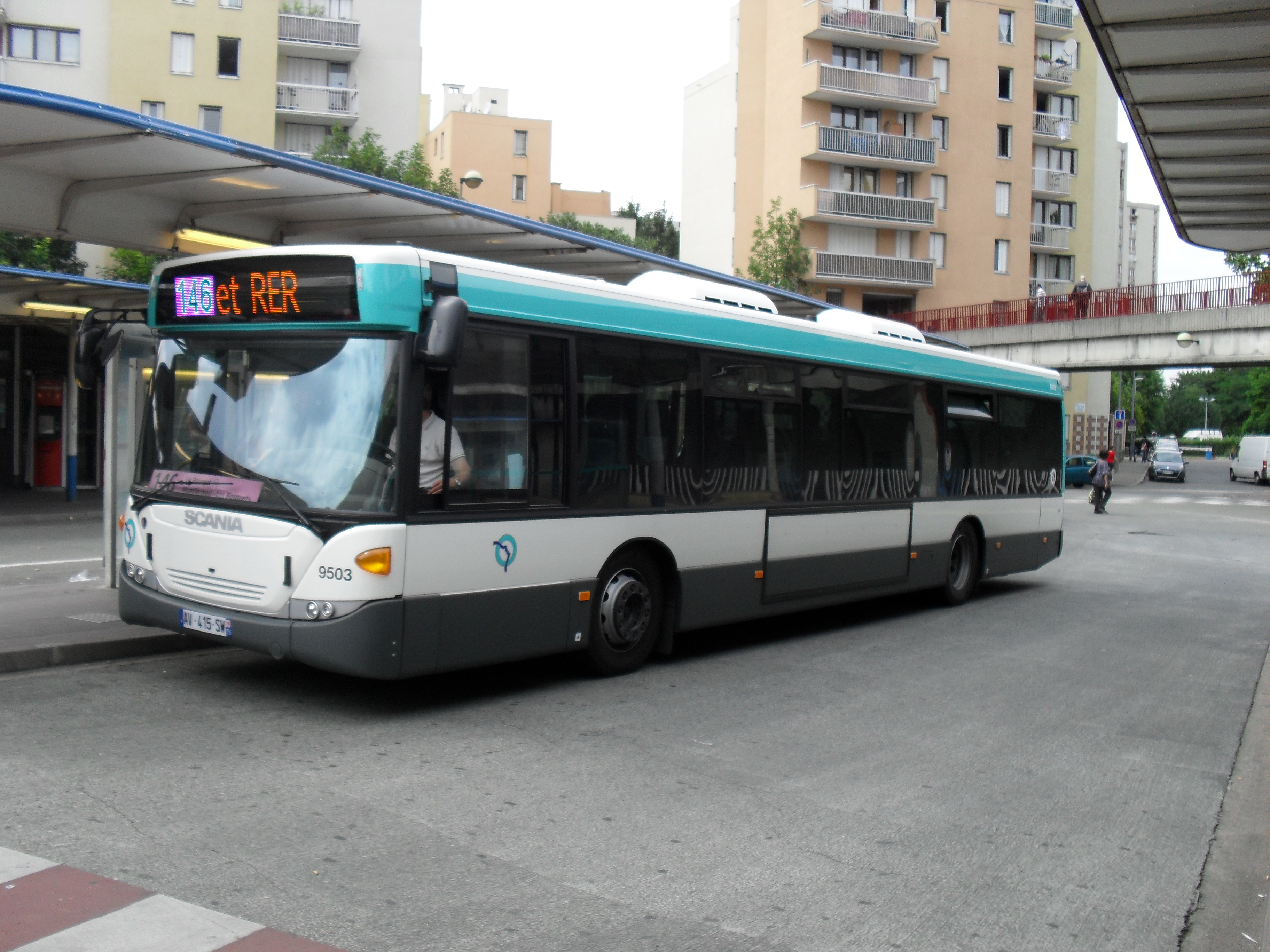
Un Scania OmniCity sur la ligne 146. La ligne 146 est une ligne de banlieue régulière, mise en service le 26 avril 1985.

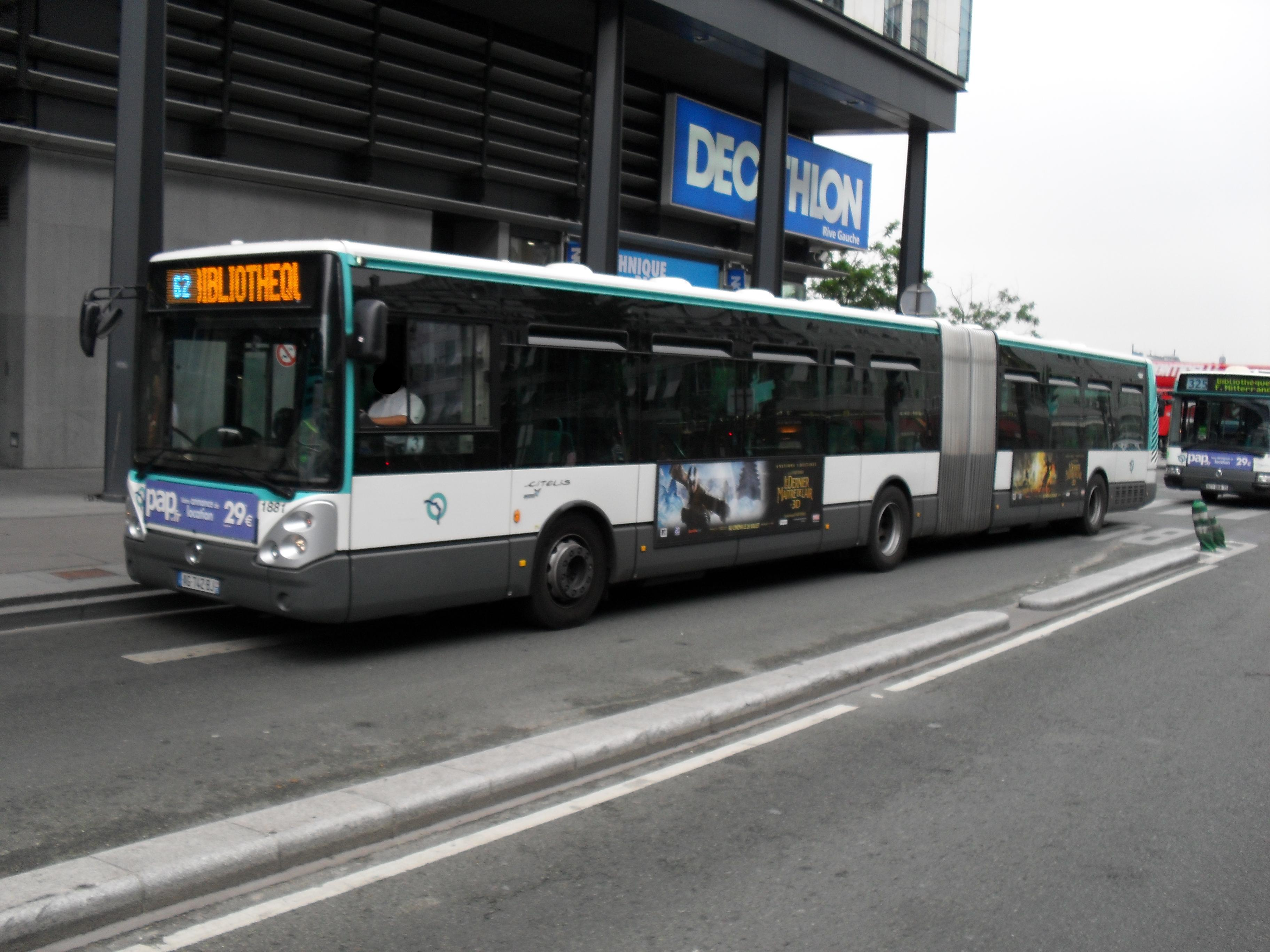
Un Irisbus Citelis 18 sur la ligne 62. La ligne 62, l'une des plus usitées à Paris, mise aux normes Mobilien.

En 2015, la RATP exploite soixante-quatre lignes de jour dans Paris intra-muros, numérotées entre 20 et 99. En banlieue, elle exploite un grand nombre de lignes numérotées à partir de 101 et participe à l'exploitation des lignes du réseau Titus, de la plupart des lignes Traverses et à celles du réseau Valouette.
Ces lignes sont remplacées durant la période nocturne par le réseau Noctilien, entre 0 h 30 et 5 h 30.
Le réseau de lignes de bus de la RATP comprend les :
- lignes de bus RATP de 20 à 99 ;
- lignes de bus RATP de 100 à 199 ;
- lignes de bus RATP de 200 à 299 ;
- lignes de bus RATP de 300 à 399 ;
- lignes de bus RATP de 400 à 499 ;
- lignes de bus RATP de 500 à 599[40] :
  - « lignes urbaines » ;
  - quatre des cinq lignes de bus Traverses de Paris ;
  - réseau de bus Valouette.

Avec ses réseaux partenaires, la RATP exploite aussi d'autres réseau comme :
- réseau de bus Titus, via la filiale Mobicité de RATP Cap Île-de-France.

##### Lignes urbaines
La RATP exploite des « lignes urbaines » dans certaines villes de banlieue ou agglomération devenues autorité organisatrice de proximité (AOP), avec une participation financière de celles-ci. Ces lignes sont listées ci-dessous en fonction de leur Établissement public territorial (EPT), et en dessous, les anciennes intercommunalités et les communes ayant ce statut au 31 décembre 2015 :
| - EPT Grand Paris Seine Ouest : - Boulogne-Billancourt : SUBB ; - Issy-les-Moulineaux : TUVIM ; - Meudon : TIM ; - Voir l'article lignes de bus Grand Paris Seine Ouest pour les autres lignes de l'EPT que la RATP n'exploite pas. | - EPT Paris Ouest La Défense : - Nanterre : Ligne Bleue et 263 ; - Puteaux : Buséolien 1 et Buséolien 2 ; - Rueil-Malmaison : 263, 564 et 565 ; - Suresnes : Autobus Suresnois et 263. La commune de Puteaux est une AOP. |

| - EPT Boucle Nord de Seine : - Asnières-sur-Seine/Gennevilliers : RiverPlaza ; Ces communes sont des AOP. | - EPT Plaine Commune : - Saint-Ouen : L'Audonnienne. Cette commune est une AOP. | - EPT Est Ensemble : - Bondy : TUB ; - Les Lilas : TillBus ; - Pantin : 330. La commune de Pantin est une AOP. |

#### Lignes spéciales

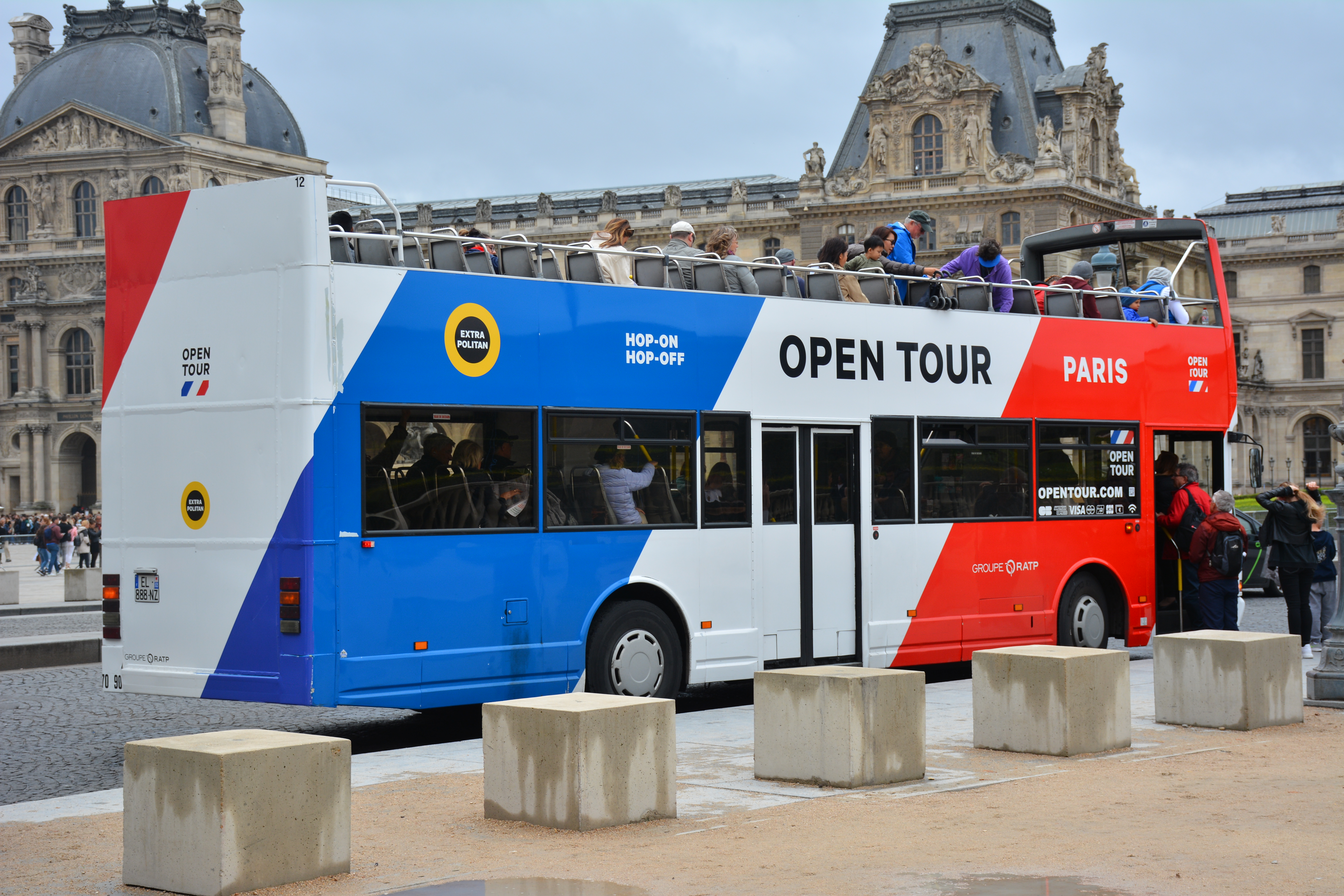
L'Opentour, ancien nom de Tootbus Paris, une ligne parisienne touristique exploitée, avec Cityrama, par des Neoplan Centroliner et Volvo B10M.

La RATP exploite aussi des lignes particulières qui assurent des services urbains comme Castor, ligne de remplacement estival du RER C ou les Tvm et 393, lignes de bus à haut niveau de service (BHNS). Elle effectue également des dessertes aéroportuaires express (RoissyBus) ou touristiques (Tootbus Paris).

### Arrêts
Jusqu'en 1906, les arrêts des omnibus hippomobiles ne sont fixes qu'aux terminus ou pour quelques points singuliers du parcours. La compagnie générale des omnibus crée des arrêts fixes demeurant facultatifs pour faire face à l'augmentation constante du nombre de voyageurs. Ceux-ci conservent la possibilité de demander un arrêt au cours du trajet, mais dès 1907, cette possibilité est supprimée car son impact est trop important sur la vitesse commerciale déjà peu élevée des premiers autobus, ce qui conduit à une évasion de clientèle. Elle est toutefois maintenue pour les services de nuit.
Dès cette date, les arrêts sont tous matérialisés par des potelets indicateurs, où les conducteurs ont l'obligation de déposer les clients ou de faire monter ceux qui les hèlent. Ces potelets changent d'aspect selon les époques et la situation géographique, en moulages lisses ou ouvragés, en acier ou en fonte.
Le sommet des potelets présentait toujours un parallélépipède, parfois trapézoïdal, qui mentionne de chaque côté les indicatifs de direction et les sectionnements de la ligne. Chaque extrémité comportait un panneau rond ou en trapèze où est riveté le ou les indices de lignes desservant l'arrêt, sur fond tranché jaune et rouge, toujours surmontée de la mention « faire signe au machiniste ».
Quand la voirie le permet, les arrêts les plus fréquentés sont dotés d'abris couverts et généralement vitrés, parfois complétés de petits bureaux de vente de titres de transport. L'aspect des arrêts évolue avec les années, l'aluminium remplace la fonte et l'acier, les abris sont modernisés et l'esthétique est étudiée pour s'intégrer au mieux à l'environnement.
Lors des changements de chartes graphiques de la RATP, les panonceaux historiques jaune et rouge ont été remplacés par des dispositifs de couleur vert jade, et les abris de station appartenant à la RATP ont été progressivement supplantés par des abribus protégeant la quasi-totalité des arrêts, mais implantés pour le compte des communes concernées par des entreprises titulaires de marchés d'affichage publicitaire et de mobilier urbain.
À Paris, par exemple, environ 2 000 abribus sont fournis par JCDecaux dans le cadre d'une concession attribuée par la municipalité. Les équipements actuels ont été installés entre novembre 2014 et l'été 2015, remplaçant des anciens modèles datant de 1994. JCDecaux est chargé de l'installation, de la maintenance et de la propreté des abribus et dispose du droit d'exploiter le marché publicitaire contre une redevance annuelle payée à la municipalité de 8,3 millions d'euros. La RATP est responsable des plans, affiches et bornes d'information voyageurs reliées au système SIEL.

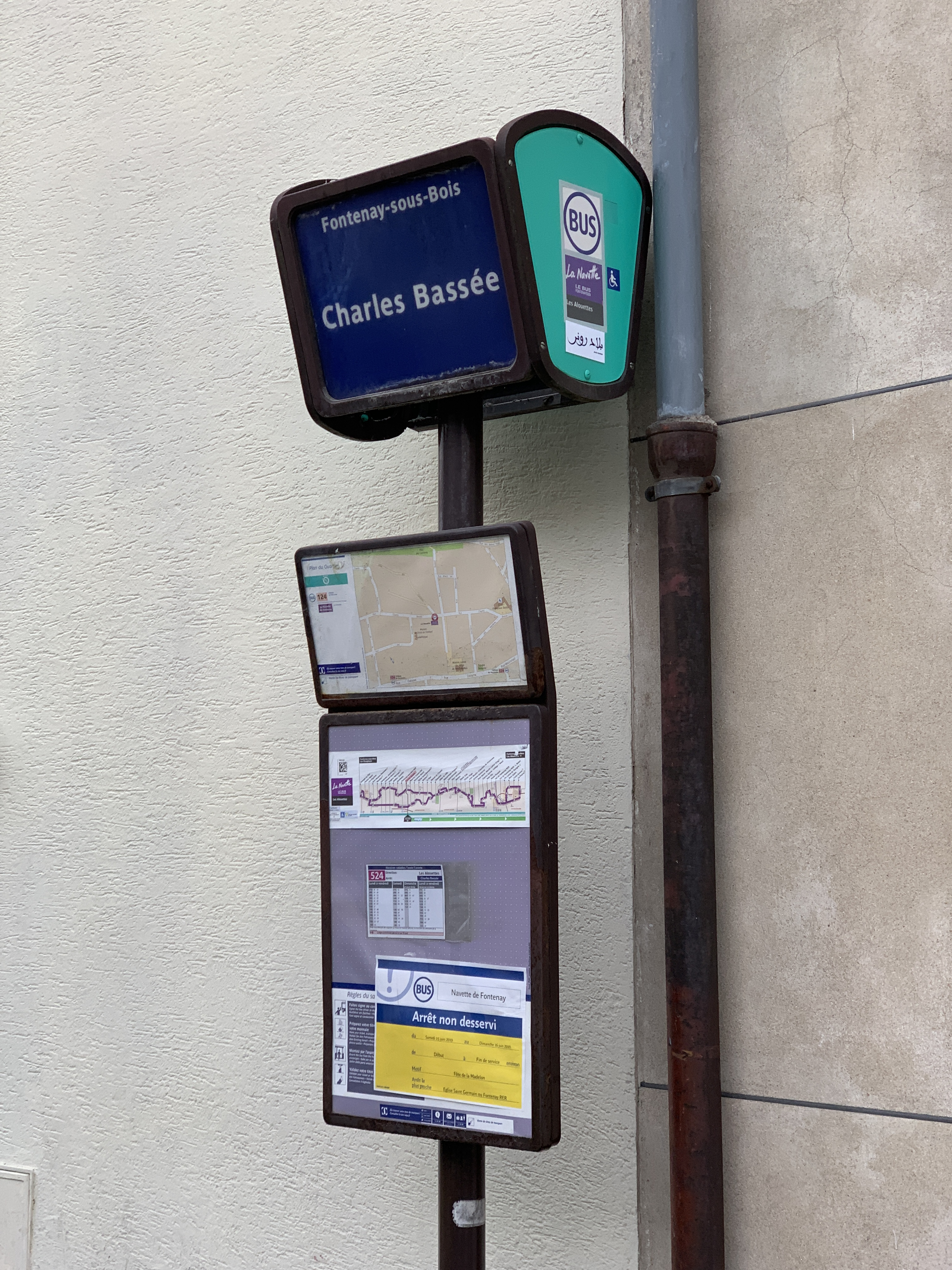
Poteau d'arrêt, aux couleurs actuelles de la RATP (vert jade).
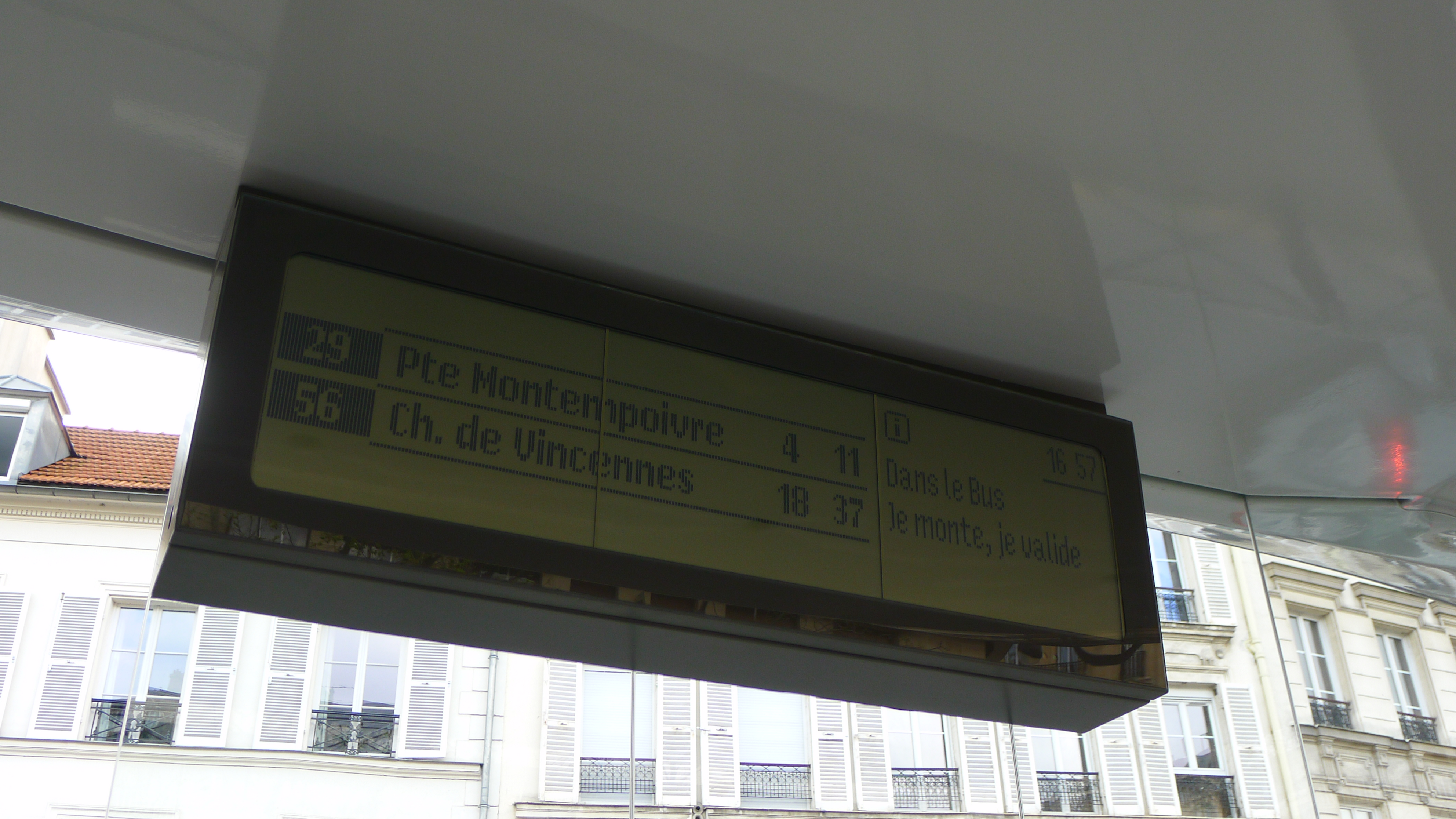
Certains arrêts de bus sont dotés d'indicateurs précisant l'attente effective avant l'arrivée du prochain autobus, grâce à l'application de géolocalisation des véhicules SIEL…
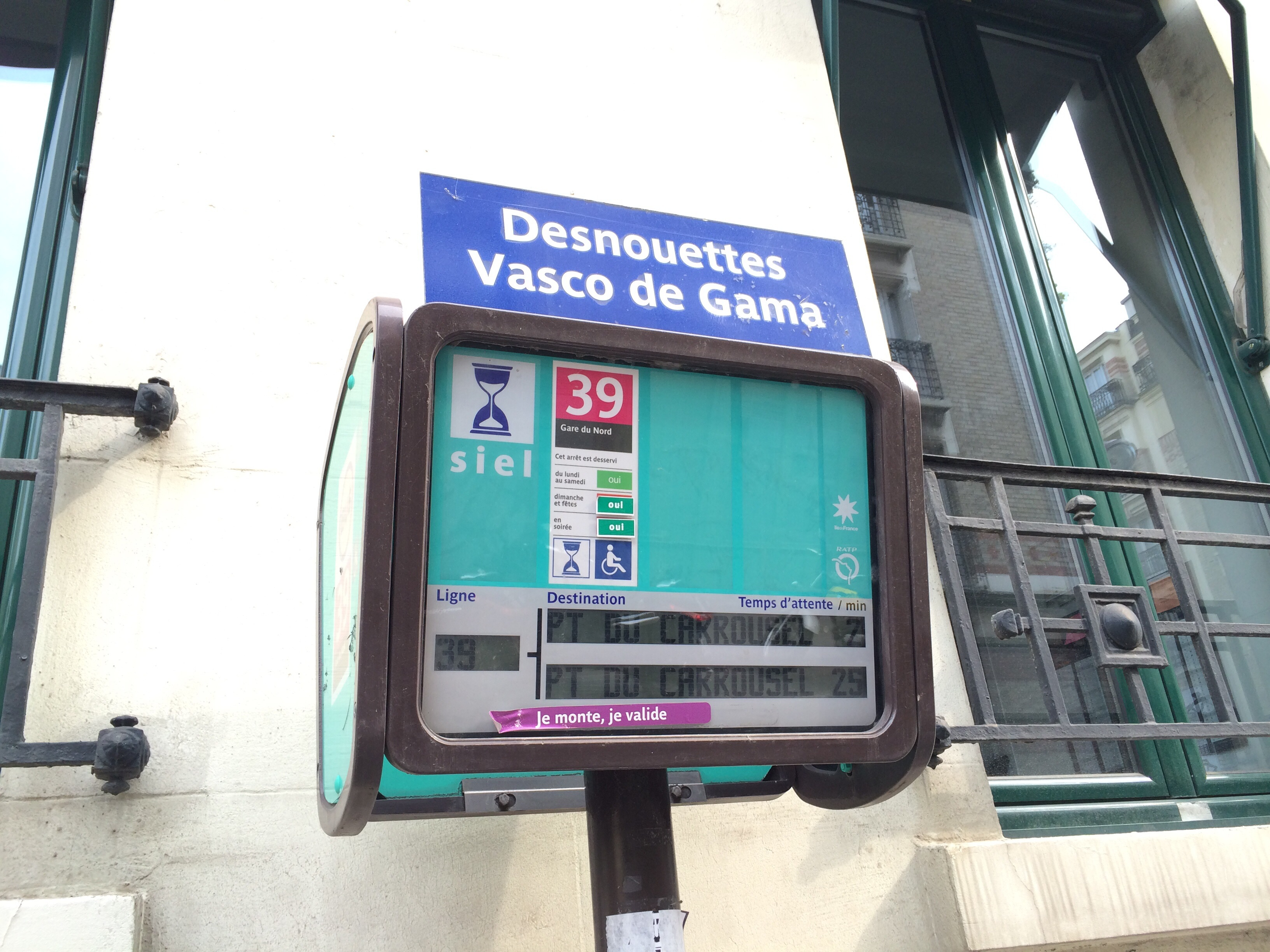
…y compris ceux n'étant pas équipés d'abribus.
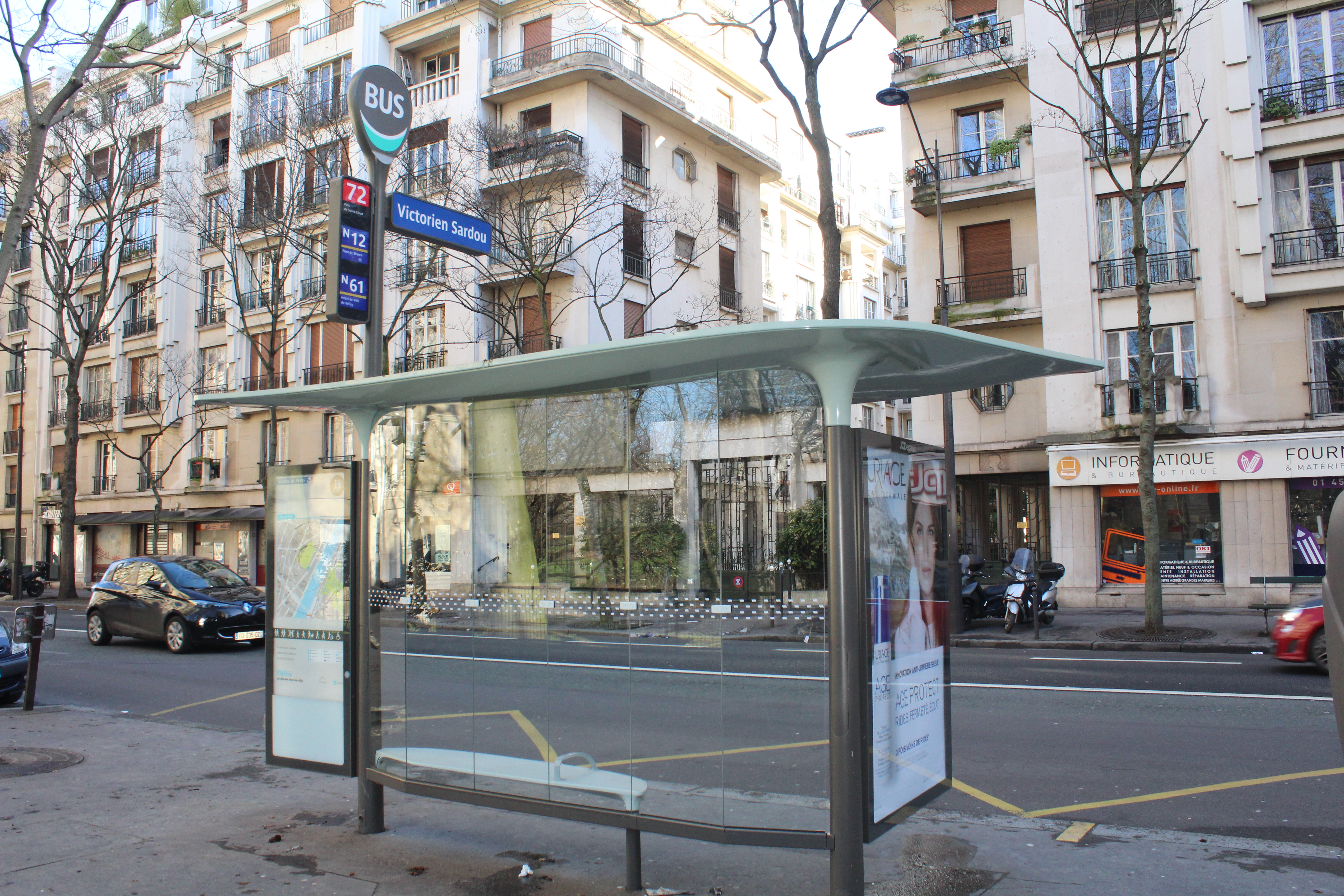
Abribus « nouvelle génération » conçu par JCDecaux.

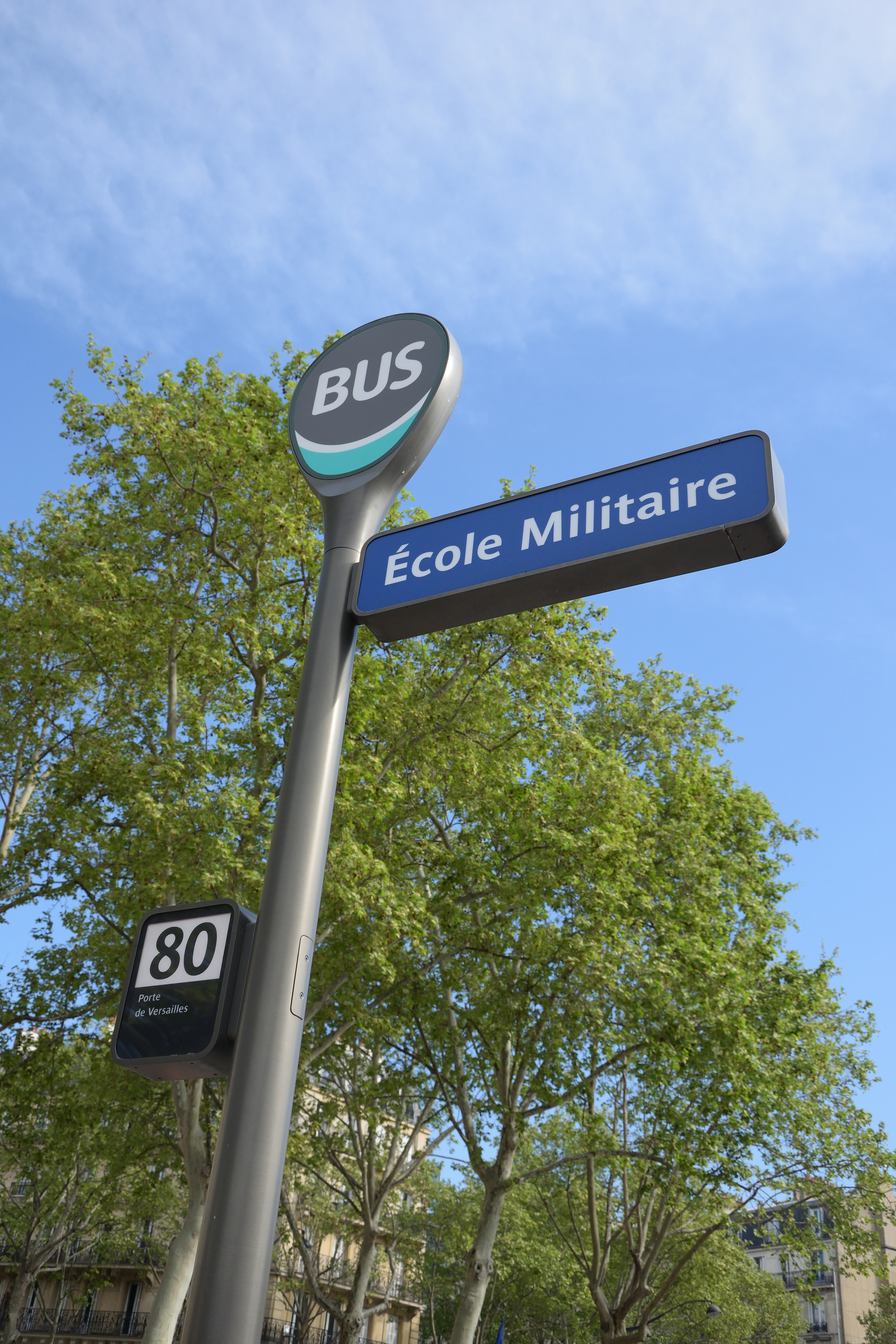
Poteau « nouvelle génération » conçu par JCDecaux.
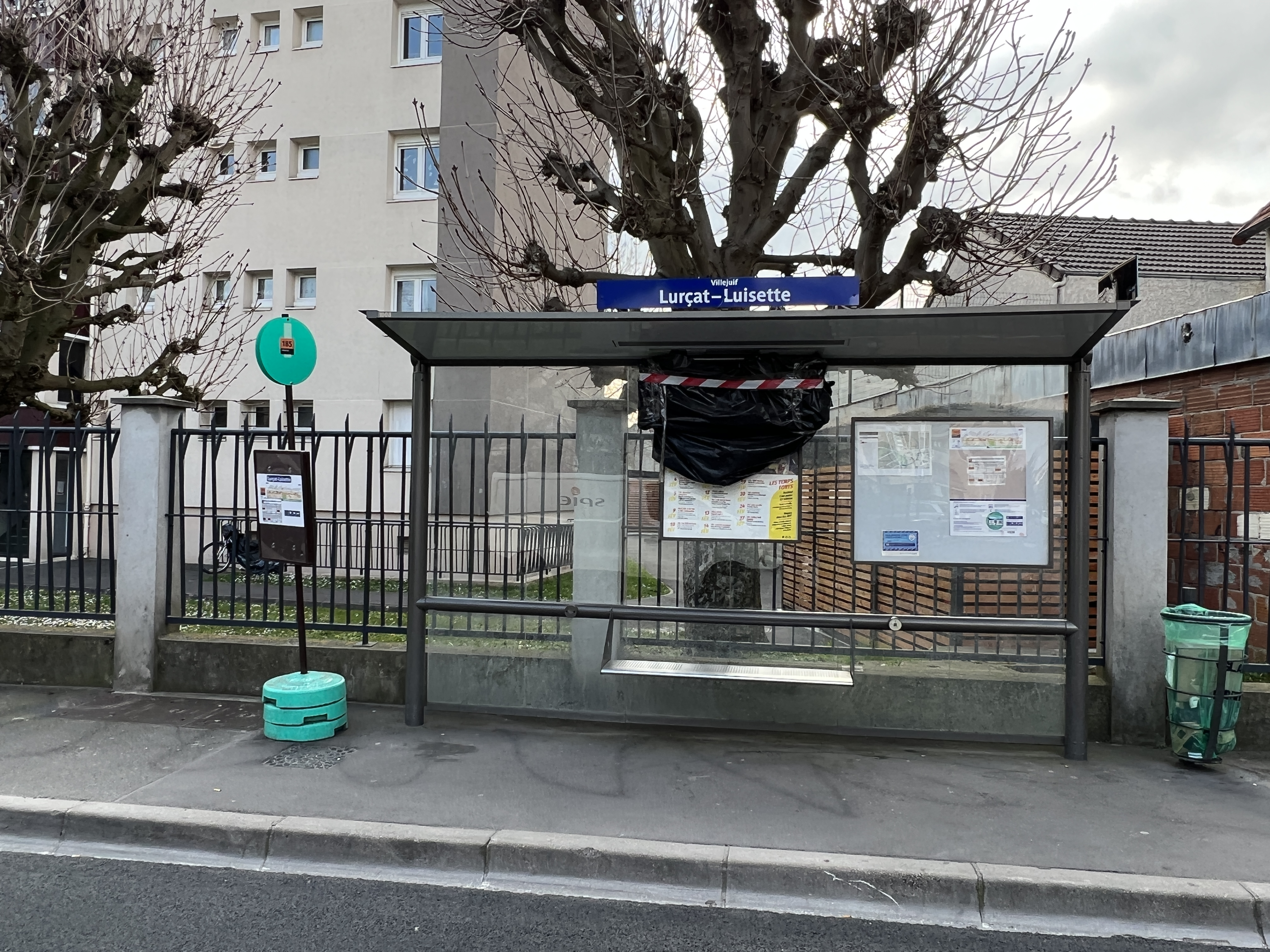
Abribus JCDecaux implanté à Villejuif, accompagné d'un poteau d'arrêt temporaire et un panneau SIEL recouvert d'une bâche.
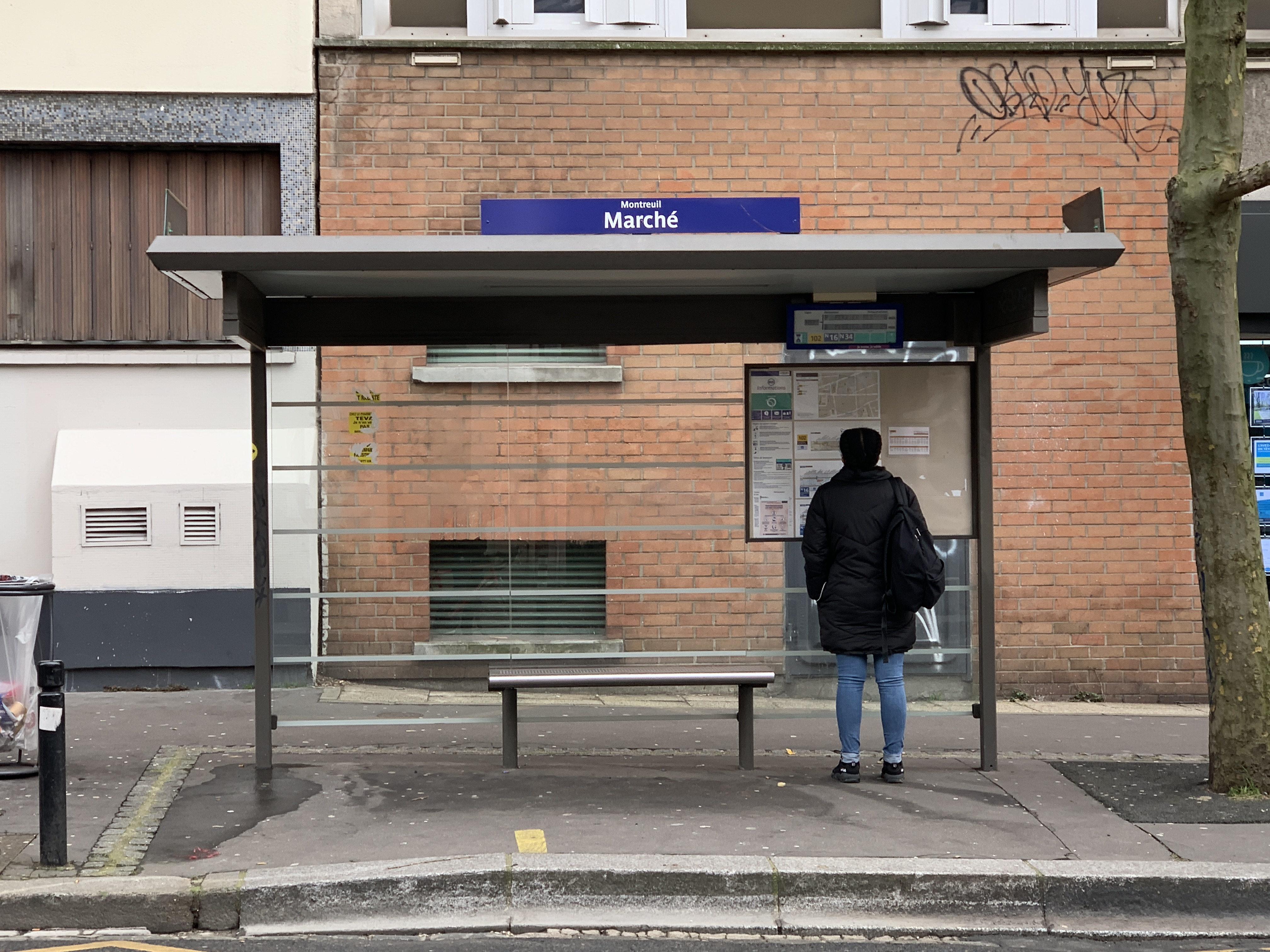
Abribus JCDecaux implanté à Montreuil avec un panneau SIEL d'ancienne génération.

### Sites propres

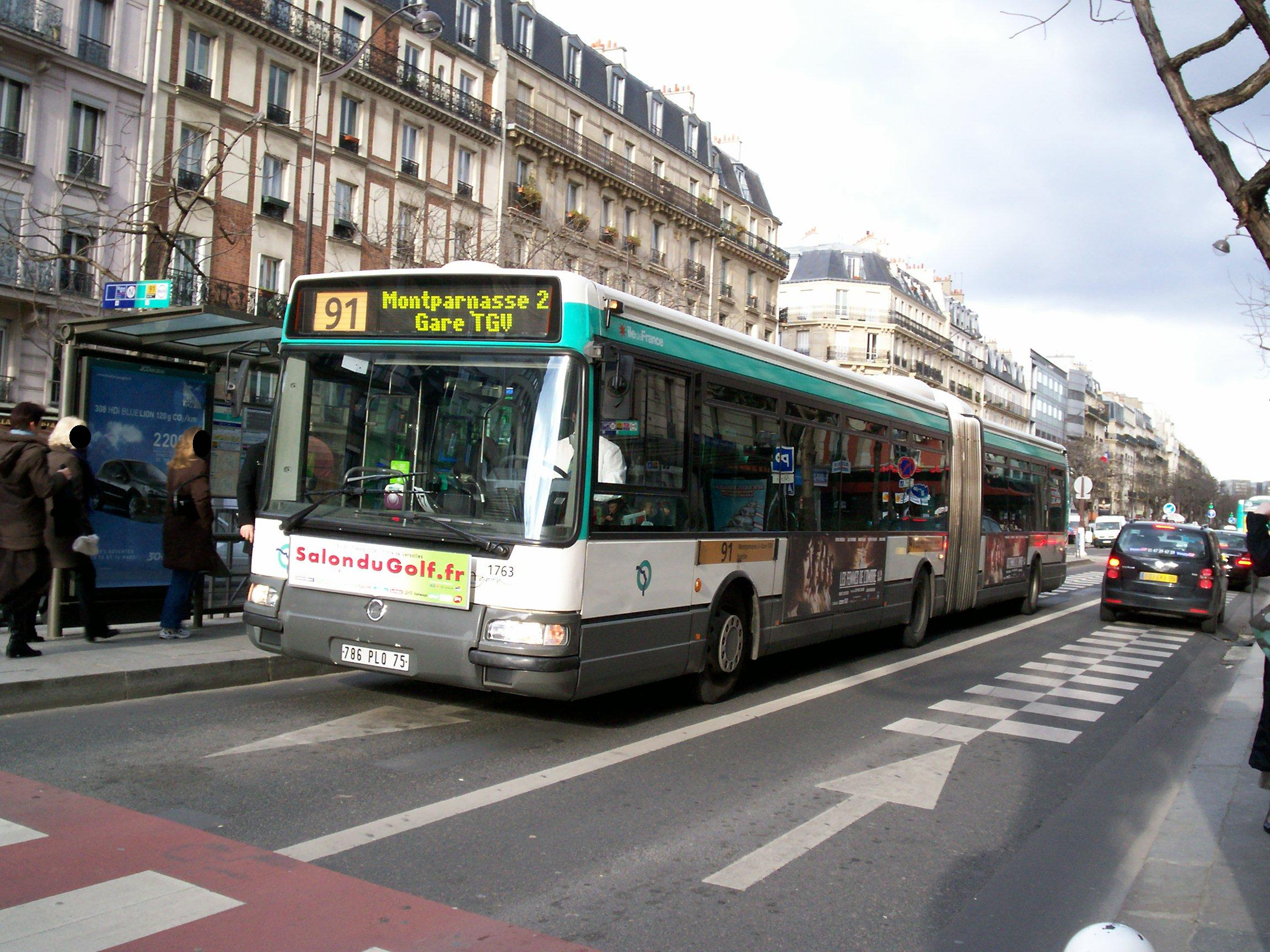
Un Irisbus Agora L de la ligne 91 sur un site propre.

Dans le cadre du projet Mobilien ou d'un transport collectif en site propre (TCSP) comme le Trans-Val-de-Marne (TVM), Île-de-France Mobilités (ex-STIF) finance la création de sites propres pour bus, qui sont réalisés par les collectivités gestionnaires des voies concernées.
De manière générale, le gros avantage d'un site propre est principalement que la vitesse commerciale des bus est augmentée et que le gain de temps est garanti puisque leur circulation n'est pas ralentie par le trafic des autres véhicules. Quand les voitures sont immobilisées ou fortement ralenties par un embouteillage sur la voirie normale, le bus continue de circuler, ce qui le rend très attractif. L'existence d'un site propre permet d'augmenter significativement les fréquences de passage pour se rapprocher au mieux du tramway (fréquences, qualité de service…), à un coût d'investissement inférieur à ce mode. Comme les coûts de construction d'une ligne de tramway sont assez élevés, la présence d'un site propre constitue, avec la circulation de bus confortables et accessibles aux personnes à mobilité réduite (PMR), un moyen efficace de créer un transport de qualité permettant de reporter la création éventuelle d'une véritable ligne de tramway. La ligne parisienne PC1 entre la gare du Pont du Garigliano, à l'extrémité ouest du boulevard du Général-Martial-Valin, et la porte d'Ivry, d'abord aménagée en site propre, a par exemple été transformée en ligne de tramway T3a qui connaît un grand succès, tout en utilisant moins d'emprise que l'ancien site propre.

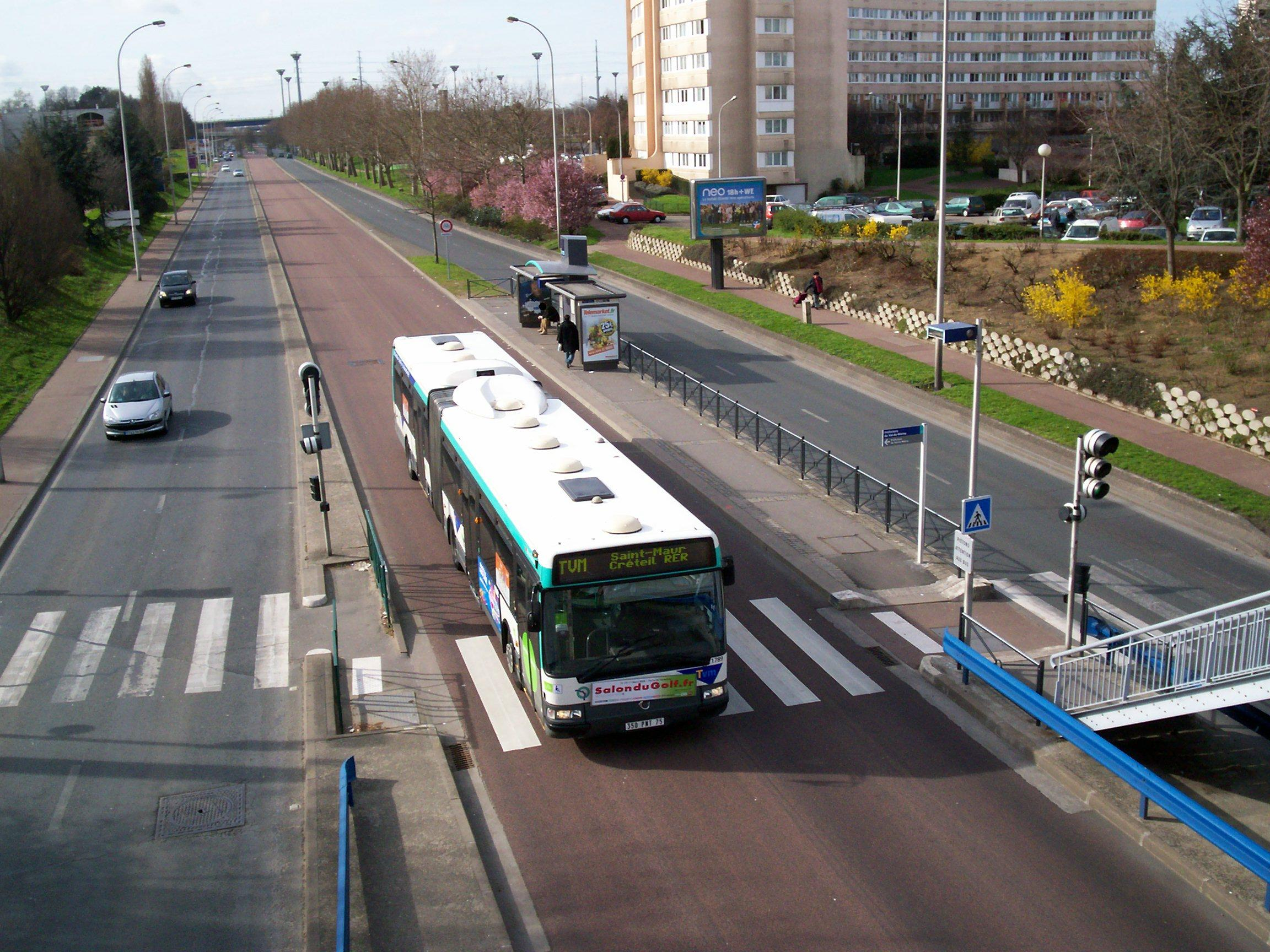
TVM : un Irisbus Agora L Euro 3 à la préfecture du Val-de-Marne.
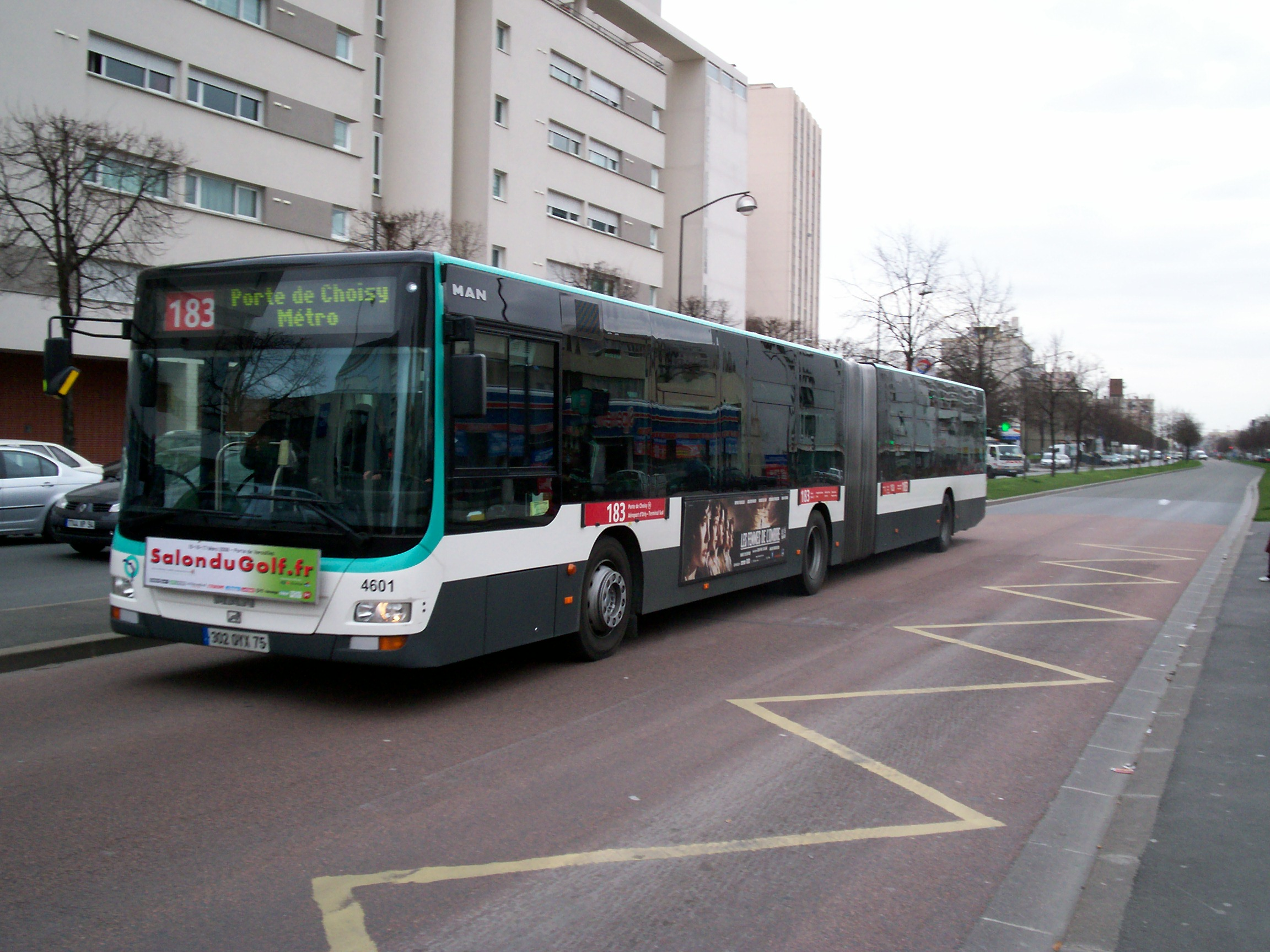
Un MAN Lion's City G de la ligne 183  sur le site propre de la ligne.
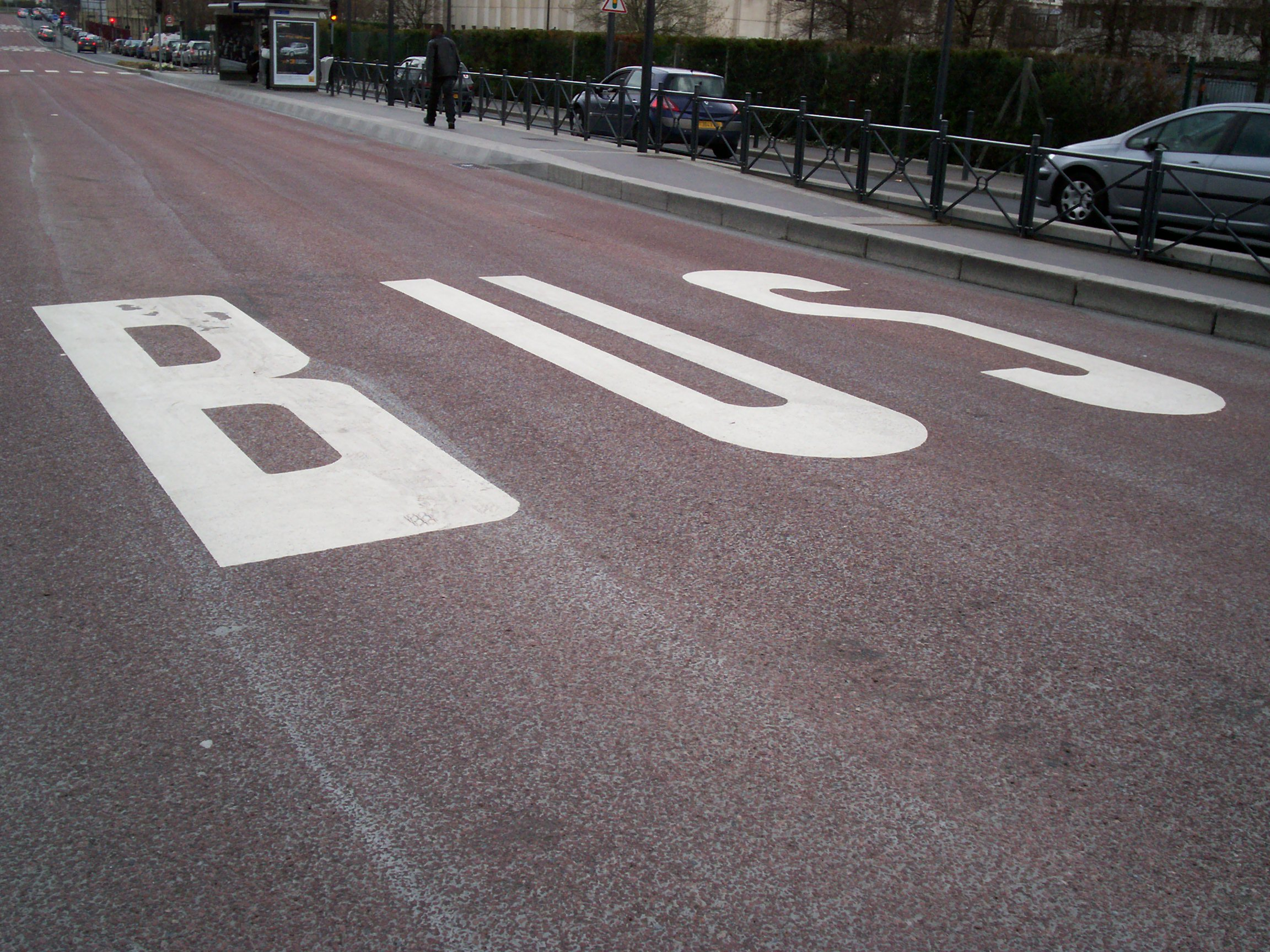
TVM : signalétique terrestre.
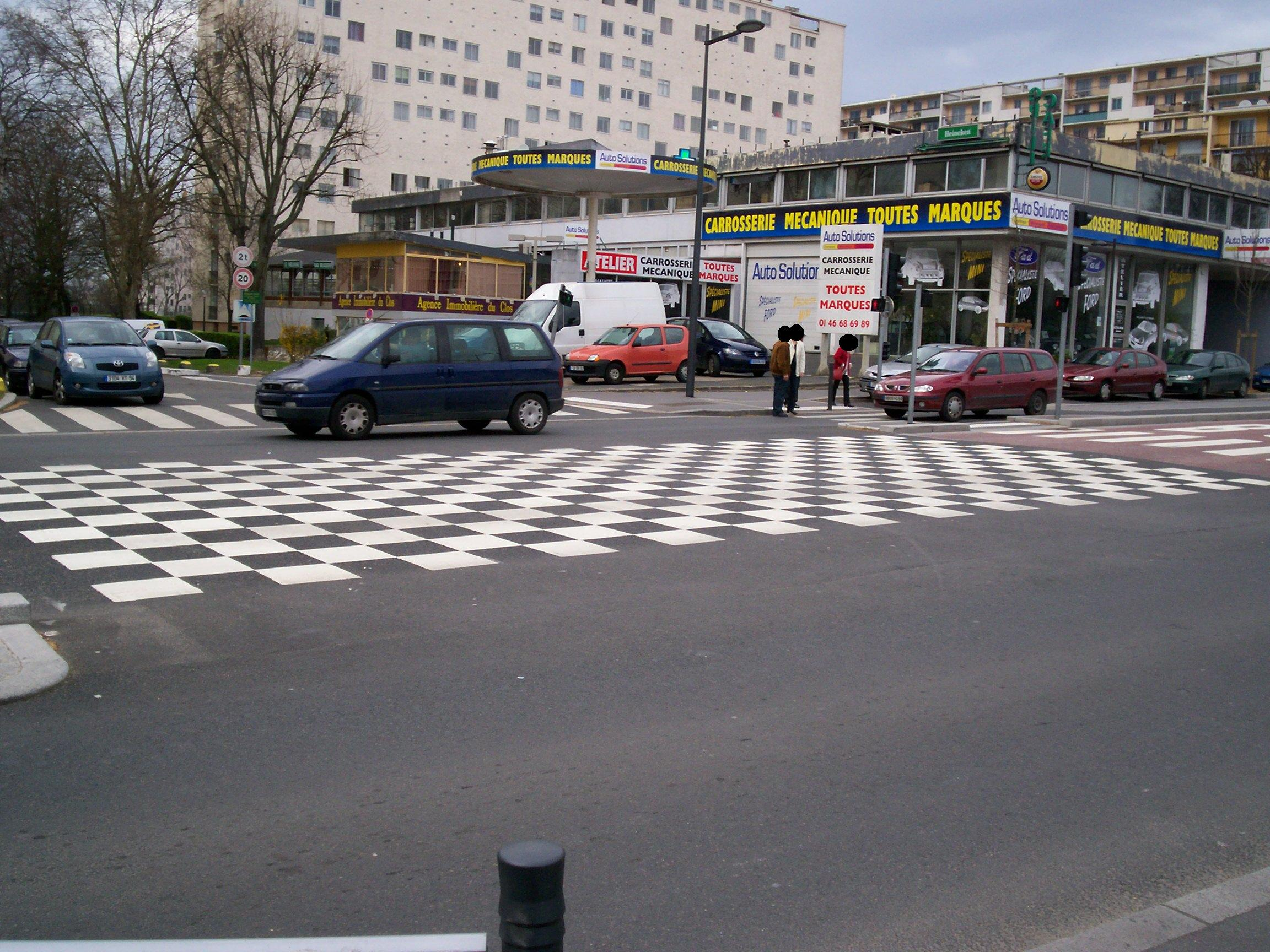
TVM : damier à une intersection.

## Exploitation

### Matériel roulant
Le parc d'autobus de la RATP est composé de 5 520 véhicules constitués de bus standard, de bus articulés, d'autocars interurbains, de midibus et de minibus. Tous ces matériels sont indiqués dans les tableaux ci-dessous,. Sauf exceptions (unique affectation d'une série par exemple), les affectations à la Gestion du matériel roulant ne sont pas notées dans ce tableau. Les états du parc des véhicules répertoriés appartenant à la filiale MobiCité sont centralisés ici.

#### Bus standards
| Modèle                           | Constructeur(s)        | Nombre | Coquilles et remarques | Centres bus | Affectations |
| -------------------------------- | ---------------------- | ------ | --- | --- | --- |
| Aptis                            | Alstom                 | 50     | Série de véhicules à propulsion électrique mise en service entre 2021 et 2023. - 7358-7407 (livrée Île-de-France Mobilités). | - Lagny. | - Sur les lignes de Paris intra-muros 56 et 64. |
| Bluebus 12 m                     | Bolloré                | 320    | Série de véhicules à propulsion électrique mise en service entre 2016 et 2024. Ces véhicules équipent, et pour la première fois en Europe, une ligne en autobus standard électriques à partir de fin 2016,. À la fin avril 2022, après l'incendie de deux exemplaires à trois portes, l'ensemble du parc à trois portes a temporairement été retiré du service, en attente d'expertise. Les livraisons ont été arrêtées le temps de l'enquête et du remplacement des composants défectueux. En avril 2024, les résultats de l'expertise ont été publiés, et ont permis la remise en service des coquilles retirées du service et la reprise des livraisons. Toutes les coquilles en attente de livraison ou de réparation ont été mises/remises en service depuis. - 2 portes : 550-600, 604-626, 628-640, 762 (livrée Île-de-France Mobilités) ; - 3 portes : 641-648, 650-700, 702-734, 1987-2126 (livrée Île-de-France Mobilités).                                                                                              | - Corentin ; - Lagny ; - Les Lilas ; - Pleyel. | - Sur les lignes de Paris intra-muros 20, 21, 29, 46, 59, 69, 71, 85, 86, 88 et 94. - Sur les lignes de banlieue 102, 115, 137, 138, 166, 177, 202, 237, 245, 274, 301 et 322. - Sur les lignes de remplacement Caméléon T3a et Caméléon T3b. |
| C12AI                            | CRRC                   | 1      | Série de véhicules autonomes fonctionnant à l'électrique mise en service en 2021 - 0003 | - Créteil. | - Sur la ligne spéciale 393. |
| GX 337 Hybride                   | Heuliez Bus            | 234    | Série de véhicules à propulsion hybride composée originellement de 238 véhicules mis en service entre 2015 et 2018. - 1109-1133, 1136-1139, 1141-1295, 1297-1302, 1317-1350 (livrée STIF-RATP). - 1351-1360 (livrée Île-de-France Mobilités) (Euro VI) | - Charlebourg ; - Flandre ; - Fontenay ; - Malakoff ; - Pleyel ; - Point-du-Jour.                                                                   | - Sur les lignes de Paris intra-muros 30, 70, 72, 73, 74 et 75. - Sur les lignes de banlieue 126, 133, 137, 138, 144, 151, 152, 159, 163, 166, 167, 171, 174, 176, 190, 191, 237, 274 et 360. - Sur la ligne de remplacement Caméléon T3a. |
| GX 337 GNV                       | Heuliez Bus            | 118    | Série de véhicules roulant au gaz naturel pour véhicules mis en service entre 2018 et 2022. - 2784-2901 (livrée Île-de-France Mobilités) (Euro VI) | - Créteil ; - Nanterre ; - Saint-Maur. | - Sur les lignes de banlieue 101, 103, 108/110, 111, 181, 244, 259 et 306. |
| GX 337 E                         | Heuliez Bus            | 573    | Série de véhicules à propulsion électrique en cours de livraison depuis 2018, composée à terme de 575 véhicules. L'exemplaire numéroté 1470 a été détruit en décembre 2021 au cours d'un incendie mais le constructeur a construit un exemplaire de plus aussi numéroté 1470. - 1361-1396 (2 portes) - 0992-1005, 1029-1104, 1397-1524, 1526-1650, 1677-1714, 2170-2327 (3 portes) (livrée Île-de-France Mobilités) | - Corentin ; - Croix-nivert ; - Lebrun ; - Les Lilas ; - Malakoff ; - Pleyel ; - Point-du-Jour ; - Vitry.                                           | - Sur les lignes de Paris intra-muros 21, 22, 28, 30, 47, 48, 52, 58, 59, 63, 67, 68, 70, 72, 74, 76, 84, 87, 89, 92, 94 et 96. - Sur les lignes de banlieue 115, 121, 125, 128, 129, 131, 132, 137, 171, 174, 177, 178, 188, 301 et 380. |
| Citelis Line                     | Irisbus                | 24     | Série composée originellement de 905 véhicules mis en service entre 2006 et 2010. Série en cours de réforme 50 exemplaires ont été donnés à la ville de Beyrouth par la France afin d'aider à rétablir un réseau de transport dans la capitale libanaise. - Livrée RATP NEF : - 90-100 ; - Livrée RATP : - 3427, 3610, 3676, 3679-3680, 3688, 3836-3837, 3848, 3860, 3870, 3879 (girouette à diodes, Euro V) | - Transdev Nanterre ; - Paris-Saclay. | - Sur la ligne de banlieue 471. - Sur le réseau de bus Paris-Saclay (coquilles 3427, 3676, 3679-3680, 3688, 3848, 3860, 3870 et 3879 uniquement). - Au Nouvel Espace de Formation (NEF) des conducteurs (coquilles 90-100 uniquement). |
| Citelis 12                       | Irisbus                | 375    | Série composée originellement de 540 véhicules mis en service entre 2010 et 2014. Série en cours de réforme. - Livrée Recueil social : - 43-46 ; - Livrée Prévention : - 47 ; - Livrée RATP NEF : - 74-79 ; - Livrée RATP : - 5101, 5106-5108, 5110, 5112-5114, 5116, 5118-5121, 5136, 5147, 5153-5155, 5158, 5167-5168, 5184-5185, 5187-5191, 5194, 5196 (Euro V) - 5201, 5206, 5209-5210, 5213, 5219, 5222, 5224-5228, 5231, 5236-5242, 5244, 5246-5248, 5253, 5255-5257, 5260, 5263-5267, 5269, 5272, 5275-5278, 5281, 5284-5286, 5289-5290, 5293-5294, 5296, 5298, 5302, 5304-5305, 5307-5311 (EEV). - Livrée STIF-RATP : - 5220, 5261, 5313, 5315-5316, 5321-5322, 5324-5325, 5327-5330, 5332-5344 (EEV). - 8521, 8523-8533, 8535-8541, 8543-8545, 8547, 8549-8558, 8561, 8563-8566, 8568-8579, 8581-8599, 8601-8615, 8617-8629, 8632, 8635, 8637-8640, 8642-8650, 8652-8656, 8659-8663, 8665-8669, 8673-8691, 8693-8710, 8712, 8714-8722, 8725-8757, 8759-8763, 8765-8774, 8776-8780, 8782-8793, 8795-8796, 8798-8804 (EEV). | - Asnières ; - Aubervilliers ; - Bords de Marne ; - Charlebourg - Flandre ; - Ivry ; - Lagny ; - Saint-Maur ; - Vitry ; - Paris-Saclay..            | - Sur les lignes de Paris intra-muros 25, 30, 39, 54, 57, 70, 83 et 93. - Sur les lignes de banlieue 107, 113, 118, 124, 127, 131, 144, 151, 159, 164, 165, 169, 172, 176, 182, 186, 203/214, 210, 221, 235, 248, 252, 276, 278, 303, 320 et 325. - Sur la ligne de remplacement Caméléon T2. - Sur le réseau de bus Paris-Saclay (coquille 8784 uniquement). - Au Nouvel Espace de Formation (NEF) des conducteurs (coquilles 74-79 uniquement). - Au Recueil social (coquilles 43-46 uniquement). - Au service Prévention (coquille 47 uniquement). |
| Citelis 12 Hybride               | Irisbus                | 14     | Série de véhicules à propulsion hybride composée originellement de 17 véhicules mis en service entre 2011 et 2014. - 5942-5951, 5953-5955, 5957 (livrée STIF-RATP) (EEV) | - Charlebourg. | - Sur la ligne de Paris intra-muros 93. |
| ie bus 12                        | Irizar                 | 60     | Série de véhicules à propulsion électrique mise en service depuis 2021, composée à terme de 112 véhicules. Peu de temps après sa mise en service, la coquille 3891 a été réformée prématurément en raison d'un court-circuit. Le constructeur va produire un exemplaire supplémentaire numéroté également 3891. À la suite d'un deuxième court-circuit qui a causé un incendie ayant endommagé la coquille 3929, ces véhicules sont pour la plupart temporairement immobilisés au centre-bus de Malakoff en attente d'expertise. - 3886-3997 | - Malakoff | - Sur les lignes de Paris intra-muros 68 et 89. - Sur les lignes de banlieue 123, 126 et 388. |
| Urbanway 12                      | Iveco Bus              | 129    | Série composée originellement de 130 véhicules mis en service en 2015. - 48-49 (livrée Recueil social) ; - 50 (livrée RATP événementiel) ; - 8805-8826, 8828-8931 (livrée STIF-RATP) (Euro VI) | - Bords de Marne ; - Charlebourg ; - Flandre ; - Fontenay ; - Les Lilas ; - Vitry ; - Paris-Saclay.                                                 | - Sur les lignes de banlieue 102, 116, 118, 120, 124, 172, 179, 210, 303, 325 et 378. - Sur le réseau Paris-Saclay (coquille 8810 uniquement) - Au Recueil social (coquilles 48-49 uniquement). - Bus événementiel (coquille 50 uniquement). |
| Urbanway 12 Hybride              | Iveco Bus              | 320    | Série de véhicules à propulsion hybride mise en service entre 2015 et 2019. - 5958-6144 (livrée STIF-RATP). - 4929-4950, 6145-6255 (livrée Île-de-France Mobilités) (Euro VI) | - Bords de Marne ; - Corentin ; - Croix-Nivert ; - Fontenay ; - Ivry ; - Lagny ; - Les Lilas ; - Nanterre.                                          | - Sur les lignes de Paris intra-muros 21, 39, 42, 59, 67, 70, 77, 82, 83, 86, 92 et 94. - Sur les lignes de banlieue 114, 116, 120, 122, 127, 128, 141, 188, 190, 194, 203/214, 215, 260, 277, 318 et 391. - Sur les lignes de remplacement Caméléon T3a et Caméléon T3b. |
| Urbanway 12 GNV                  | Iveco Bus              | 428    | Série de véhicules alimentés au gaz naturel pour véhicules composée originellement de 429 unités mises en service entre 2018 et 2025. - 0101-0108, 4476-4571, 4588-4592, 5345-5357, 5359-5374, 5711-5800, 5802-5872, 5874-5941, 6358-6419 (livrée Île-de-France Mobilités) (Euro VI) | - Aubervilliers ; - Bussy-Saint-Martin ; - Flandre ; - Fontenay ; - Les Pavillons ; - Massy ; - Nanterre ; - Saint-Maur ; - Thiais. - Paris-Saclay. | - Sur les lignes de Paris intra-muros 35, 45 et 61. - Sur les lignes de banlieue 106, 112, 119, 133, 139, 145, 146, 147, 157, 158, 160, 185, 189, 199, 201, 207, 209, 213, 241, 286, 297, 302, 306, 319, 367, 395 et 396. - Sur la ligne de remplacement Caméléon T2. - Au Nouvel Espace de Formation (NEF) des conducteurs (coquilles 0101-0108 uniquement). - Sur le réseau de bus Paris-Saclay (coquilles 5815-5816, 5840, 5889 et 5904 uniquement).                                                                                               |
| Lion's City                      | MAN Truck & Bus        | 284    | Série composée originellement de 350 véhicules mise en service entre 2010 et 2015. Série en cours de réforme - 9602-9604, 9609-9610, 9614-9615, 9617, 9619-9621, 9623-9624, 9628, 9633-9634, 9639-9642, 9644-9645, 9647-9648, 9650, 9652-9655, 9657-9661, 9668-9669, 9671-9672, 9674-9676, 9680-9683 (EEV) (livrée RATP) - 9686-9693, 9698, 9700-9703, 9705-9706, 9708-9711, 9716-9717, 9720, 9722-9725, 9727-9730, 9732, 9734-9735, 9738-9761, 9763-9764, 9766-9777, 9780-9791, 9793-9811, 9813-9841 (EEV), 9842-9888, 9890-9909, 9911-9950 (Euro VI) (livrée STIF-RATP) | - Asnières ; - Belliard ; - Saint-Denis - Gonesse ; - Paris-Saclay.                                                                                 | - Sur les lignes de Paris intra-muros 43 et 60. - Sur les lignes de banlieue 140, 153, 168, 175, 238, 239, 250, 253, 254, 255, 256, 261, 268, 269/370, 270, 340, 353, 356, 361 et 368/355. - Sur les lignes de remplacement Caméléon T3b, Caméléon T5 et Caméléon T8. - Sur le réseau de bus Paris-Saclay (coquilles 9681 et 9722 uniquement). |
| Lion's City Hybride              | MAN Truck & Bus        | 185    | Série de véhicules à propulsion hybride, composée originellement de 193 véhicules mis en service en 2011 et entre 2013 et 2017. - 4004-4016, 4018, 4020, 4022-4062, 4064-4093, 4095-4099, 4101-4113, 4115-4119, 4121-4154 (Euro VI), 9971 (Euro V), 9972-9986 (EEV)(livrée STIF-RATP). - 4155-4178 (Euro VI) (livrée Île-de-France Mobilités). | - Asnières ; - Belliard ; - Malakoff. | - Sur les lignes de Paris intra-muros 32, 43, 60, 89 et PC. - Sur les lignes de banlieue 123, 175, 238, 323, 340 et 341. - Sur les lignes de remplacement Caméléon T2 et Caméléon T3b. |
| Lion's City GNV                  | MAN Truck & Bus        | 247    | Série composée originellement de 248 véhicules alimentés au gaz naturel pour véhicules mis en service de 2015 à 2022. - 4786-4836 et 5457-5508 (livrée STIF-RATP). - 4837-4864, 4866-4899, 4967-5002, 5004-5006 et 7420-7462 (livrée Île-de-France Mobilités) (Euro VI) | - Bussy-Saint-Martin ; - Créteil ; - Massy ; - Thiais.                                                                                              | . - Sur les lignes de Paris intra-muros 24. - Sur les lignes de banlieue, 104, 109, 117, 183, 192, 196, 197, 199, 211/321, 212/312, 217, 220, 285, 292, 311, 317, 385 et 399. - Sur la ligne de remplacement Caméléon T7. |
| Lion's City 12G Efficient Hybrid | MAN SE                 | 246    | Série de véhicules à propulsion hybride GNV/électrique mise en service entre 2023 et 2025. - 6256-6357, 7463-7514 et 7525-7614 (livrée Île-de-France Mobilités) (Euro VI) | - Aubervilliers ; - Bussy-Saint-Martin ; - Créteil ; - Flandre ; - Fontenay ; - Les Pavillons.                                                      | - Sur les lignes de Paris intra-muros 35, 54 et 75. - Sur les lignes de banlieue 148, 173, 181, 234, 247, 249, 251, 281, 302, 308, 310, 346 et 394. |
| Citaro Facelift                  | EvoBus (Mercedes-Benz) | 119    | Série composée originellement de 228 véhicules mis en service entre 2011 et 2014. Série en cours de réforme. - 4329, 4331-4332, 4335, 4338-4339, 4342-4344, 4346-4348, 4353-4354, 4359, 4362-4363, 4365, 4368, 4373-4376, 4389 (livrée RATP). - 6605-6606, 6610, 6612-6617, 6620-6621, 6624, 6628, 6639, 6642, 6644, 6651-6653, 6655, 6659-6669, 6682, 6691-6704, 6706-6707, 6710-6717, 6719-6727, 6731-6734, 6736-6738, 6740-6745, 6747-6762 (livrée STIF-RATP) (EEV) | - Flandre ; - Fontenay ; - Les Pavillons ; - Massy ; - Paris-Saclay.                                                                                | - Sur les lignes de banlieue 148, 151, 162, 189, 191, 195, 249, 289, 290, 291, 294, 350, 389, 390 et 595. - Sur la ligne de remplacement Caméléon T6. - Sur le Réseau de bus Paris-Saclay (coquille 4347 uniquement). |
| Citaro C2                        | EvoBus (Mercedes-Benz) | 117    | Série composée originellement de 122 véhicules mise en service en 2014 et 2015. - 6763-6772, 6774-6796, 6798-6816, 6818-6819, 6821-6848, 6850-6884 (livrée STIF-RATP) (Euro VI) | - Flandre ; - Fontenay ; - Les Pavillons ; - Massy ; - Vitry.                                                                                       | - Sur les lignes de banlieue 131, 162, 179, 184, 189, 190, 194, 195, 289, 290, 291, 350, 351, 389, 390 394 et 595. - Sur la ligne de remplacement Caméléon T6. |
| Urbino 12 Hydrogen               | Solaris                | 1      | Série de véhicules à propulsion hydrogène en attente de livraison, composée à terme de 23 véhicules. - 7137-7159 (livrée Île-de-France Mobilités). | - Championnet. | - Affecté à l'entité TV de Championnet. |

Galerie de photographies
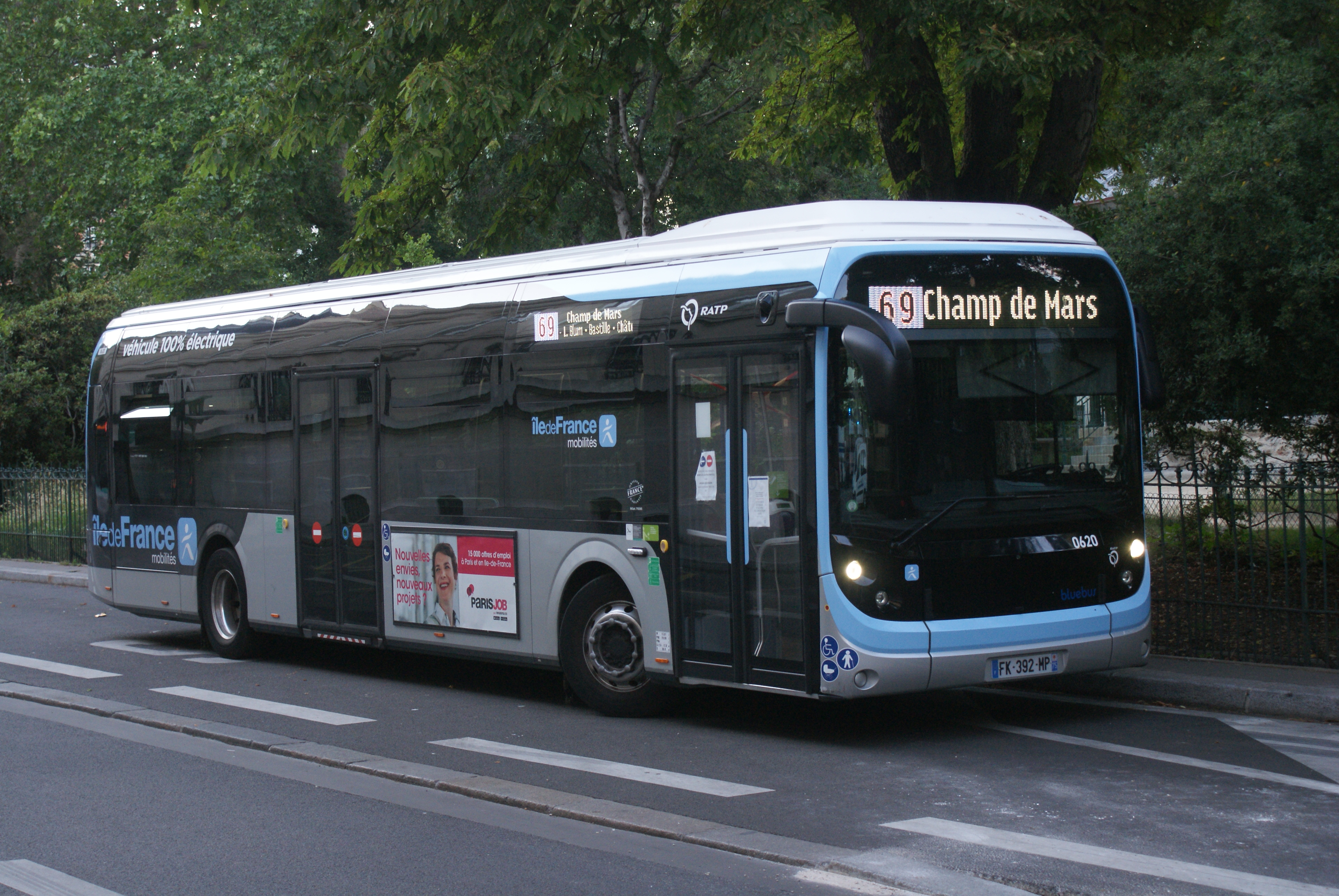
Bolloré Bluebus SE sur le 69.
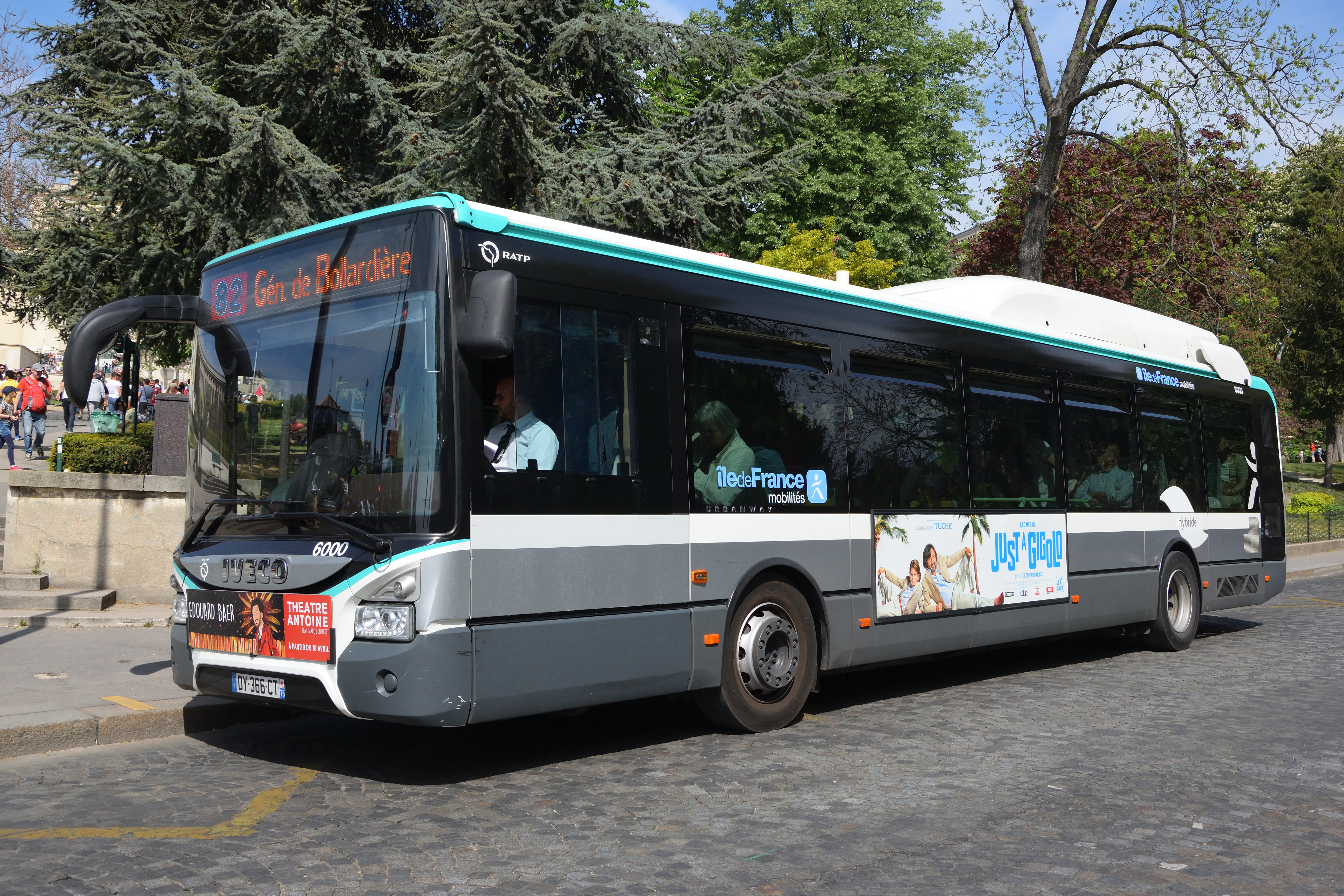
Iveco Urbanway 12 Hybride sur le 82.
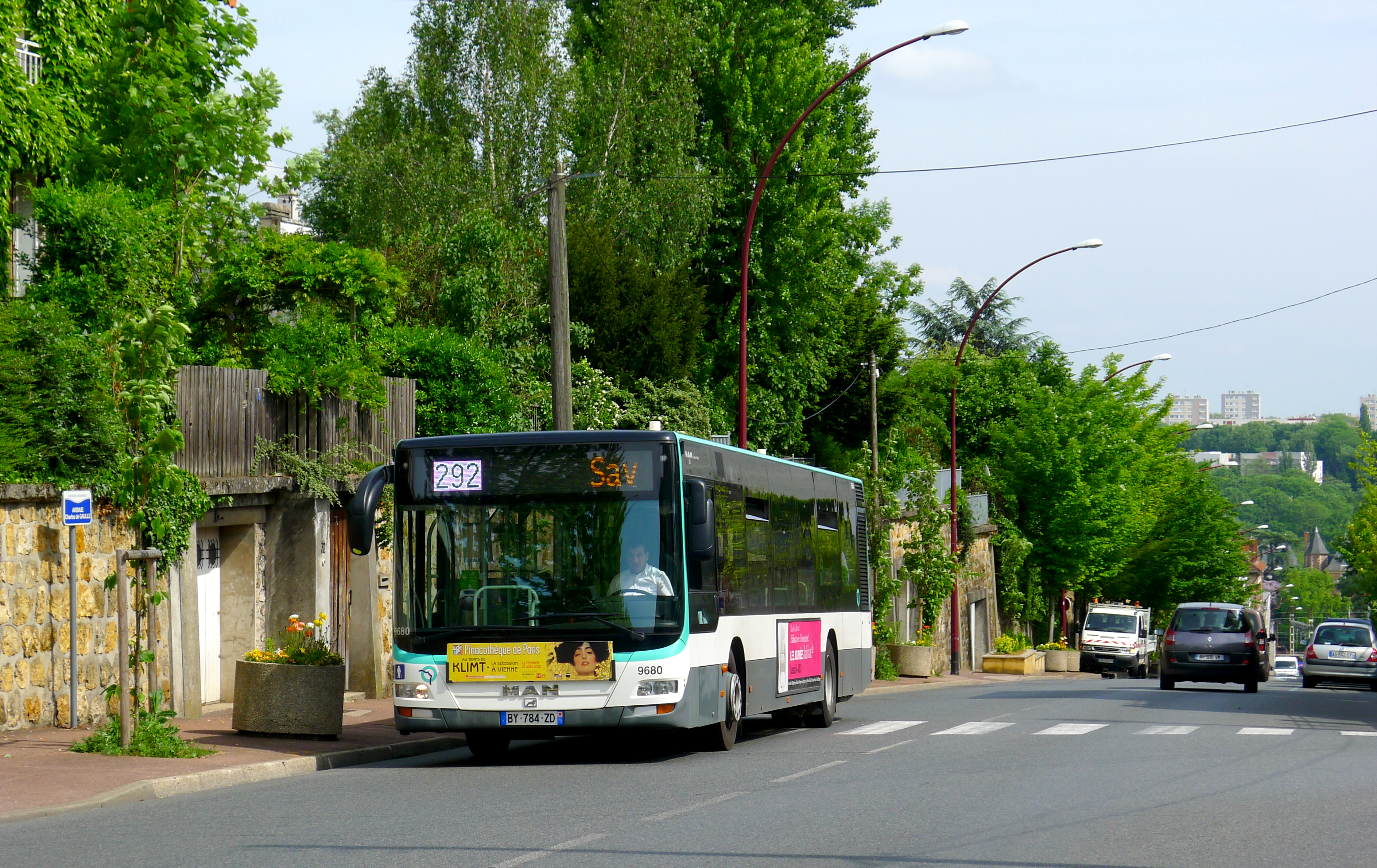
MAN Lion's City sur le 292.
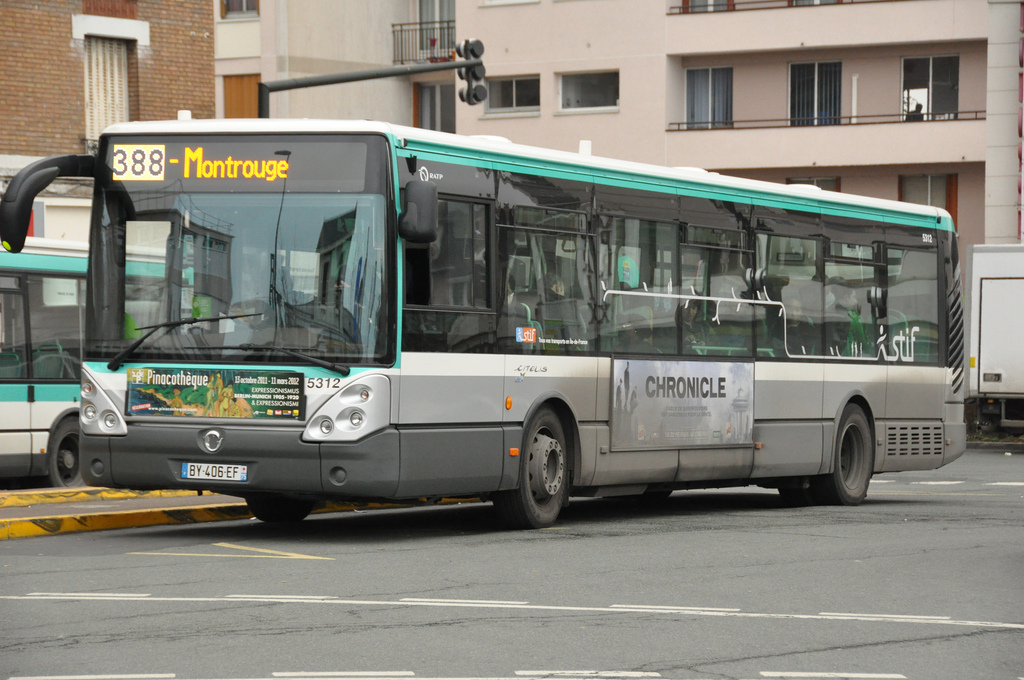
Irisbus Citelis 12 sur le 388.
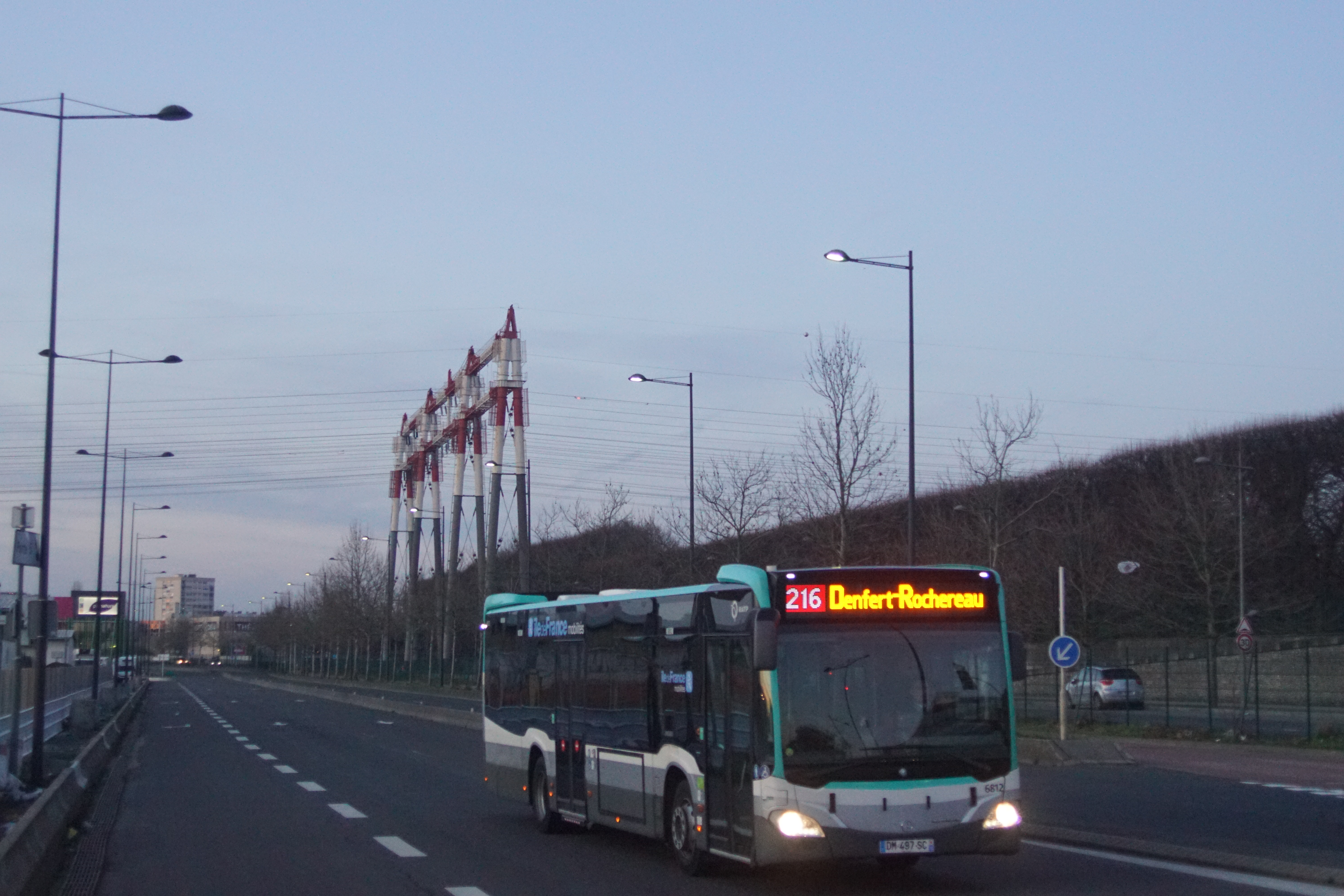
Mercedes-Benz Citaro C2 sur le 216.
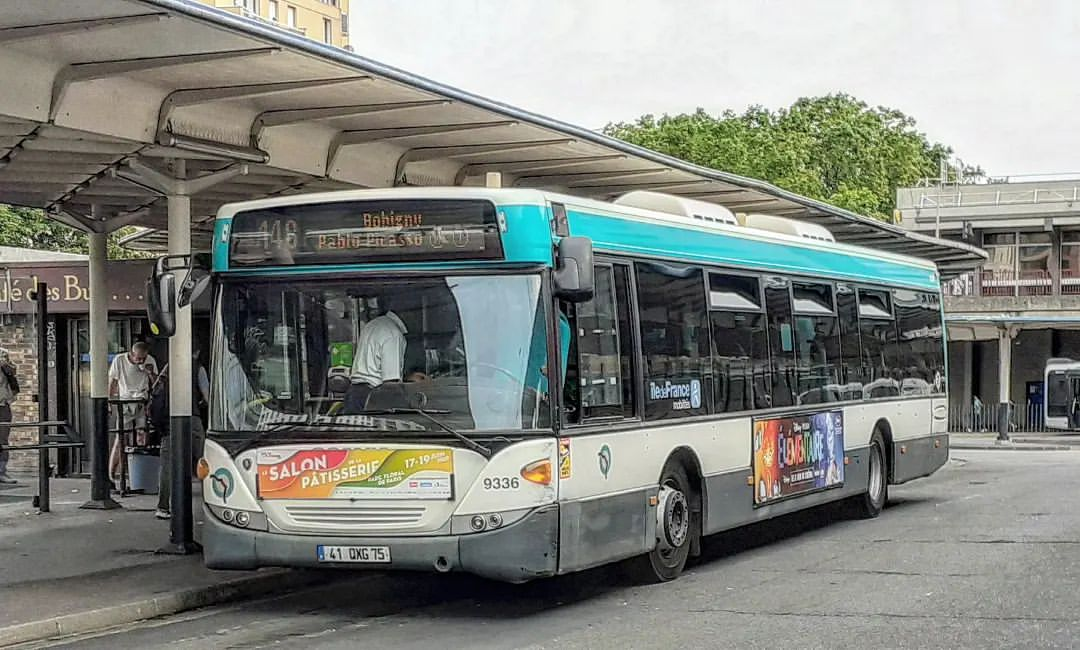
Scania Omnicity II sur la ligne 148 à Bobigny Pablo Picasso.

#### Bus articulés
| Modèle                           | Constructeur(s)        | Nombre | Coquilles et remarques | Centres bus                                                               | Affectations |
| -------------------------------- | ---------------------- | ------ | --- | ------------------------------------------------------------------------- | --- |
| GX 427 Hybride                   | Heuliez Bus            | 12     | Série de véhicules à propulsion hybride composée originellement de 14 véhicules mise en service en 2012 et 2014. - 4572-4574, 4576-4583, 4585 (livrée STIF-RATP) (EEV) | - Ivry.                                                                   | - Sur la ligne de Paris intra-muros 91. |
| GX 437 Hybride                   | Heuliez Bus            | 74     | Série de véhicules à propulsion hybride mise en service entre 2015 et 2021. - 4586-4587 (livrée STIF-RATP). - 4391-4462 (livrée Île-de-France Mobilités) (Euro VI) | - Belliard ; - Ivry ; - Les Pavillons.                                    | - Sur les lignes de Paris intra-muros 26, 80 et 91. - Sur la ligne de banlieue 143. |
| Citelis 18                       | Irisbus                | 51     | Série composée originellement de 202 véhicules mis en service entre 2008 et 2013. Série en cours de réforme. - 1890, 1894, 1897-1898, 1902, 1906, 1920, 1923-1924, 1946 (Euro V) (livrée RATP). - 1651-1653, 1655-1664, 1666-1676, 1961, 1964, 1966, 1968, 1970, 1973-1974, 1977-1982, 1984-1986 (EEV) (livrée STIF-RATP). | - Bords de Marne ; - Ivry ; - Paris-Saclay.                               | - Sur les lignes de Paris intra-muros 27. - Sur les lignes de banlieue 113. - Sur la ligne de remplacement Caméléon T1. - Sur le réseau de bus Paris-Saclay (coquilles 1946, 1970, 1973, 1974 et 1986 uniquement).                                                     |
| Urbanway 18                      | Iveco Bus              | 14     | Série mise en service en 2015. - 4003 (livrée STIF-RATP) - 4463-4475 (livrée STIF-Orlybus). | - Ivry ; - Les Pavillons.                                                 | - Sur la ligne de Paris intra-muros 91. - Sur la ligne de banlieue 143 (coquille 4003 uniquement). |
| Urbanway 18 Hybride              | Iveco Bus              | 262    | Série à propulsion hybride composée originellement de 265 véhicules mis en service entre 2015 et 2020. - 5025-5072, 5074-5076, 5078-5084, 5086, 5088-5093, 5510-5571, 5573-5591, 5593-5596 (livrée STIF-RATP). - 5597-5707 (livrée Île-de-France Mobilités) (Euro VI) | - Aubervilliers ; - Ivry ; - Les Pavillons ; - Nanterre ; - Paris-Saclay. | - Sur les lignes de Paris intra-muros 31, 38, 62 et 91 - Sur les lignes de banlieue 143, 170, 180, 258 et 275. - Sur les lignes de remplacement Caméléon T1 et Caméléon T3b. - Sur le réseau de bus Paris-Saclay (coquilles 5048, 5065, 5072, 5091 et 5517 uniquement) |
| Urbanway 18 GNV                  | Iveco Bus              | 106    | Série de véhicules alimentés au gaz naturel pour véhicules mis en service depuis 2019, composée à terme de 107 véhicules. - 6885-6991 (livrée Île-de-France Mobilités) (Euro VI) | - Bussy-Saint-Martin ; - Les Pavillons ; - Thiais ; - Aubervilliers;      | - Sur les lignes de Paris intra-muros 95. - Sur les lignes de banlieue 105, 113 (aux heures de pointe, en renfort), 187 et 206. - Sur la ligne de remplacement Caméléon T1.                                                                                            |
| Lion's City G                    | MAN Truck & Bus        | 12     | Série composée originellement de 185 véhicules mis en service en 2007, 2009 à 2011 et 2013. Série en cours de réforme. - 4758-4759, 4761-4764, 4778-4779, 4781-4782, 4784 (EEV) (livrée STIF-RATP). | - Belliard .                                                              | - Sur la ligne de Paris intra-muros 80. - Sur la ligne spéciale RoissyBus (renfort). - Sur les lignes de remplacement Caméléon T1 et Caméléon T3b. |
| Lion's City 18 G EfficientHybrid | MAN SE                 | 58     | Série de véhicules à propulsion hybride GNV/électrique mise en service entre 2022 et 2024. - 7817-7832, 7843-7852, 7854-7885 (Euro VI) | - Aubervilliers.                                                          | - Sur la ligne de Paris intra-muros 31. - Sur la ligne de banlieue 150. |
| Citaro G C2                      | EvoBus (Mercedes-Benz) | 48     | Série composée originellement de 77 véhicules mis en service en 2014 et 2015. Premiers bus articulés de la RATP à 4 portes au lieu de 3. Une cinquantaine d'exemplaires de cette série ont circulé sur la ligne Tvm de 2017 à 2022, dont le niveau de service est très élevé. Ils ont été redéployés sur les lignes 95, 105 et 150, dont le niveau de service est beaucoup plus bas. Ils ont fait l'objet de nombreux problèmes techniques et de dysfonctionnements, ce qui a conduit à « garer en bon état » (GBE) certains véhicules, c'est-à-dire qu'ils ne sont utilisés qu'à titre exceptionnel. Sur certains véhicules (bus 5383, 5401, 5424, 5432, 5442, 5453 ou 5456 par exemple), la réparation des pannes étant trop coûteuse, la série est en cours de réforme. - 5380-5382, 5384, 5387-5400, 5404, 5408-5409, 5412-5413, 5415, 5417, 5419-5420, 5422, 5425, 5430-5431, 5433-5434, 5438, 5440-5441, 5443-5452, 5454-5455 (livrée STIF-RATP) (Euro VI) | - Aubervilliers - Paris-Saclay.                                           | - Sur la ligne spéciale Roissybus - Sur la ligne de remplacement Caméléon T1. - Sur le réseau Paris-Saclay (coquilles 5390, 5393-5394 et 5413 uniquement). - Aux Services spéciaux d’Aubervilliers.                                                                    |
| Citywide LFA GNV                 | Scania                 | 121    | Série de véhicules alimentés au gaz naturel pour véhicules mise en service de 2017 à 2022. - 8932-8982 - 9206-9275 (livrée Île-de-France Mobilités) (Euro VI) | - Créteil ; - Nanterre ; - Thiais ;                                       | - Sur les lignes de banlieue 208a/208b/208s, 272 et 304. - Sur la ligne spéciale Tvm. |
| Urbino 18 GNV                    | Solaris                | 28     | Série de véhicules roulant au gaz naturel pour véhicules mise en service de 2017 à 2021. - 9522-9549 (livrée Île-de-France Mobilités) (Euro VI) | - Créteil.                                                                | - Sur la ligne de banlieue 308. - Sur la ligne spéciale 393. |

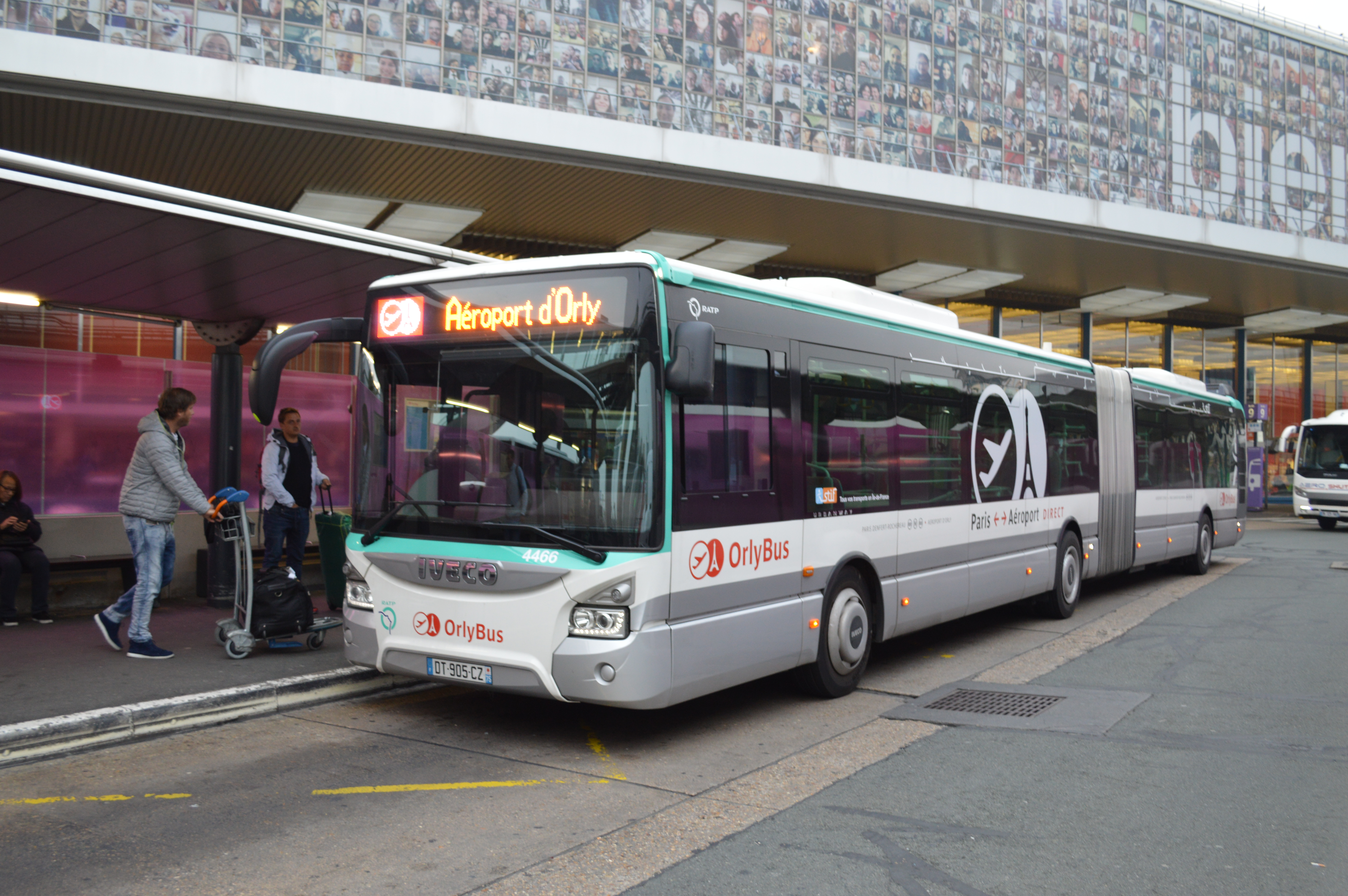
Iveco Urbanway 18 sur l'OrlyBus.
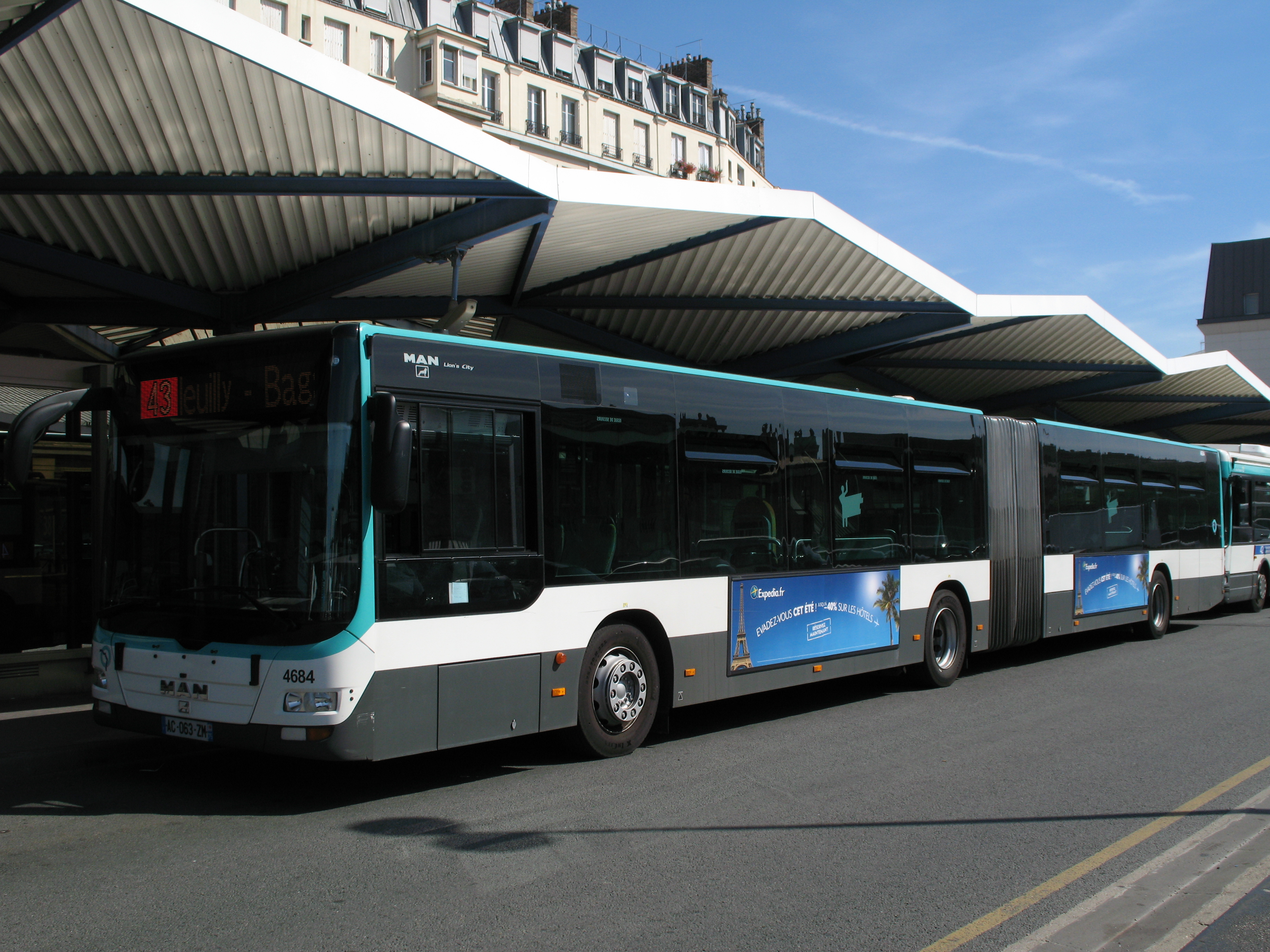
MAN Lion's City G sur le 43.
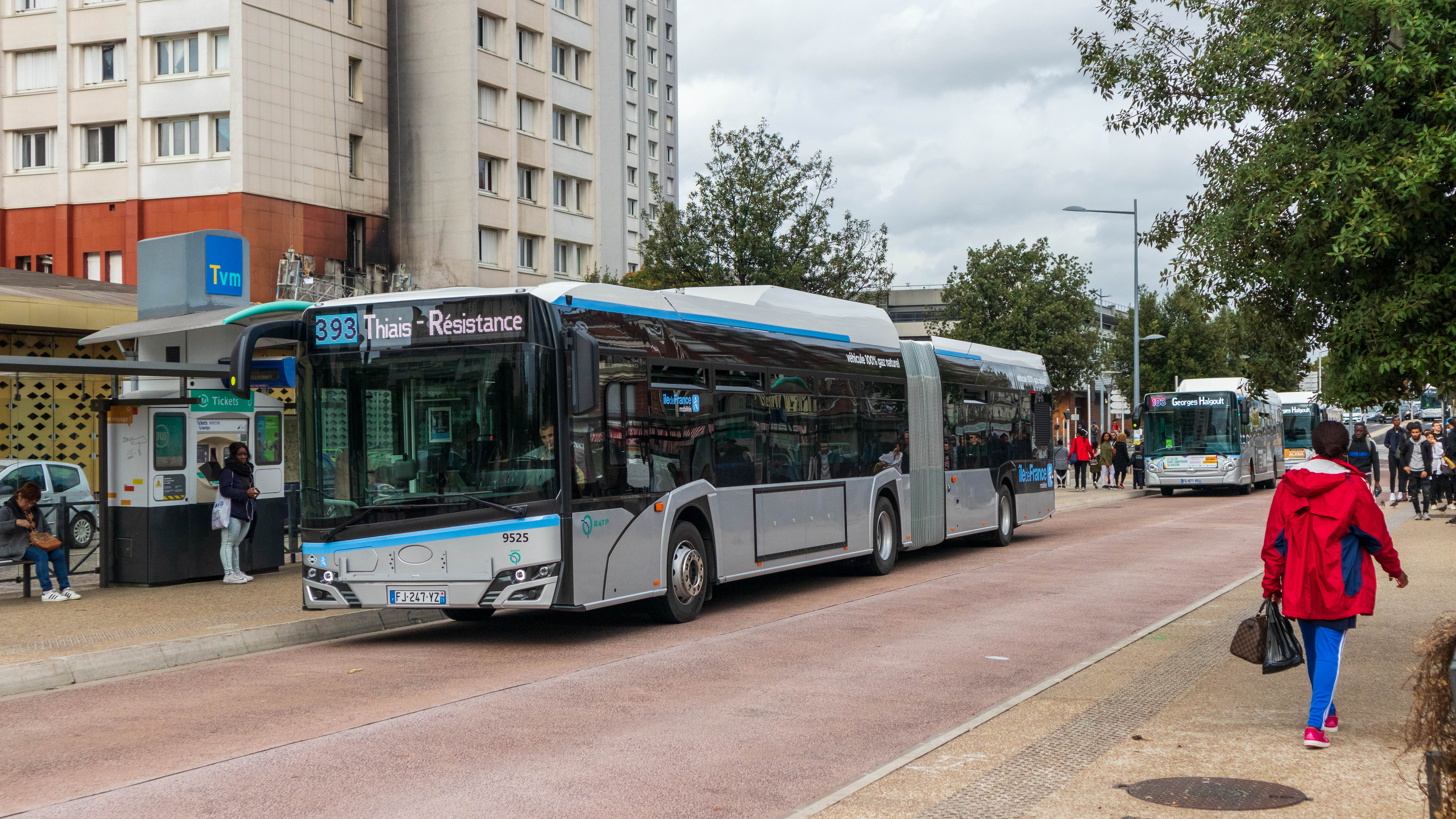
Solaris Urbino 18 GNV sur le 393.

#### Midibus
| Modèle                | Constructeur(s)        | Nombre | Coquilles et remarques | Centres bus | Affectations |
| --------------------- | ---------------------- | ------ | --- | --- | --- |
| GX 127                | Heuliez Bus            | 40     | Série composée originellement de 49 véhicules mis en service entre 2007 et 2010, ainsi qu'entre 2013 et 2015. Série en cours de réforme. - Livrée Titus : - 34-37 et 73. - Livrée RATP : - 454-455, 457, 461-475, 478 (Euro IV) - 480-485 (Euro V) - Livrée STIF-RATP : - 486-494 (EEV) - Livrée Île-de-France Mobilités - 477 (Euro IV) | - Asnières ; - Bords de Marne ; - Les Pavillons ; - Malakoff ; - Point-du-Jour ; - Thiais ; - Vitry ; - Paris-Saclay. | - Sur la ligne de banlieue 366. - Sur les lignes urbaines 520, Autobus Suresnois, TUB, SUBB, RiverPlaza et TUVIM. - Sur les lignes Valouette : v2, v3, v4, v5, v6 et v7. - Sur le réseau Paris-Saclay (coquilles 478 et 481 uniquement) |
| GX 137                | Heuliez Bus            | 41     | Série de midibus diesel et biodiesel mis en service en 2015 et entre 2021 et 2022 - 929-948 (livrée STIF-RATP). - 1105-1108, 1304-1315 et 7096-7100 (livrée Ile-de-France Mobilités) (Euro VI) | - Asnières ; - Charlebourg ; - Créteil ; - Nanterre ; - Point-du-Jour ; - Saint-Denis - Gonesse ; - Thiais.           | - Sur les lignes de banlieue 263, 337, 363, 366, 372 et 382. - Sur les lignes urbaines Autobus Suresnois, SUBB, TUC Jaune/TUC Vert et RiverPlaza.                                                                                       |
| GX 137 ELEC           | Heuliez Bus            | 13     | Série de véhicules à propulsion électrique mise en service depuis 2024, composée à terme de 14 véhicules. - 7123-7136 (livrée Île-de-France Mobilités). | - Belliard ; - Vitry.                                                                                                 | - Sur la ligne de Paris intra-muros 40. - Sur la ligne de banlieue 193. |
| GX 137 L ELEC         | Heuliez Bus            | 40     | Série de véhicules à propulsion électrique mise en service depuis 2024, composée à terme de 126 véhicules. - 7101-7122, 7160-7263 (livrée Île-de-France Mobilités). | - Pleyel. | - Sur les lignes de Paris intra-muros 66 et 85. - Sur la ligne de banlieue 166. |
| GX 137 GNV            | Heuliez Bus            | 1      | Série de véhicules à propulsion électrique mise en service depuis 2024, composée à terme de 16 véhicules. - 7627-7642 (livrée Île-de-France Mobilités). | - Championnet. | - Affecté à l'entité TV Championnet |
| GX 137 L GNV          | Heuliez Bus            | 1      | Série de véhicules à propulsion électrique mise en service depuis 2024, composée à terme de 167 véhicules. - 7264-7353, 7615-7626, 7643-7707 (livrée Île-de-France Mobilités). | - Championnet. | - Affecté à l'entité TV Championnet |
| Citaro K C2           | EvoBus (Mercedes-Benz) | 3      | Série mise en service en 2021. - 0066-0068 (livrée Île-de-France Mobilités-RATP) (Euro VI) | - Point-du-Jour ; | - Sur la ligne urbaine SUBB. |
| Gépébus Oréos 4X      | PVI                    | 7      | Série de véhicules à propulsion électrique composée originellement de 16 véhicules mis en service entre 2015 et 2016. Série en cours de réforme. Carrossés sur un châssis Otokar. - 810, 817-822 (Livrée STIF-RATP) | - Belliard ; - Malakoff.                                                                                              | - Sur la ligne urbaine TUVIM. - Sur la ligne de Paris intra-muros 40. |
| Urbino 8.9 ÉLECTRIQUE | Solaris                | 2      | Série de véhicules à propulsion électrique mise en service en 2021 - 0434-0435 | - Vitry. | - Sur la ligne de banlieue 193. |
| MD9 LE                | Temsa                  | 2      | Série mise en service en 2017 et 2018 - 0061 et 0063 | - Les Lilas. | - Aux Services spéciaux des Lilas |

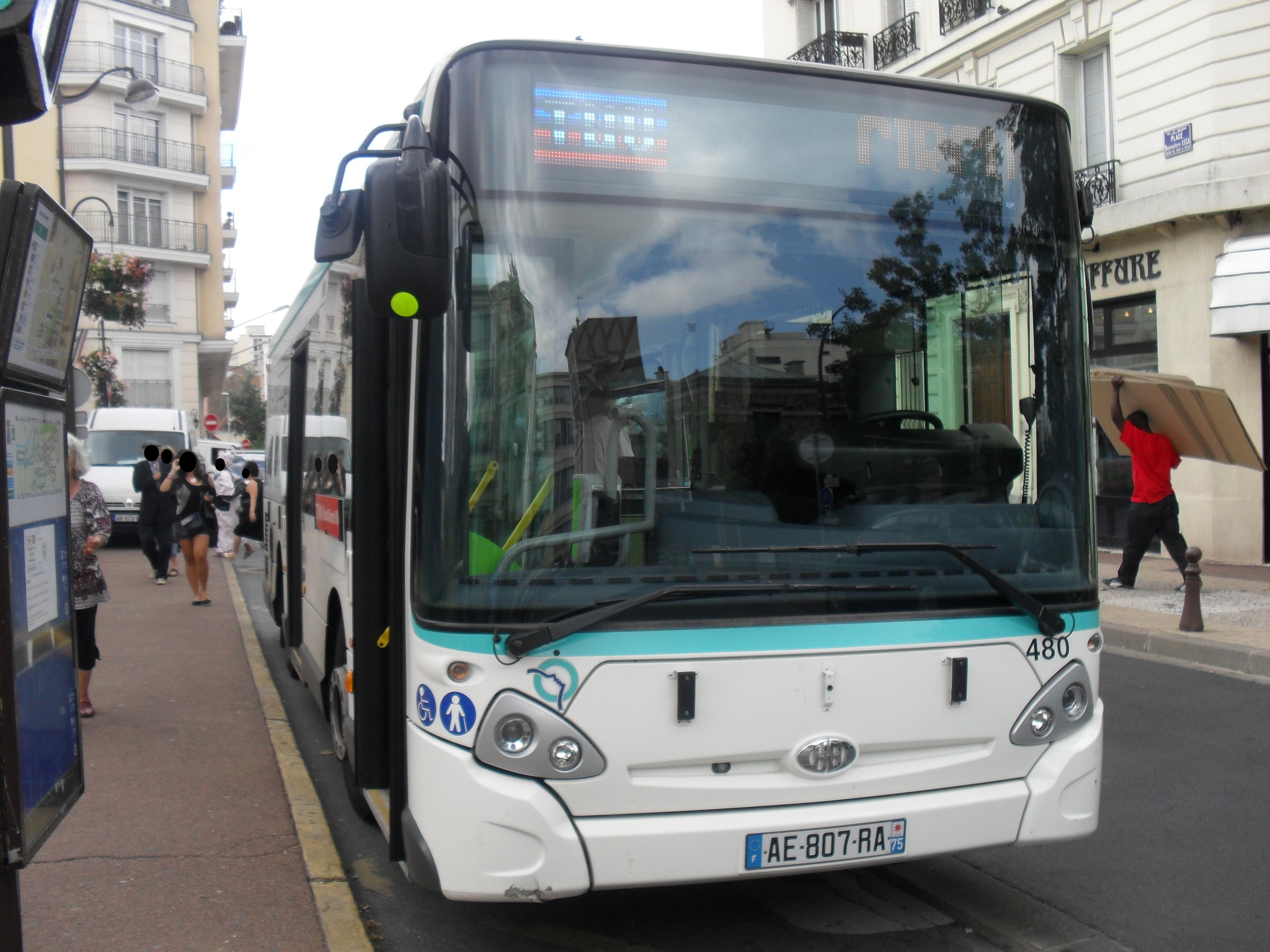
Heuliez GX 127 sur la ligne TUVIM (service urbain d'Issy-les-Moulineaux).
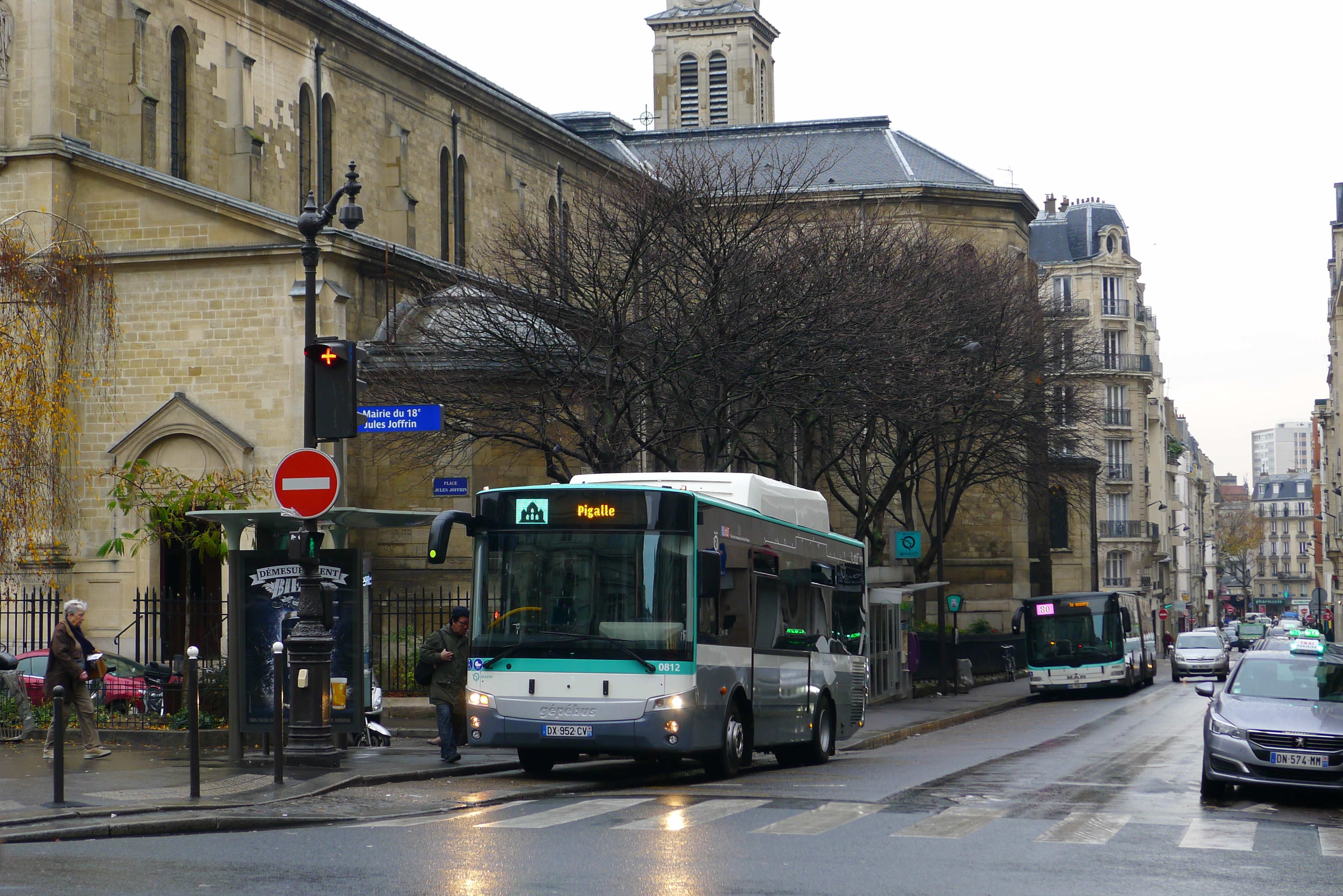
PVI Gépébus Oréos 4X sur la ligne 40.

#### Minibus
| Modèle           | Constructeur(s)  | Nombre | Coquilles et remarques | Centres bus                                                                                               | Affectations |
| ---------------- | ---------------- | ------ | --- | --- | --- |
| Bluebus 6 m      | Bolloré          | 25     | Série de minibus à propulsion électrique mise en service depuis 2016, composée à terme de 27 véhicules - 9, 41-42, 51, 53, 55. - 71. - 767-786.                                                                | - Belliard ; - Charlebourg ; - Lagny ; - Lebrun ; - Les Lilas ; - Pleyel.                                 | - Sur la ligne de Paris intra-muros 40 - Sur les lignes Traverse Charonne, Traverse Bièvre Montsouris, Traverse Batignolles-Bichat et Traverse Ney-Flandre. - Sur les lignes urbaines Buséolien 1/Buséolien 2, TillBus, L'Audonienne et P'tit Bus. |
| Maestro 23       | Dietrich Carebus | 2      | Série composée originellement de 3 véhicules mise en service en 2015 et 2018. Conçus sur une base de Mercedes-Benz Sprinter. - 413-414 (Euro VI)                                                               | - Nanterre.                                                                                               | - Aux Services spéciaux de Nanterre. |
| Daily GNV        | Iveco Bus        | 3      | Série de véhicules roulant au gaz naturel pour véhicules mis en service en 2019. - 0842-0844 | - Aubervilliers.                                                                                          | - Aux Services spéciaux d’Aubervilliers. |
| Jest Electric    | Karsan           | 1      | Véhicule à propulsion électrique mis en service en 2019. - 0052 | - Les Lilas                                                                                               | - Sur la ligne urbaine P'tit Bus |
| Sprinter City 35 | Mercedes-Benz    | 4      | Série composée originellement de 6 véhicules mis en service en 2013. - 12, 25-27 (livrée Paris-Saclay) (EEV)                                                                                                   | __ | - Appartiennent à la filiale MobiCité, utilisation inconnue depuis la perte du contrat. |
| Sprinter City 65 | Mercedes-Benz    | 3      | Série mise en service en 2017. - 22-24 (livrée Paris-Saclay) (Euro VI) | __ | - Appartiennent à la filiale MobiCité, utilisation inconnue depuis la perte du contrat. |
| Cytios 3/23      | Vehixel          | 9      | Série composée originellement de 10 véhicules mise en service en 2015. Série en cours de réforme. Carrossés sur un châssis Mercedes-Benz. - 540-542, 544-549 (Livrée STIF-RATP) (Euro VI)                      | - Nanterre ; - Point-du-Jour.                                                                             | - Sur la ligne de banlieue 263. - Sur les lignes urbaines 564, 565 et TIM. |
| Cytios 4/23      | Vehixel          | 34     | Série composée originellement de 39 véhicules mis en service entre 2011 et 2013. Série en cours de réforme. Carrossés sur un châssis Iveco. - 501-502, 504-514, 516-524, 527, 529-539 (Livrée STIF-RATP) (EEV) | - Charlebourg ; - Créteil ; - Flandre ; - Les Lilas ; - Nanterre ; - Pleyel ; - Point-du-Jour ; - Thiais. | - Sur les lignes de banlieue 263, 330, 366 et 372. - Sur les lignes urbaines : TillBus, L'Audonienne, Bus du port, Ligne Bleue, TIM et La Navette - Thiais.                                                                                        |
| Cytios 4/34      | Vehixel          | 7      | Série mise en service en 2012 et 2016. Carrossés sur un châssis Iveco. - 601-603 (EEV) et 911-914 (Euro VI) | - Charlebourg.                                                                                            | - Sur les lignes urbaines Buséolien 1/Buséolien 2. |
| Ligneo 23        | Vehixel          | 3      | Série composée originellement de 4 véhicules mis en service en 2012. Conçus sur une base de Volkswagen Crafter. - 924 et 926-927 (EEV)                                                                         | - Asnières.                                                                                               | - Sur la ligne urbaine Bus du port. |

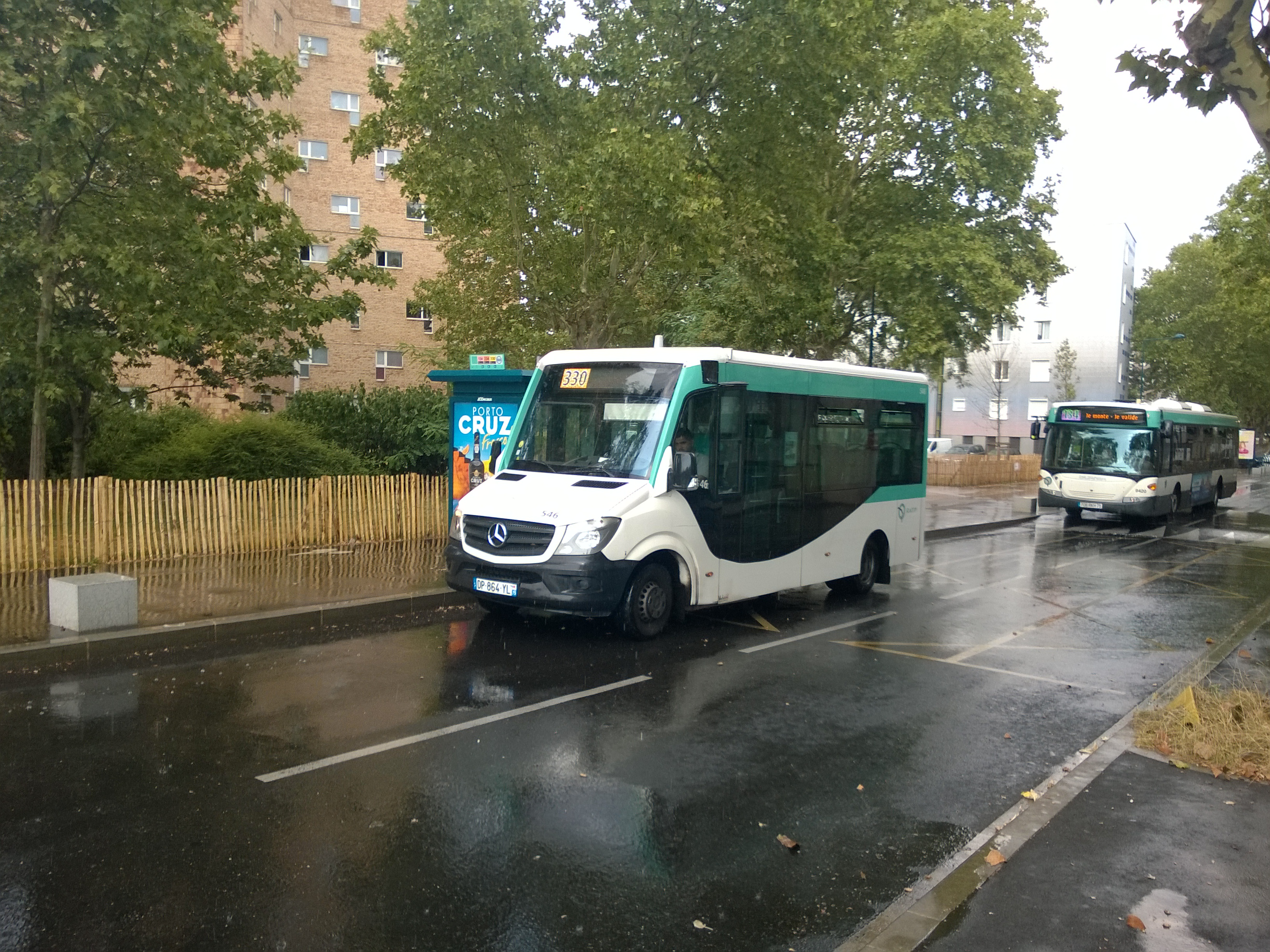
Vehixel Cytios 3/23 sur la ligne 330.
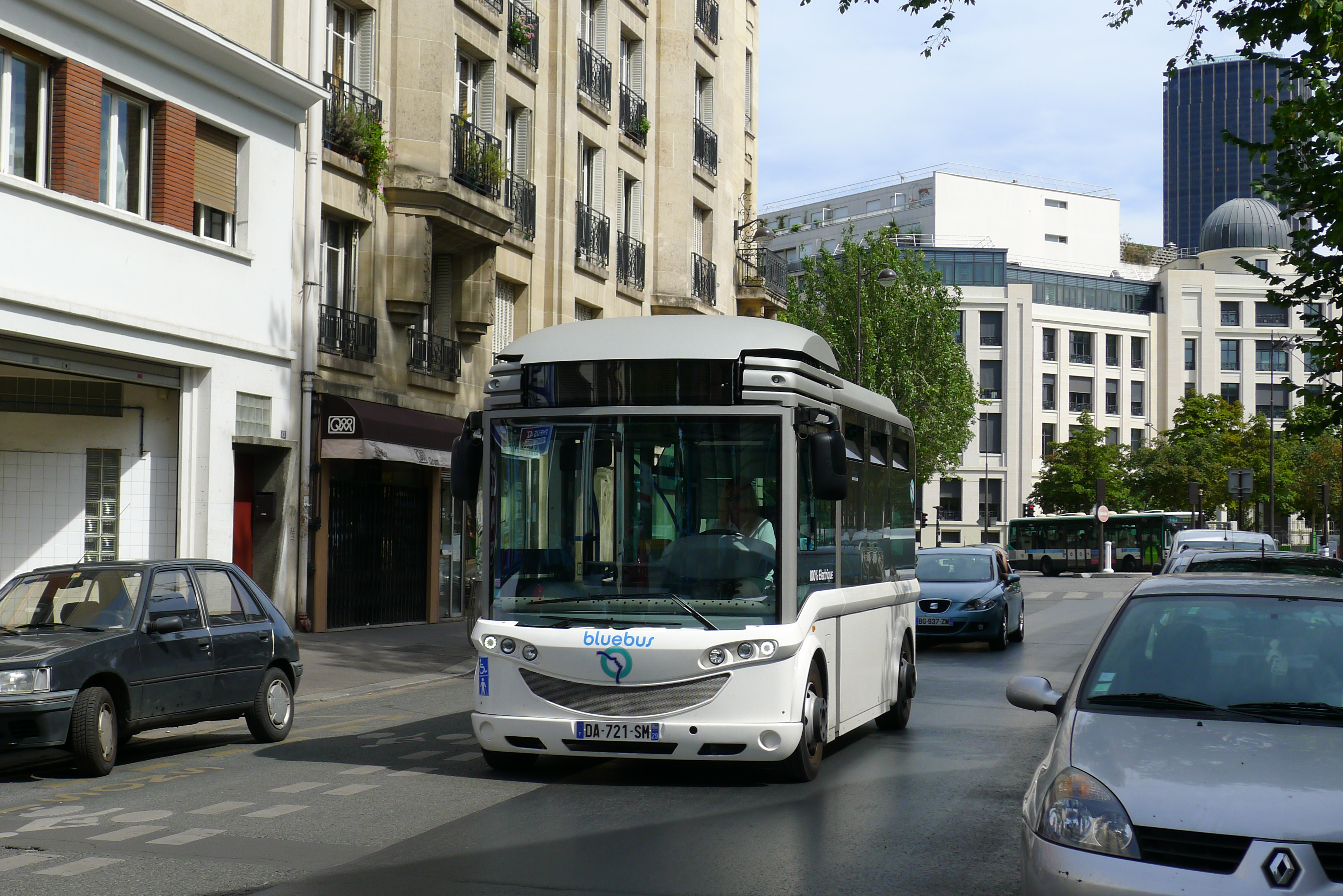
Bolloré Bluebus 6 m sur la navette entre le ministère de la Santé et Montparnasse 2.

#### Autocars
| Modèle            | Constructeur(s) | Nombre | Coquilles et remarques | Centres bus                         | Affectations |
| ----------------- | --------------- | ------ | --- | ----------------------------------- | --- |
| Crossway Line GNV | Iveco Bus       | 47     | Série de véhicules fonctionnant au gaz naturel pour véhicules mise en service depuis 2021, composée à terme de 53 véhicules. - 0109-0112, 7047-7095 (livrée Ile-de-France Mobilités) (Euro VI) | - Aubervilliers - Massy.            | - Sur les lignes de banlieue 216 et 299. - Sur la ligne spéciale RoissyBus - Au nouvel espace de formation (NEF) des conducteurs (coquilles 0109-0112 uniquement). |
| Crossway LE GNV   | Iveco Bus       | 1      | Série composée originellement de 3 véhicules destinés aux services spéciaux mis en service en 2021 - 7355 (Euro VI)                                                                            | - Aubervilliers                     | - Aux Services spéciaux d'Aubervilliers |
| Crossway LE       | Iveco Bus       | 5      | Série mise en service en 2015 et 2016. - 17-19 (livrée STIF-RATP) ; - 918-919 (livrée RATP événementiel) (Euro VI)                                                                             | - Corentin - Saint-Denis - Gonesse. | - Sur la ligne de banlieue 270 - Aux Services spéciaux de Corentin. - Bus événementiel (coquilles 918-919 uniquement).                                             |
| Interlink GNV     | Scania          | 2      | Série composée originellement de 7 autocars roulant au gaz naturel pour véhicules mise en service en 2017 et 2018. - 866, 871 (Euro VI)                                                        | - Aubervilliers.                    | - Aux Services spéciaux d'Aubervilliers. |

#### Préservation
Quelques véhicules en fin de carrière seront sauvés d'une vente ou destruction par la sauvegarde dans une grande réserve de la RATP à Villeneuve-Saint-Georges.
| Modèle         | Constructeur(s)                 | Nombre | Coquilles et remarques |
| -------------- | ------------------------------- | ------ | --- |
| 220            | CBM                             | 1      | Série intégralement réformée - 615 (année 1986), sauvegardé en 1996.                                                                                              |
| SC10           | Renault V.I.                    | 3      | Série intégralement réformée - 3959, 3976 (année 1988) ; sauvegardés en 2002 et 2003. - 9999 (année 1986), sauvegardé en 1999.                                    |
| PR100.2        | Renault V.I.                    | 1      | Série intégralement réformée - 4196 (année 1993), sauvegardé en 2000.                                                                                             |
| PR180.2        | Renault V.I.                    | 1      | Série intégralement réformée - 4865 (année 1991), sauvegardé en 2003.                                                                                             |
| R312           | Renault V.I.                    | 3      | Série intégralement réformée - 0018 (ex-5018) (année 1988), sauvegardé en 2020. - 5003 (année 1987), sauvegardé en 2004. - 5801 (année 1993), sauvegardé en 2003. |
| Agora S « V2 » | Renault V.I.                    | 2      | Série intégralement réformée - 2763 (année 1999), sauvegardé en 2017. - 7524 (année 2001), sauvegardé en 2018.                                                    |
| Agora S GNV    | Renault V.I.                    | 1      | Série intégralement réformée - 7045 (année 1999), sauvegardé en 2017.                                                                                             |
| Agora Line     | Irisbus/Renault V.I.            | 1      | Série intégralement réformée - 8320 (année 2005), sauvegardé en 2019.                                                                                             |
| Agora L        | Irisbus/Renault V.I.            | 1      | Série intégralement réformée - 1525 (année 2000), sauvegardé en 2018.                                                                                             |
| Oréos 55E      | Gépébus                         | 1      | Série intégralement réformée - 1303 (année 2000), sauvegardé en 2017                                                                                              |
| Microbus       | Gruau                           | 1      | Série intégralement réformée - 743 (année 2008), sauvegardé en 2019.                                                                                              |
| GX 117         | Heuliez Bus                     | 1      | Série intégralement réformée - 425 (année 2004), sauvegardé en 2019.                                                                                              |
| Citaro         | EvoBus (Mercedes-Benz)          | 1      | Série intégralement réformée - 4258 (année 2002), sauvegardé en 2020.                                                                                             |
| NL 223         | MAN Nutzfahrzeuge               | 1      | Série intégralement réformée - 9093 (année 2003), sauvegardé en 2020.                                                                                             |
| JP2P12         | Renault V.I/Carrier Carrosserie | 1      | Série intégralement réformée - 920 (année 2000), sauvegardé en 2020.                                                                                              |
| PGR            | Berliet                         | 1      | Série intégralement réformée - 2945 (année 1969), sauvegardé en 2020.                                                                                             |
| Omnicity S     | Scania                          | 1      | Série en cours de réforme - 9303 (année 2007), sauvegardé en 2021.                                                                                                |
| Citelis Line   | Irisbus                         | 3      | Série en cours de réforme - 3022 (année 2006), sauvegardé en 2021. - 3089 (année 2007), sauvegardé en 2025. - 3806 (année 2010), sauvegardé en 2025.              |
| Crealis 18     | Irisbus                         | 1      | Série intégralement réformée - 4001 (année 2009), sauvegardé en 2021.                                                                                             |

### Dépôts
Les autobus de la RATP sont remisés dans différents dépôts, appelés « Centres bus », situés à Paris et dans sa banlieue, qui assurent le remisage et l'entretien des véhicules.

### Accidents

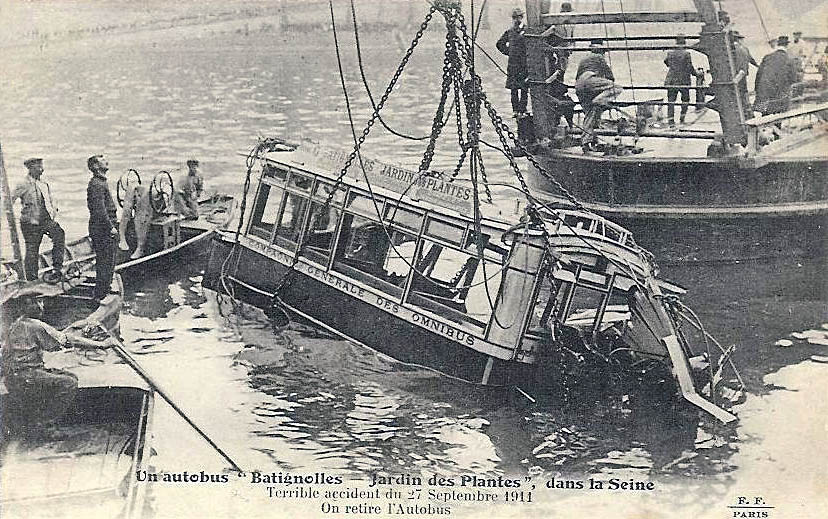
L'autobus PB2 Batignolles - Jardin des Plantes repêché dans la Seine, à la suite de l'accident du 26 septembre 1911.

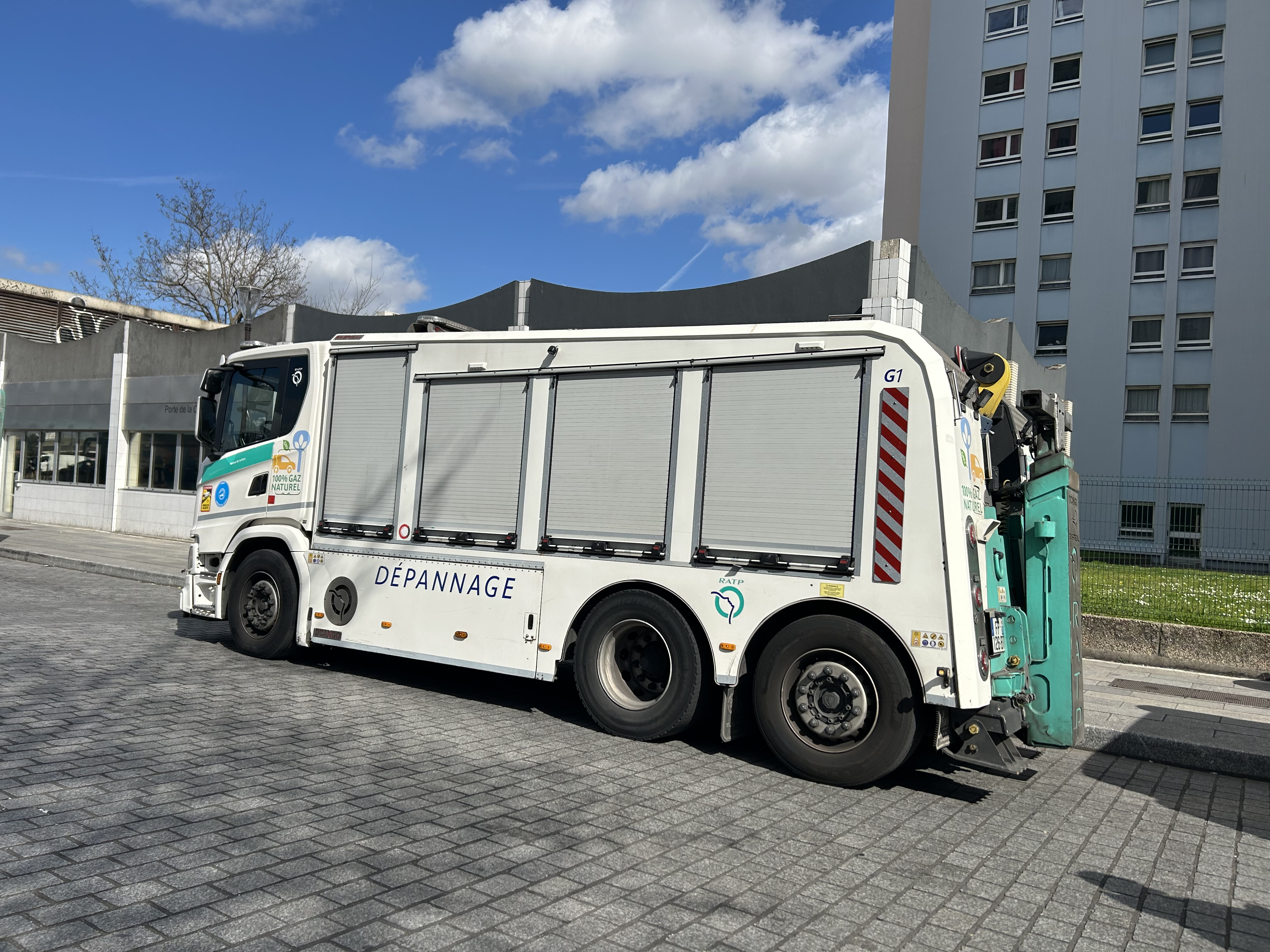
Dépanneuse de bus à Paris en mars 2025.

Les accidents d'autobus sont toujours demeurés particulièrement rares, leur aspect souvent spectaculaire en faisant un sujet de choix pour la presse, parfois de tendance critique en titrant sur les « méfaits de l'autobus » comme le fait Le Petit Journal dans son édition du 2 juin 1907. La plupart des accidents graves ont eu pour cause des collisions avec des camions. Ces accidents ont conduit la société Chausson à étudier la création de bus assemblés sur le principe des « caisses-poutres », permettant une déformation progressive à hauteur du point d'impact. Les autobus modernes sont tous construits selon ce principe qui permet de réduire l'impact des collisions frontales ou arrières.
Parmi les accidents de triste mémoire, celui du 27 septembre 1911 reste le plus impressionnant : ce jour-là, un autobus PB2 chargé d'une trentaine de passagers quitte sa trajectoire alors qu'il aborde le pont de l'Archevêché, monte sur le trottoir, défonce le parapet et s'abîme dans la Seine, faisant onze victimes, ,. Ce tragique fait divers est marqué par le courage d'un homme, l'abbé Richard, qui, selon les témoignages, sauva sept personnes de la noyade. Il est aussi marqué par la quasi-disparition d'une famille originaire de Normandie (une mère et ses trois enfants) dont seul le père échappe à la mort. Le travail de recherche et d'extraction des victimes de la carcasse immergée, le lendemain de l'accident, a été immortalisé par de très nombreux photographes, amateurs ou professionnels. On peut aujourd'hui facilement trouver des clichés plus ou moins spectaculaires de ces opérations de recherche par scaphandrier, ainsi que du treuillage de la carcasse de l'autobus. Mais on doit le cliché le plus frappant à Léon Gimpel, photographe du journal L'Illustration, qui réalise dans la soirée du 27 septembre, à la nuit tombante, une prise de vue aux tons crépusculaires, particulièrement saisissante, de la carcasse, dont seul le toit émerge du fleuve. Cet accident, le plus meurtrier de l'histoire des autobus parisiens, a pour une part inspiré le scénario du film de Jean-Pierre Jeunet, Un long dimanche de fiançailles, film dans lequel l'héroïne Mathilde, incarnée par Audrey Tautou, est censée avoir perdu ses père et mère dans cet accident de la circulation.
Dans un registre plus spectaculaire, un Irisbus Citelis 12 s'encastre dans la façade du restaurant du chef étoilé Thierry Marx à Saint-Ouen-sur-Seine le 17 décembre 2024, faisant deux blessés légers.

### Sécurité
Certaines lignes de bus connaissent parfois des problèmes d'insécurité. Des incidents ont pu parfois nécessiter leur escorte ou leur déviation de certains quartiers (Ligne 148 au quartier des Tilleuls au Blanc-Mesnil, incendie d'un bus à Tremblay-en-France en 2010). L'insécurité est plus particulièrement ressentie dans les bus de nuit.
Des agents de la sûreté RATP patrouillent sur toutes les lignes, en civil ou en uniforme, en voiture ou directement dans les bus.

### Tarification et financement
La tarification des lignes d'autobus d'Île-de-France est unifiée et accessible avec les mêmes abonnements. Un ticket « bus-tram », qui remplace le ticket t+ au 1er janvier 2025, permet un trajet simple quelle que soit la distance, avec une ou plusieurs correspondances possibles avec les autres lignes de bus et de tramway pendant une durée maximale de 1 h 30 entre la première et dernière validation. En revanche, un ticket validé dans un bus ne permet pas d'emprunter le métro, ni le Transilien et le RER. Les lignes Orlybus et Roissybus, assurant de façon directe les dessertes aéroportuaires via autoroute, disposent d'une tarification spécifique mais sont accessibles avec les abonnements habituels.
Les tarifs des billets et abonnements dont le montant est limité par décision politique ne couvrent pas les frais réels de transport. Le manque à gagner est compensé par l'autorité organisatrice, Île-de-France Mobilités, présidée depuis 2005 par le président du conseil régional d'Île-de-France et composé d'élus locaux. Elle définit les conditions générales d'exploitation ainsi que la durée et la fréquence des services. L'équilibre financier du fonctionnement est assuré par une dotation globale annuelle aux transporteurs de la région grâce au versement mobilité payé par les entreprises et aux contributions des collectivités publiques.

Il est également possible d’acheter un ticket d’accès à bord par SMS, en envoyant BUS suivi du numéro de ligne, tout attaché, au 93100 (exemple : pour la ligne 29, il faut envoyer BUS29).

## Impact socio-économique

### Trafic
En 2006, six lignes parisiennes dépassaient les dix millions de voyageurs par an. Par ordre décroissant : le PC3 avec 17,1 millions, le PC1 avec 16 millions (avant la mise en service du T3), le PC2 avec 15,6 millions, le 62 avec 14,6 millions, le 95 avec 11,3 millions et le 27 avec 11 millions. Les lignes PC1 à PC3 ont depuis été remplacées en grande partie par les lignes de tramway T3a et T3b.
En banlieue, la ligne 183 (Porte de Choisy - Aéroport d'Orly) se situait en tête avec 16 millions de voyageurs (avant la mise en service du T9), suivie de la ligne 304 (Nanterre-La Boule - Asnières-Gennevilliers-Les Courtilles) avec 14,6 millions. Cette dernière est concernée aujourd'hui par un projet de remplacement par une ligne de tramway. Le Tvm complétait le podium, avec 14,2 millions.
En 2021, les lignes les plus fréquentées du réseau sont les suivantes : la ligne Tvm avec 18,78 millions de voyageurs, la ligne 62 avec 10,97 millions, la ligne 150 avec 10,23 millions, la ligne 60 avec 8,68 millions et la ligne 170 avec 8,22 millions.